# Specie di Artemisia
Elenco delle 484 specie di Artemisia:

## A
- Artemisia abaensis Y.R.Ling & S.Y.Zhao
- Artemisia abbreviata (Krasch. ex Korobkov) Krasnob.
- Artemisia abolinii Lazkov
- Artemisia abrotanum L.
- Artemisia absinthium L.
- Artemisia abyssinica Sch.Bip. ex Oliv. & Hiern
- Artemisia aculeata Charit.
- Artemisia adamsii Besser
- Artemisia aethiopica L.
- Artemisia aflatunensis Poljakov ex U.P.Pratov & Bakanova
- Artemisia afra Jacq. ex Willd.
- Artemisia aksaiensis Y.R.Ling
- Artemisia alata Charit.
- Artemisia alba Turra
- Artemisia albicans Sòn.Garcia, Garnatje, McArthur, Pellicer, S.C.Sand
- Artemisia albicaulis Nevski
- Artemisia aleutica Hultén
- Artemisia algeriensis Filatova
- Artemisia alpina Pall. ex Willd.
- Artemisia amoena Poljakov
- Artemisia amygdalina Decne.
- Artemisia andersiana Podlech
- Artemisia anethifolia Weber ex Stechm.
- Artemisia anethoides Mattf.
- Artemisia angustissima Nakai
- Artemisia annua L.
- Artemisia anomala S.Moore
- Artemisia aralensis Krasch.
- Artemisia araxina Takht.
- Artemisia arborescens L.
- Artemisia arbuscula Nutt.
- Artemisia arctisibirica Korobkov
- Artemisia arenaria DC.
- Artemisia arenicola Krasch. ex Poljakov
- Artemisia argentea L'Hér.
- Artemisia argyi H.Lév. & Vaniot
- Artemisia argyrophylla Ledeb.
- Artemisia armeniaca Lam.
- Artemisia aschurbajewi C.Winkl.
- Artemisia assoana Willk.
- Artemisia assurgens Filatova
- Artemisia asymmetrica Charit.
- Artemisia atlantica Coss. & Durieu
- Artemisia atrata Lam.
- Artemisia atrovirens Hand.-Mazz.
- Artemisia aucheri Boiss.
- Artemisia aurantiaca Charit.
- Artemisia aurata Kom.
- Artemisia auriculopinnata Charit.
- Artemisia australis Less.
- Artemisia austriaca Jacq.
- Artemisia austrohimalayaensis Y.R.Ling & Puri
- Artemisia austroyunnanensis  Y.R.Ling & Puri
- Artemisia avarica  Minatul.

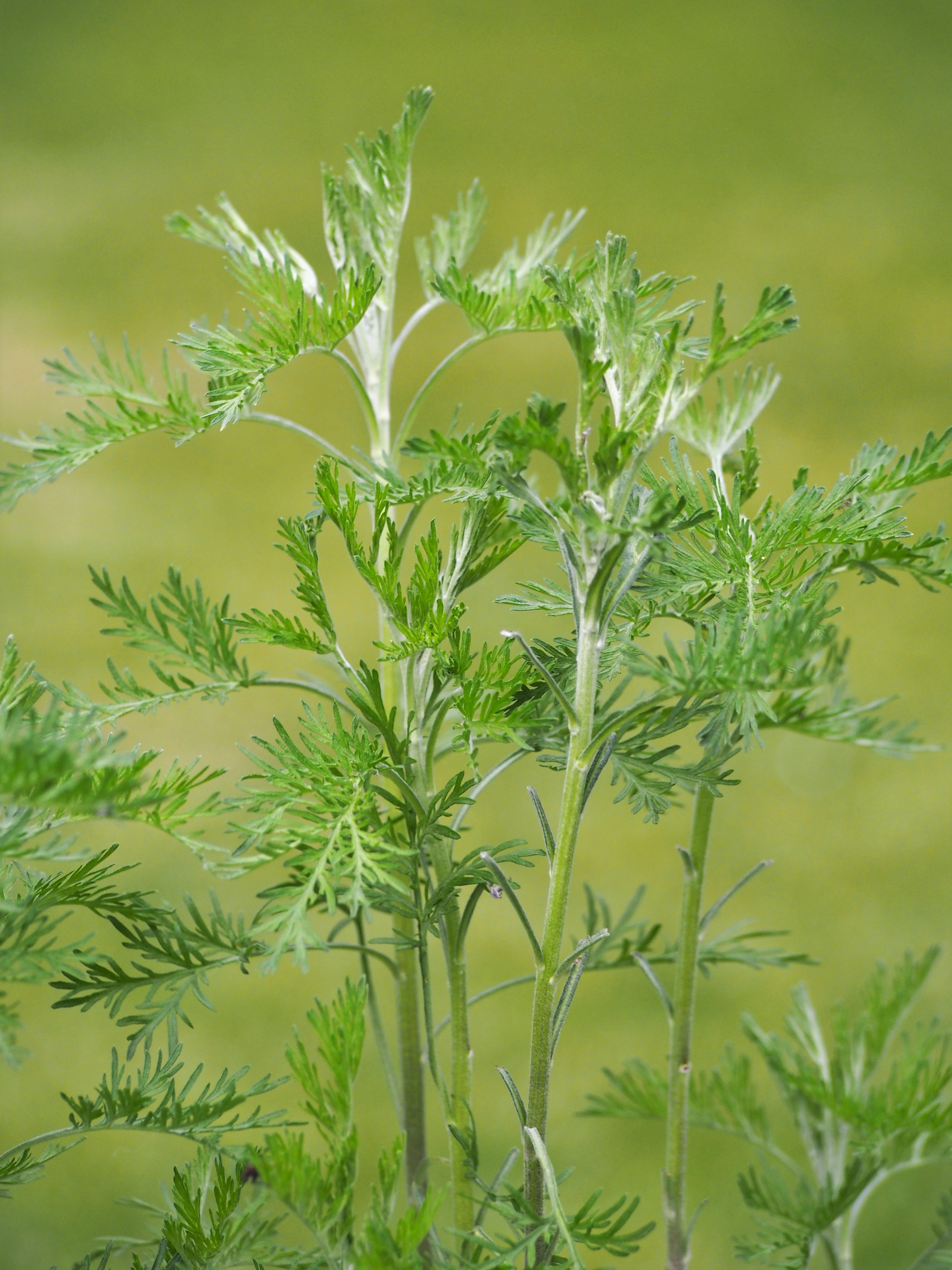
Artemisia abrotanum
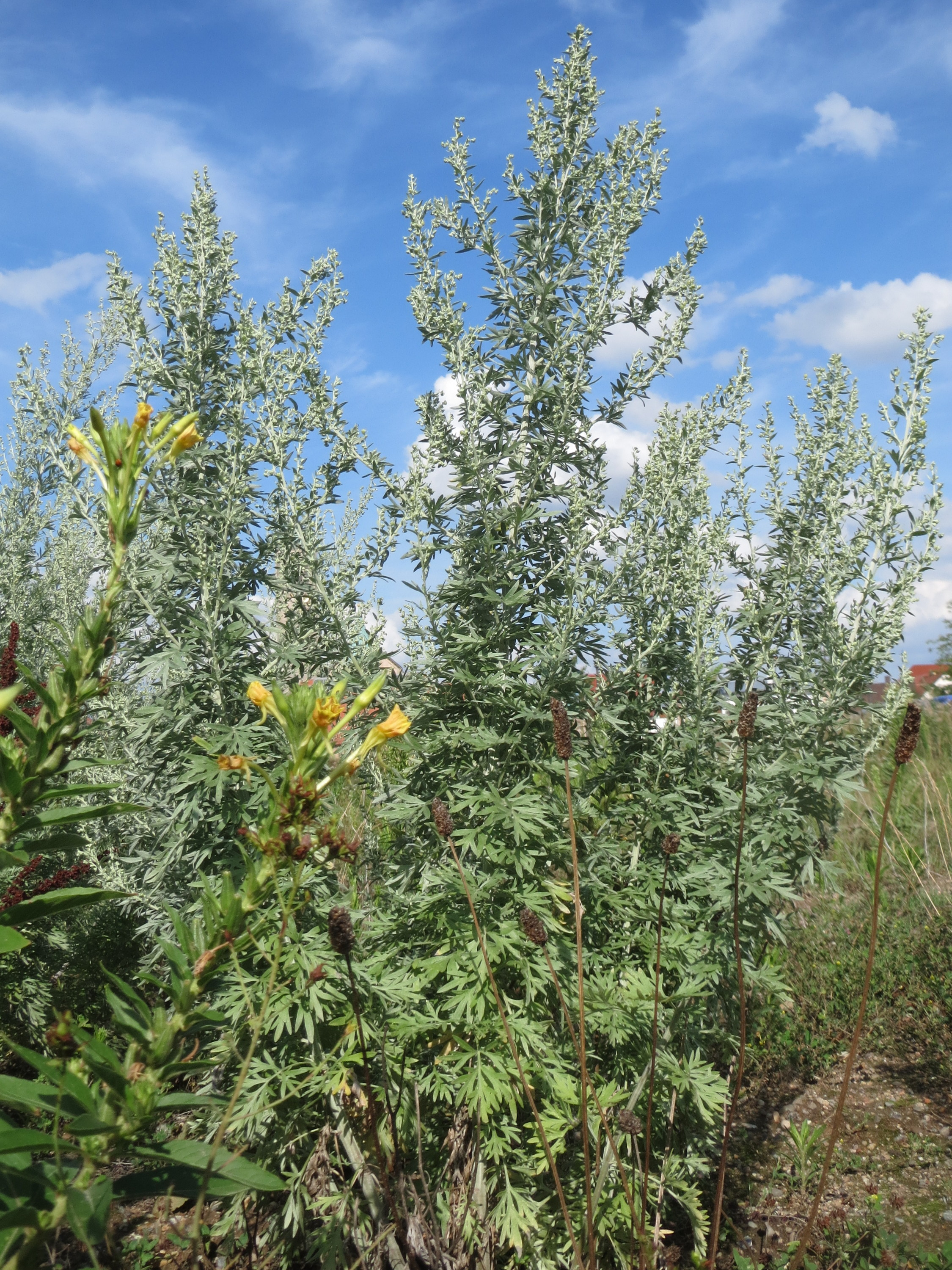
Artemisia absinthium
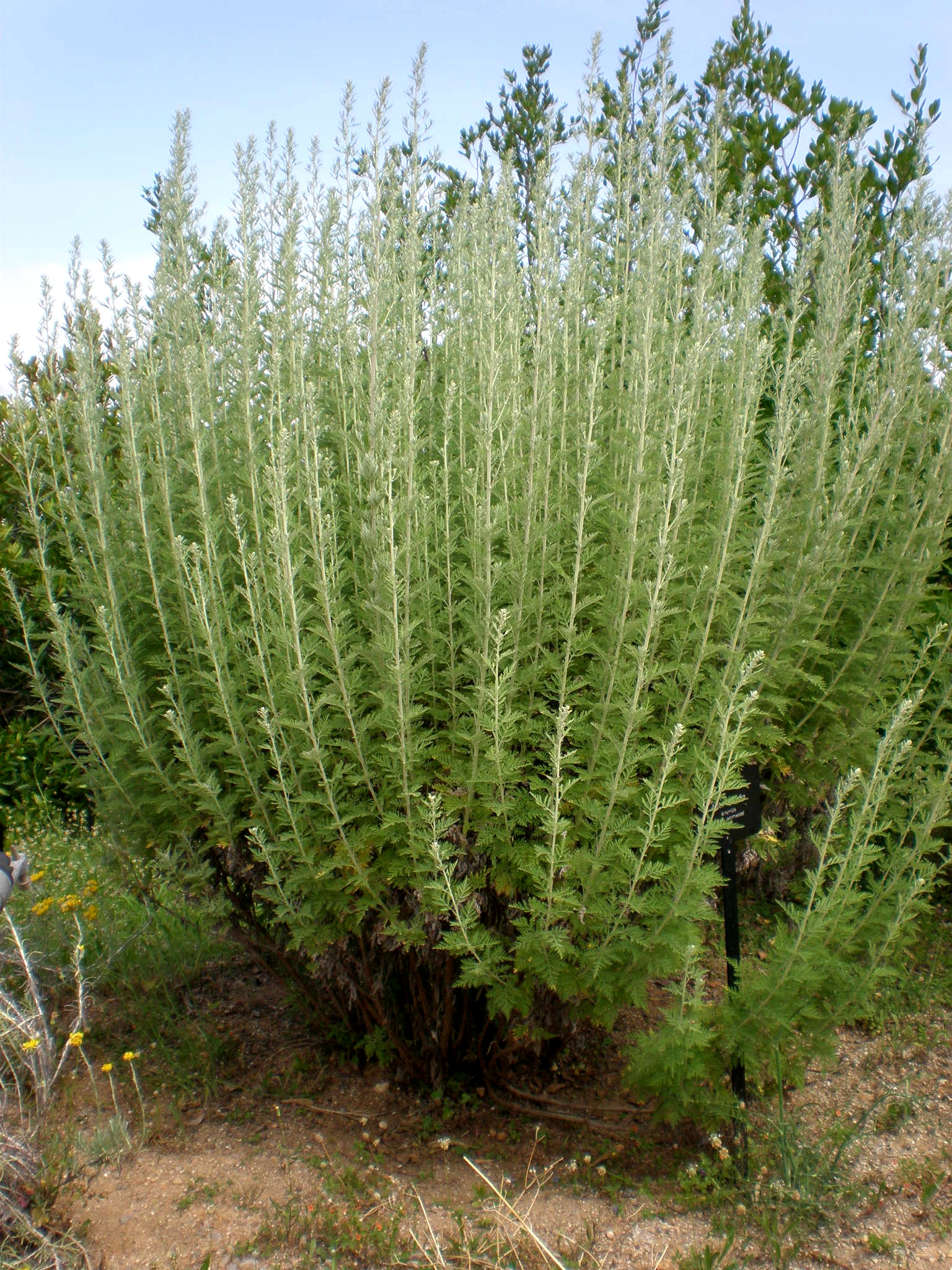
Artemisia afra
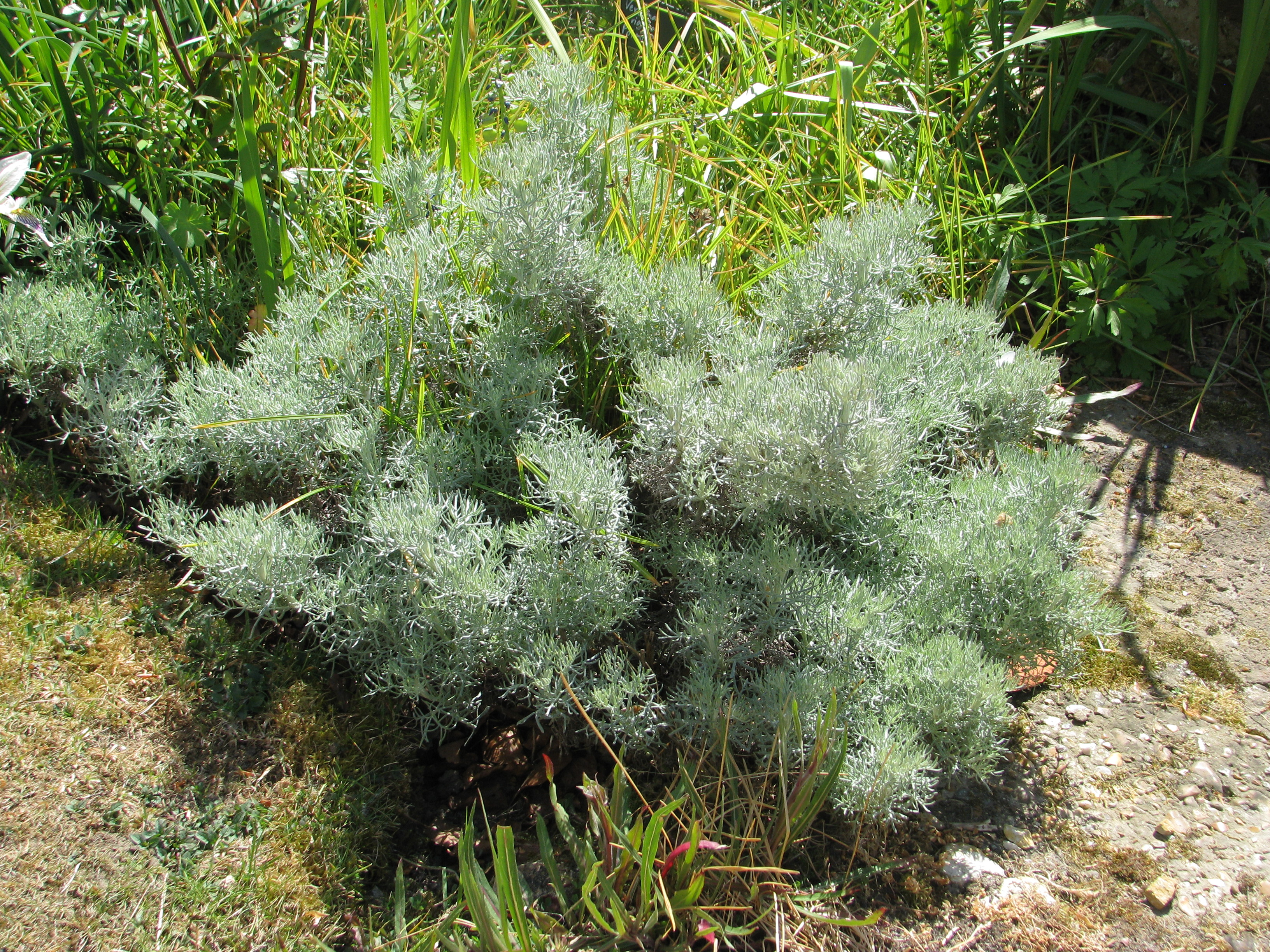
Artemisia alba
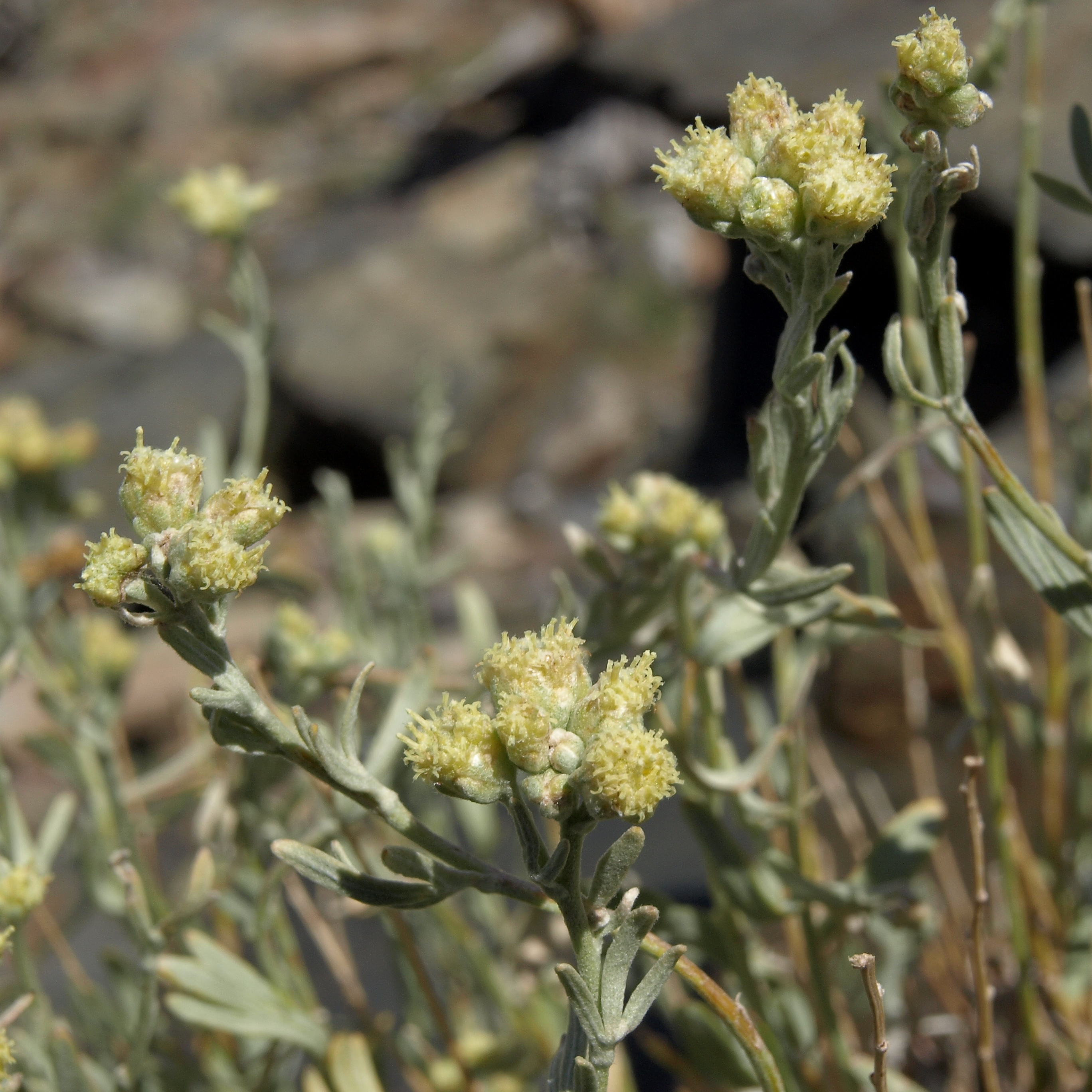
Artemisia albicans
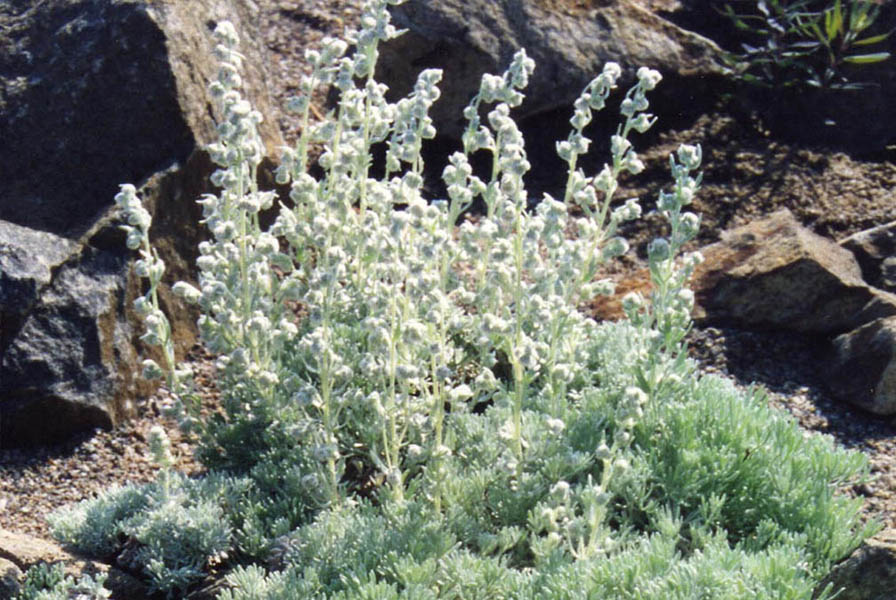
Artemisia alpina
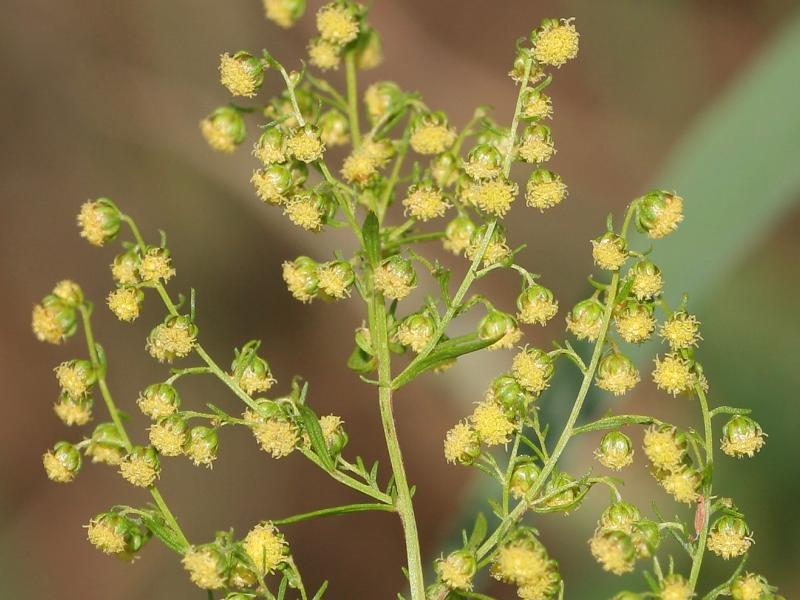
Artemisia annua
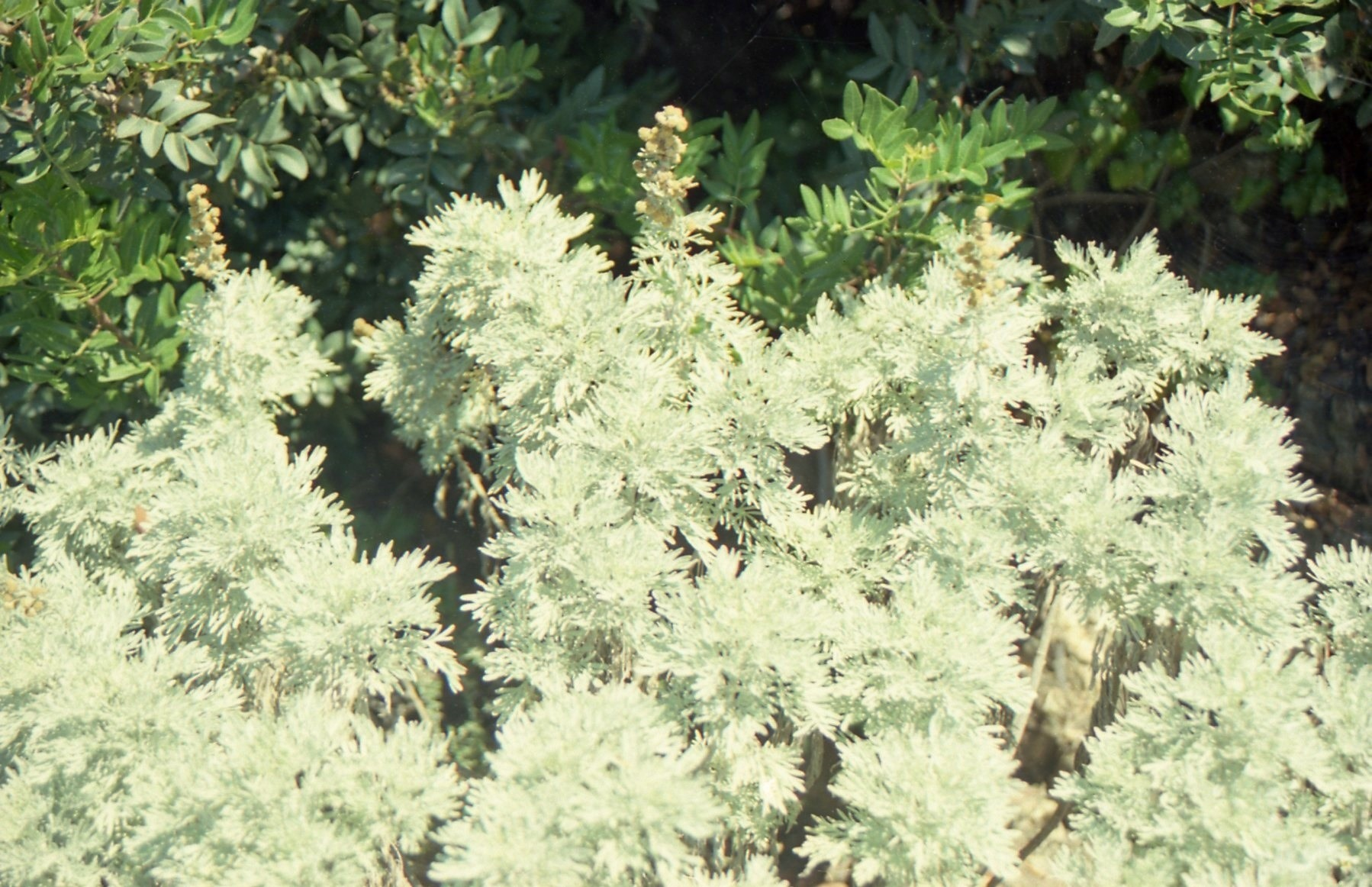
Artemisia arborescens
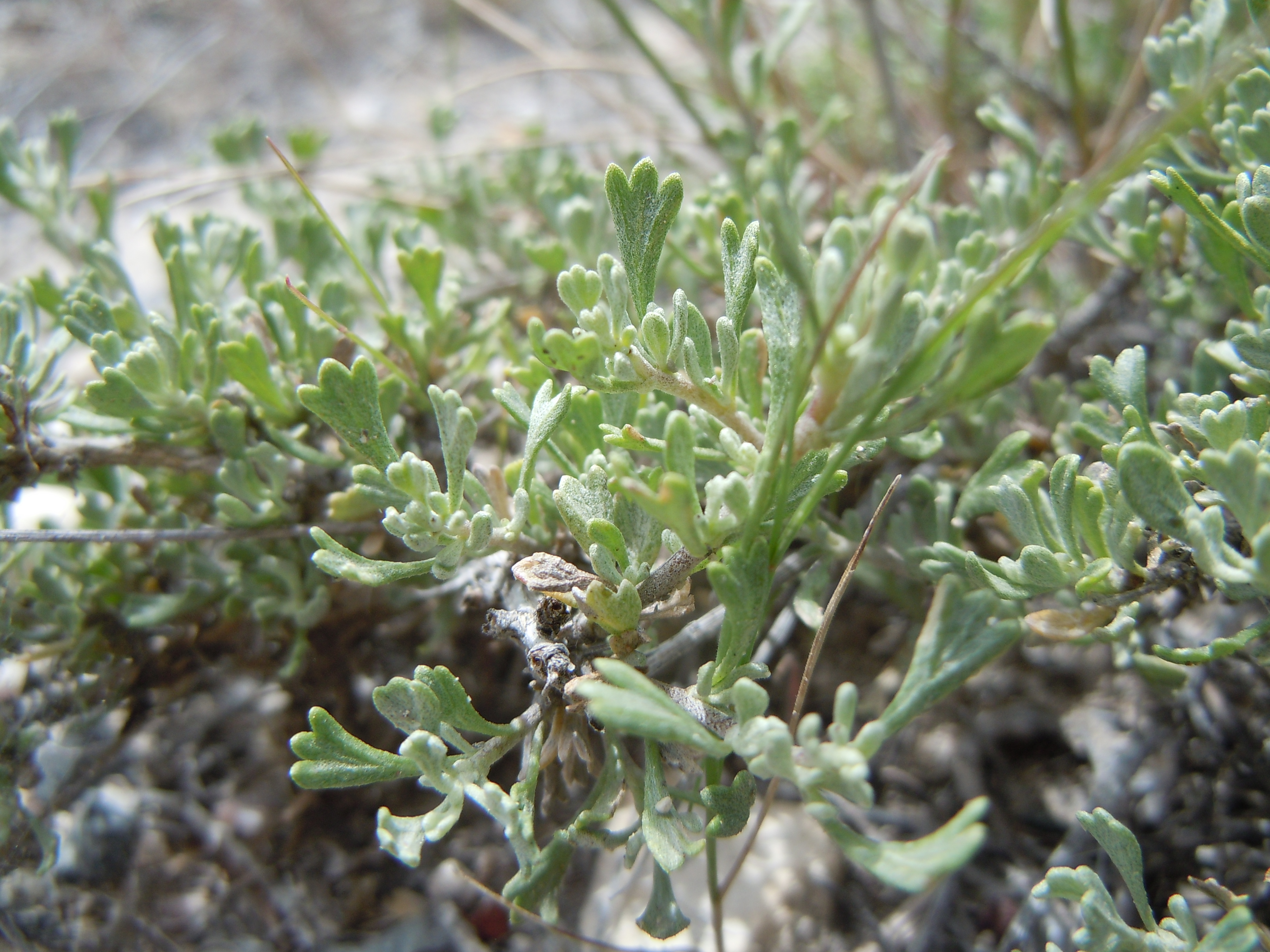
Artemisia arbuscula
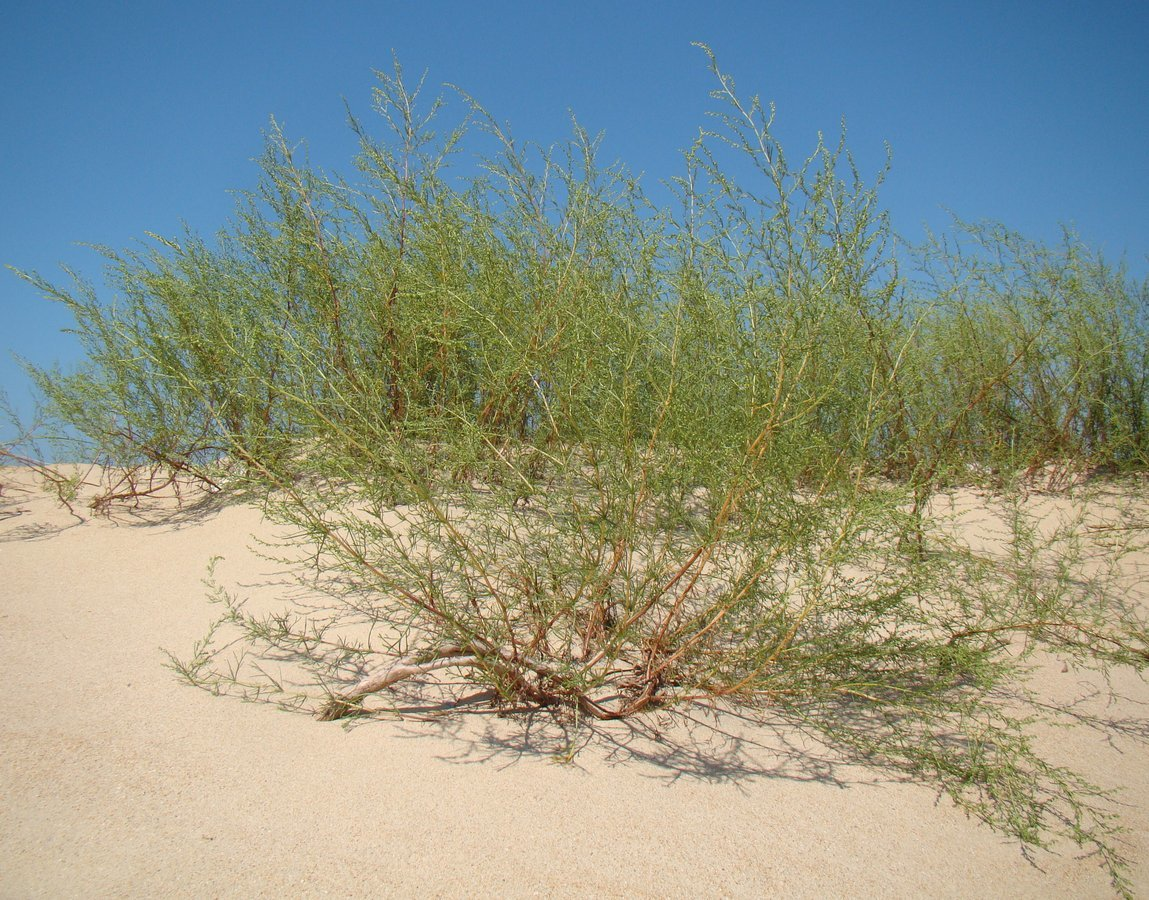
Artemisia arenaria
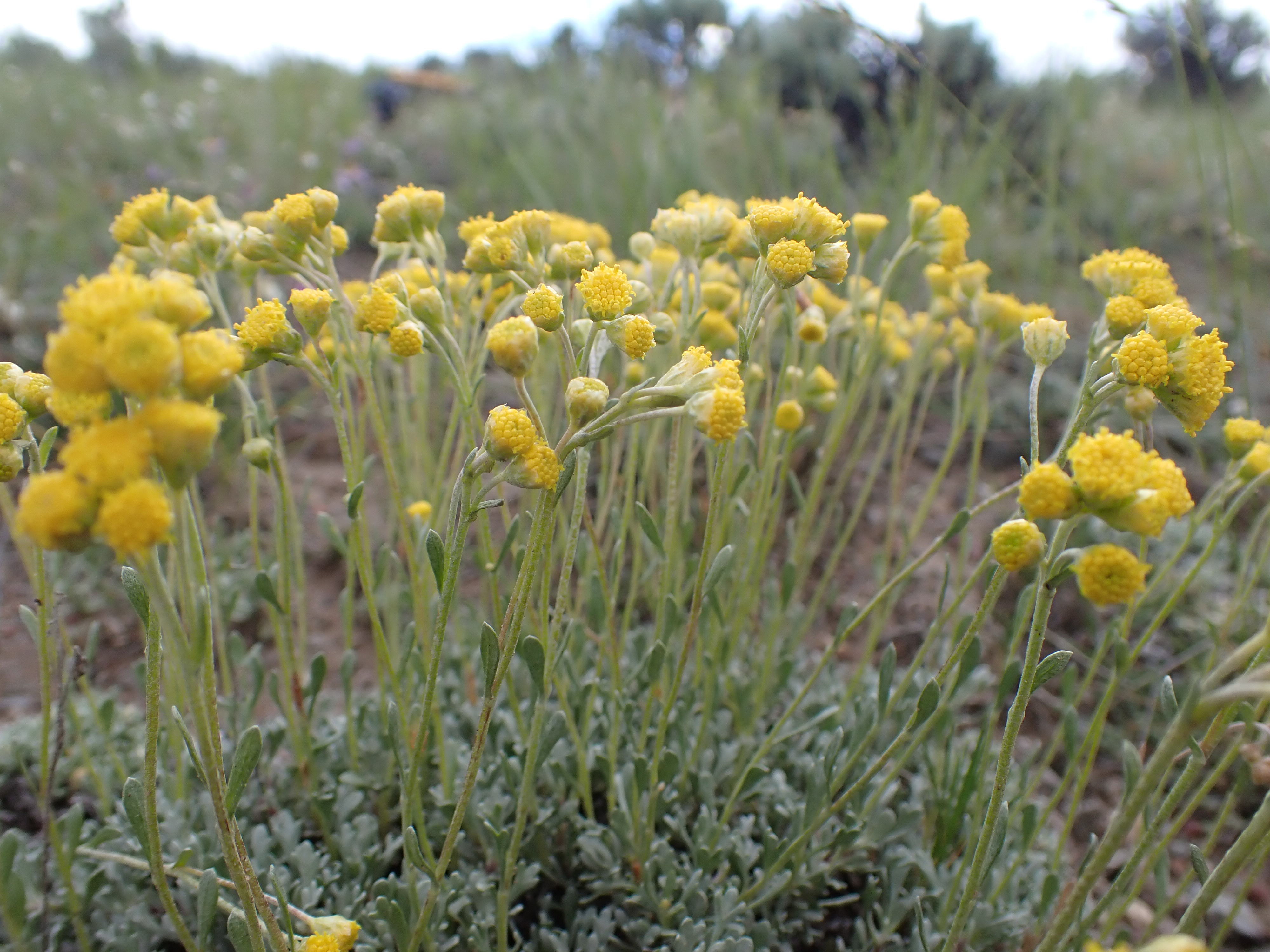
Artemisia argentea
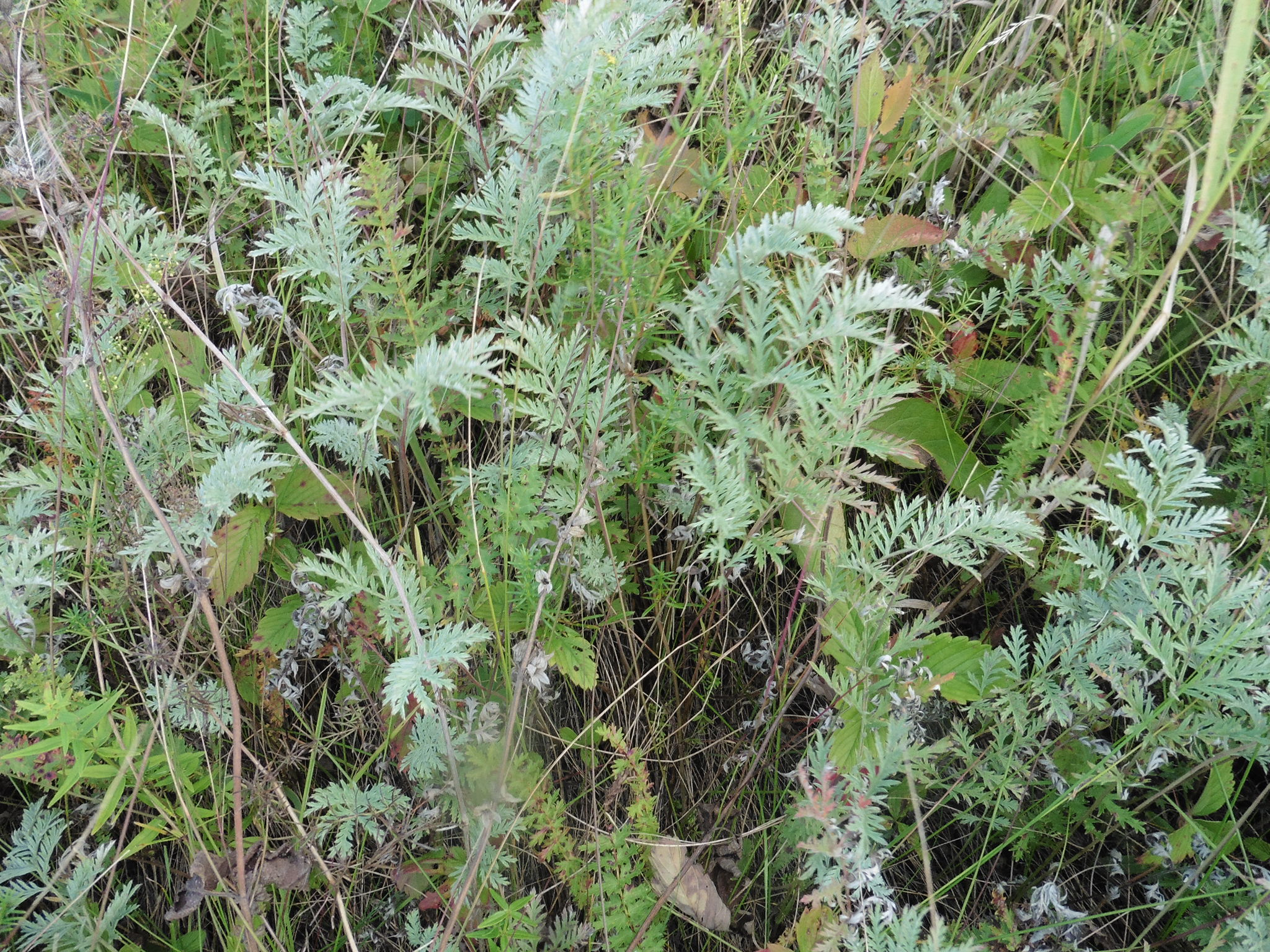
Artemisia armeniaca
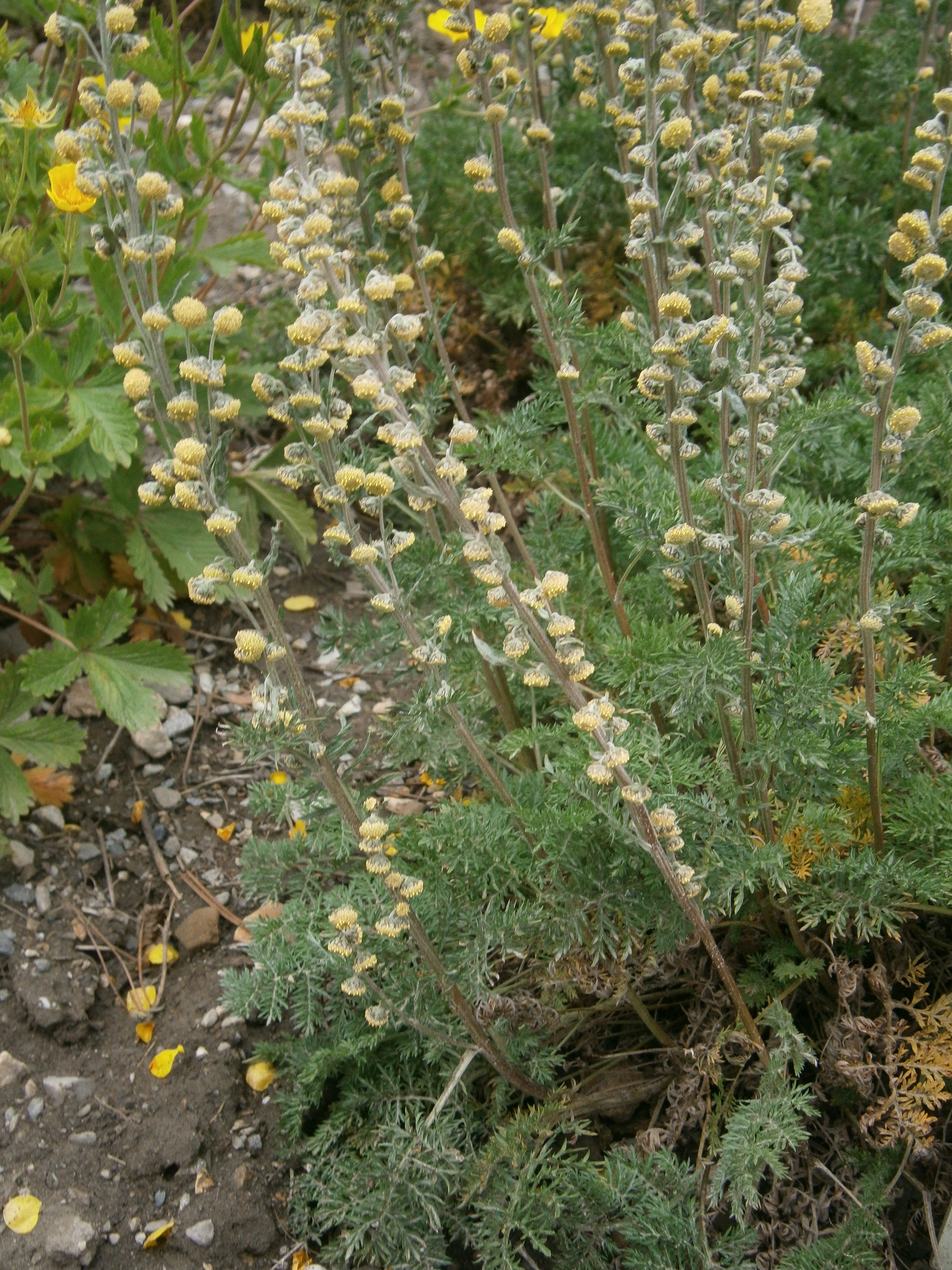
Artemisia atrata
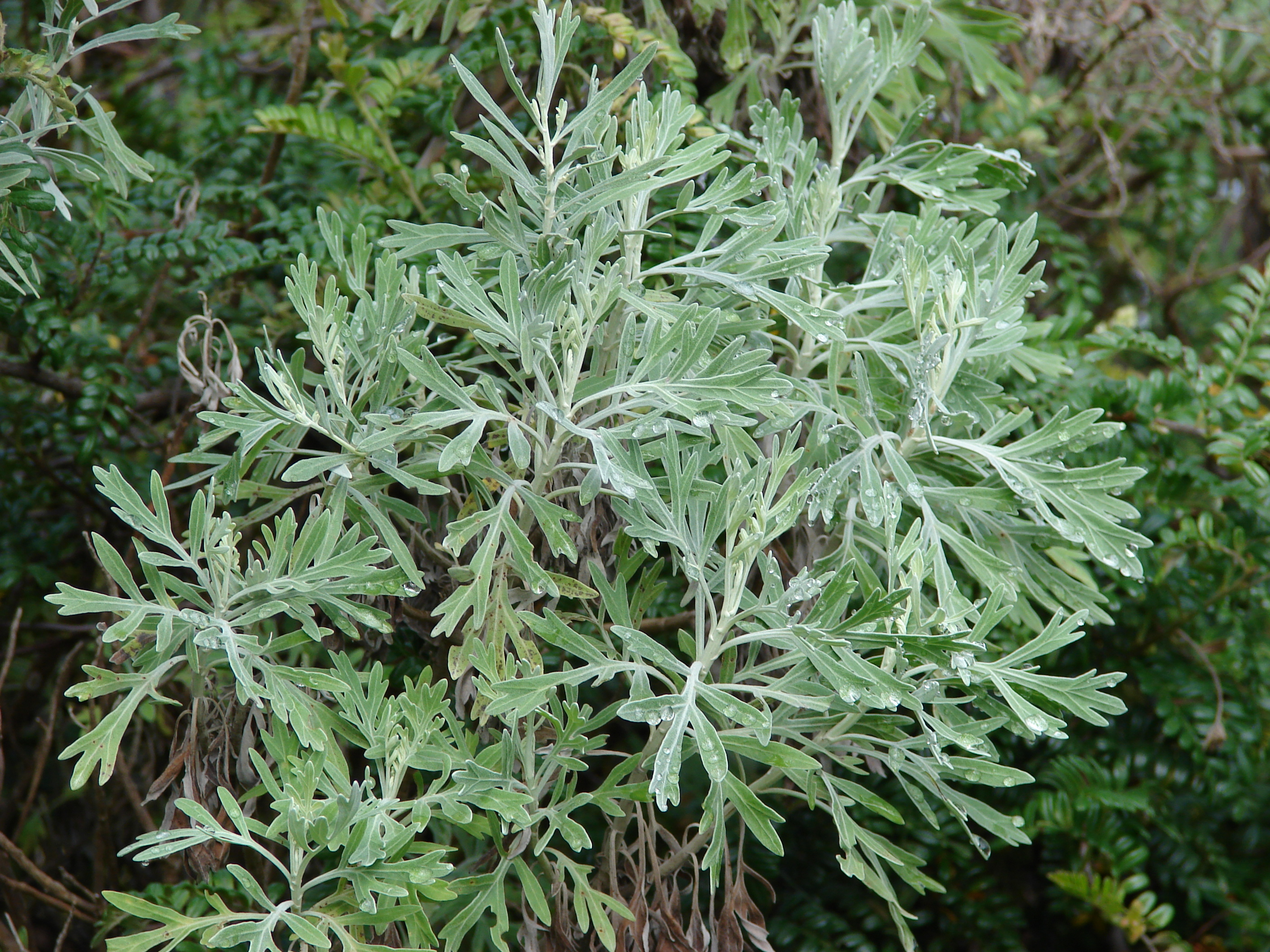
Artemisia australis
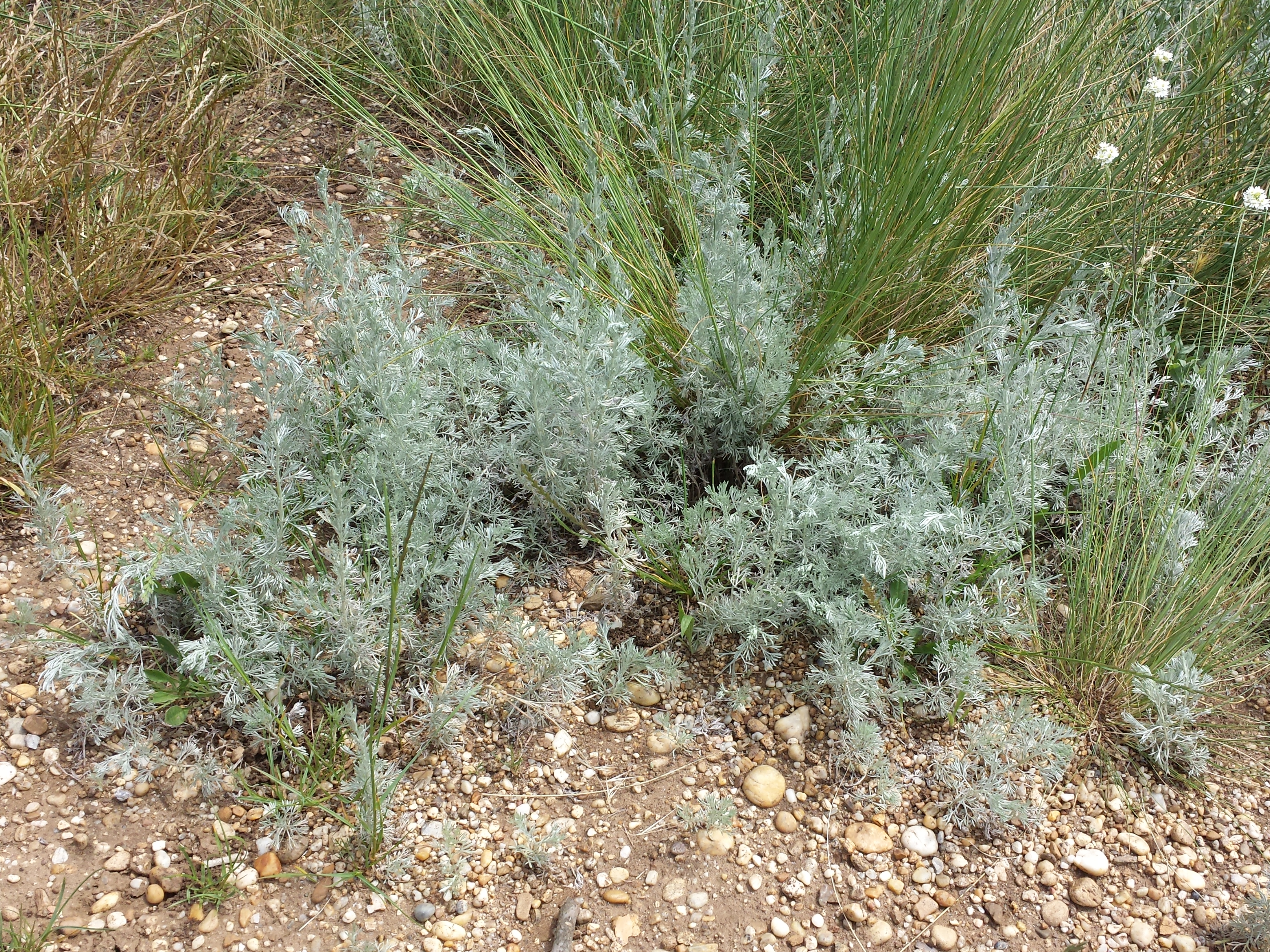
Artemisia austriaca

## B
- Artemisia badghysi Krasch. & Lincz. ex Poljakov
- Artemisia baimaensis Y.R.Ling & Z.C.Chuo
- Artemisia balchanorum Krasch.
- Artemisia baldshuanica Krasch. & Zopr.
- Artemisia banihalensis M.K.Kaul & S.K.Bakshi
- Artemisia bargusinensis Spreng.
- Artemisia barrelieri Besser
- Artemisia bashkalensis Kurşat & Civelek
- Artemisia baxoiensis B.H.Jiao & T.G.Gao
- Artemisia bejdemaniae Leonova
- Artemisia bhutanica Grierson & Spring.
- Artemisia bicolor Rech.f. & Wagenitz
- Artemisia biennis Willd.
- Artemisia bigelovii A.Gray
- Artemisia blepharolepis Bunge
- Artemisia borotalensis Poljakov
- Artemisia brachyloba Franch.
- Artemisia brachyphylla Kitam.
- Artemisia brevifolia Wall. ex DC.

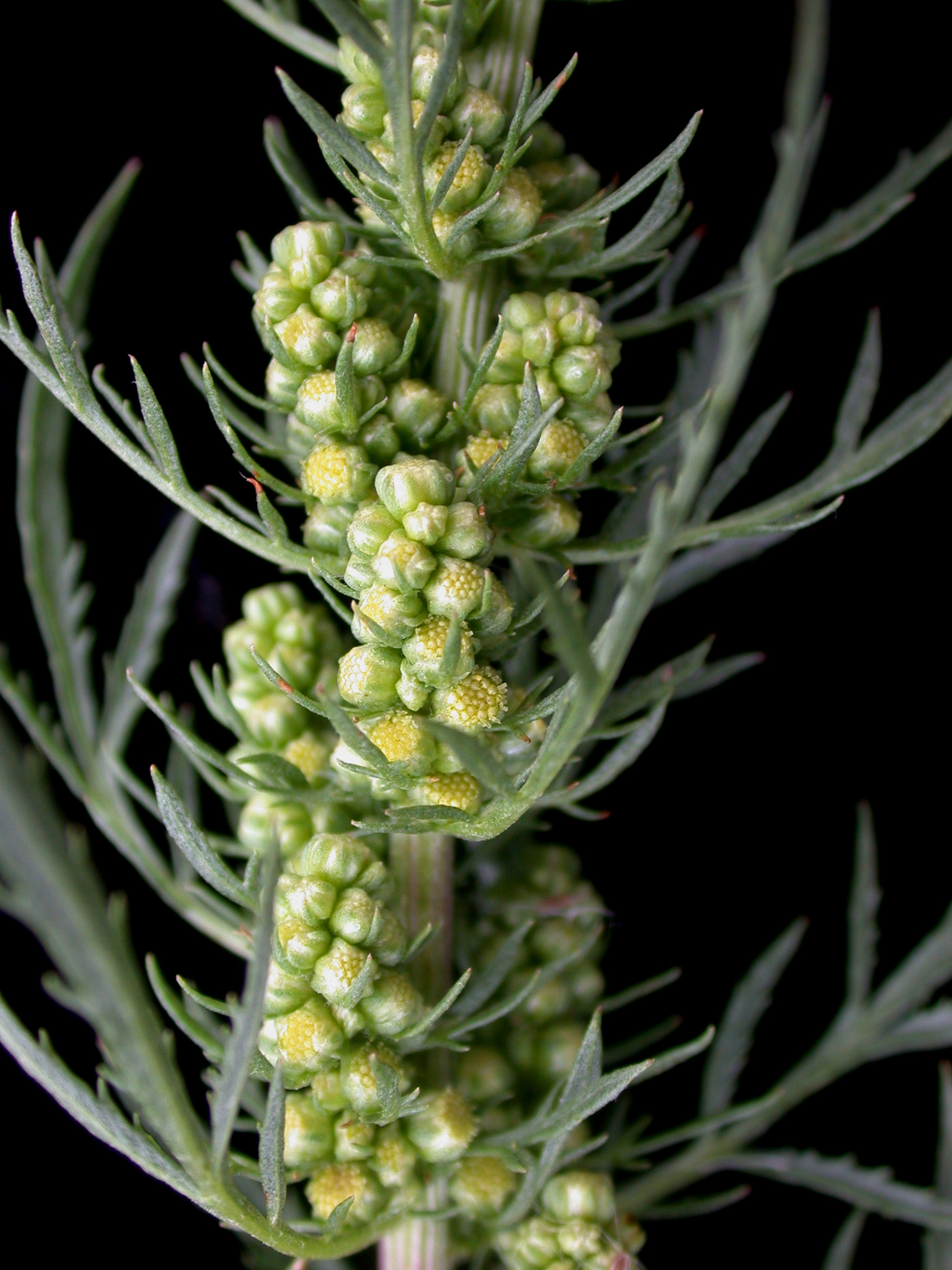
Artemisia biennis
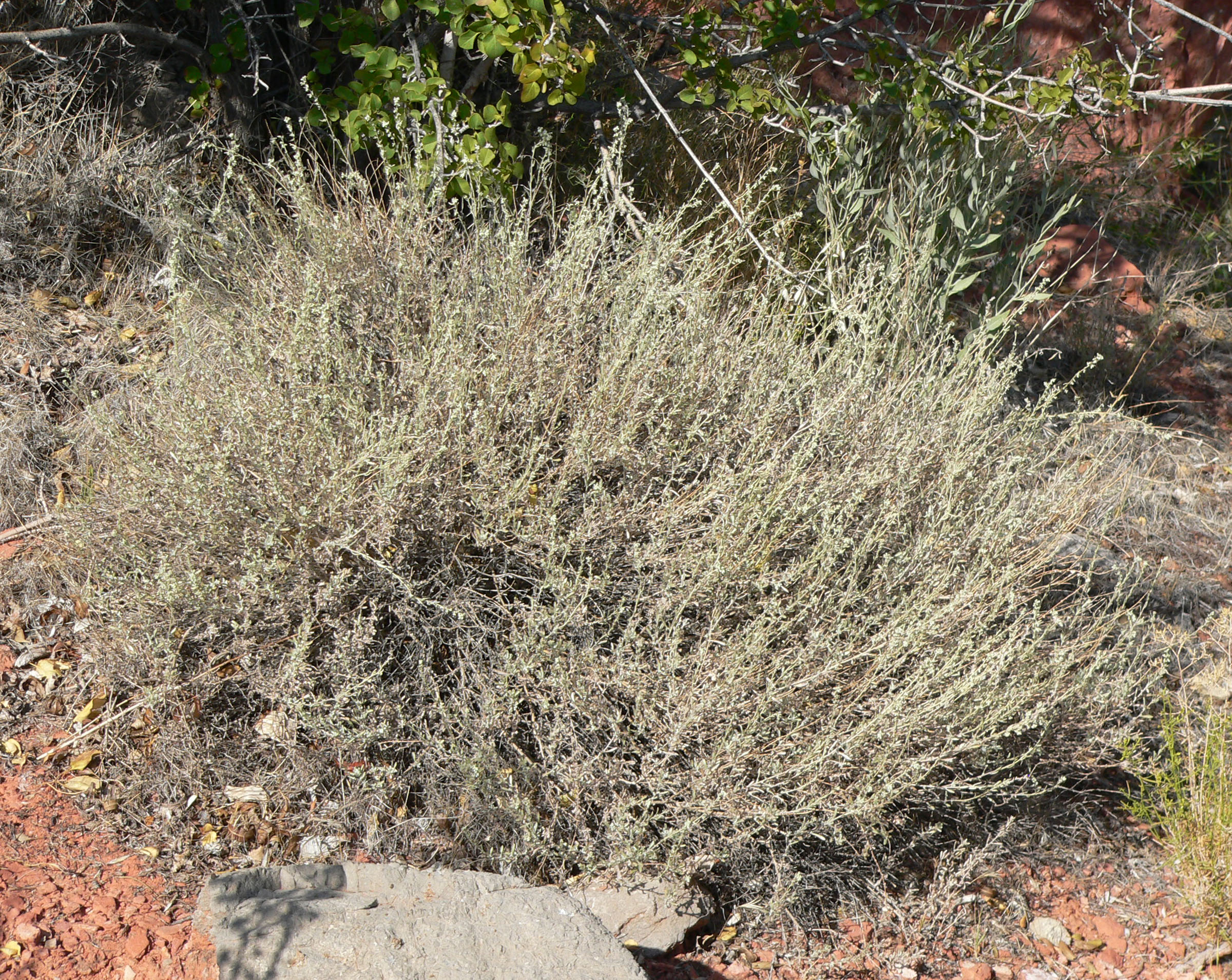
Artemisia bigelovii

## C
- Artemisia caerulescens L.
- Artemisia caespitosa Ledeb.
- Artemisia calcicola X.Q.Guo & L.Wang
- Artemisia californica Less.
- Artemisia calophylla Pamp.
- Artemisia camelorum Krasch.
- Artemisia campbellii Hook.f. & Thomson ex C.B.Clarke
- Artemisia campestris L.
- Artemisia cana Pursh
- Artemisia capillaris Thunb.
- Artemisia capitata (Nutt.) Sòn.Garcia, Garnatje, McArthur, Pellicer, S.C.Sand
- Artemisia carruthii Alph.Wood ex J.H.Carruth
- Artemisia caruifolia Buch.-Ham. ex Roxb.
- Artemisia cashemirica M.K.Kaul & S.K.Bakshi
- Artemisia cauloglabra Charit.
- Artemisia chamaemelifolia Vill.
- Artemisia chienshanica Y.Ling & W.Wang
- Artemisia chingii Pamp.
- Artemisia chitralensis Podlech
- Artemisia cina O.Berg
- Artemisia ciniformis Krasch. & Popov ex Poljakov
- Artemisia codringtonii Rech.f.
- Artemisia comaiensis Y.Ling & Y.R.Ling
- Artemisia compacta Fisch. ex DC.
- Artemisia conferta Charit.
- Artemisia congesta Kitam.
- Artemisia constricta Sòn.Garcia, Garnatje, McArthur, Pellicer, S.C.Sand
- Artemisia copa Phil.
- Artemisia coronulata Charit.
- Artemisia crithmifolia L.
- Artemisia curvata Charit.
- Artemisia cuspidata Krasch.
- Artemisia czekanowskiana Trautv.
- Artemisia czukavinae Filatova

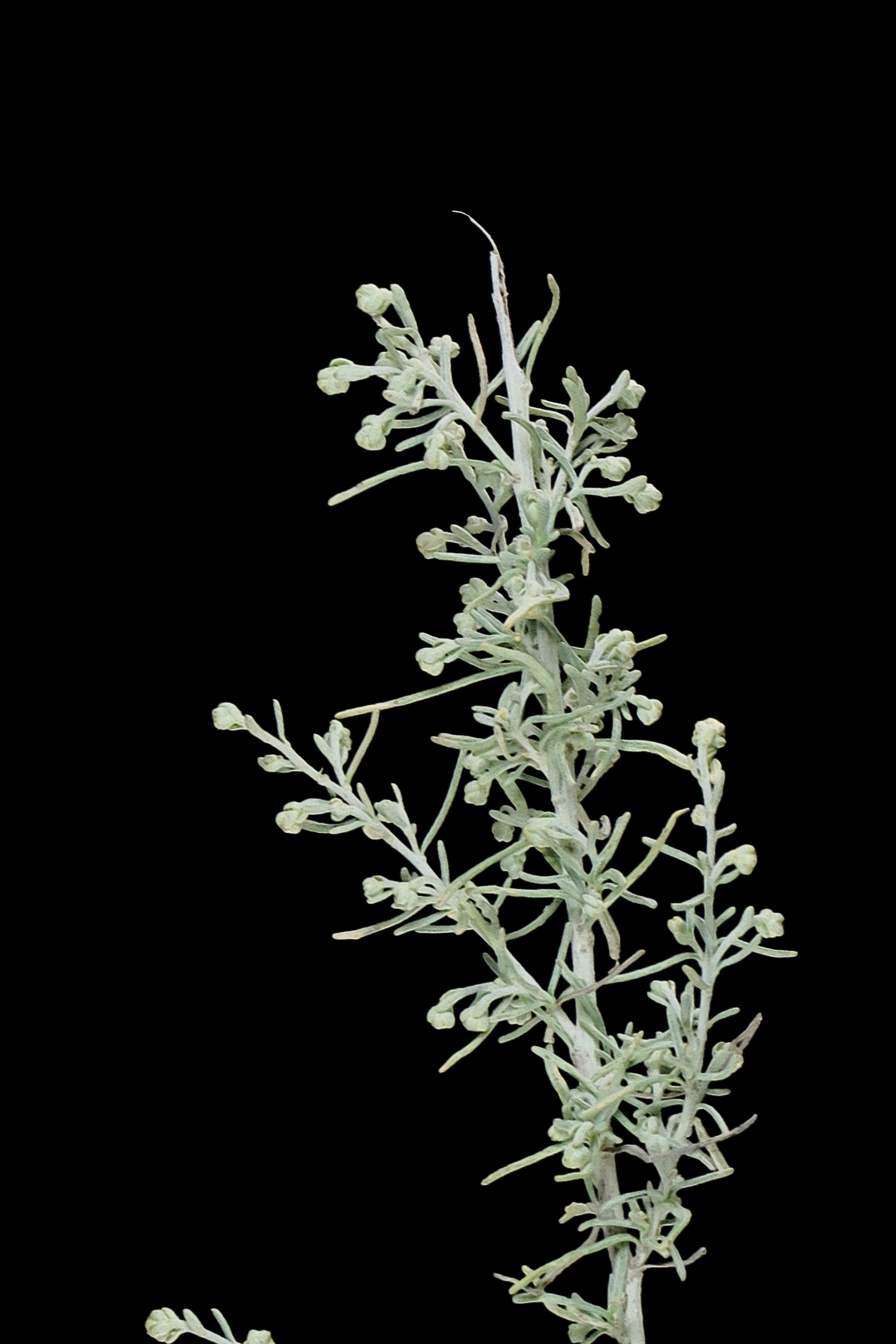
Artemisia californica
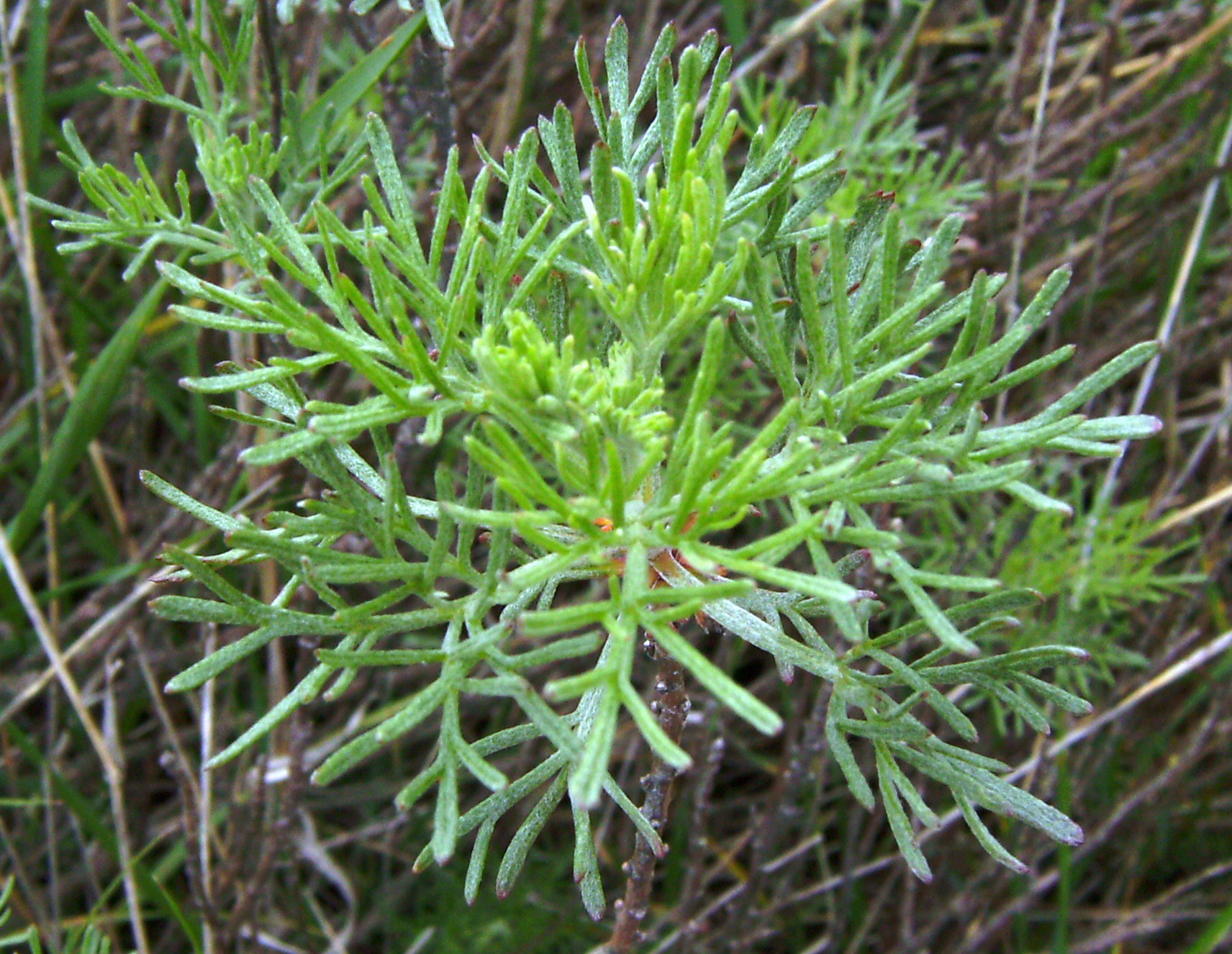
Artemisia campestris
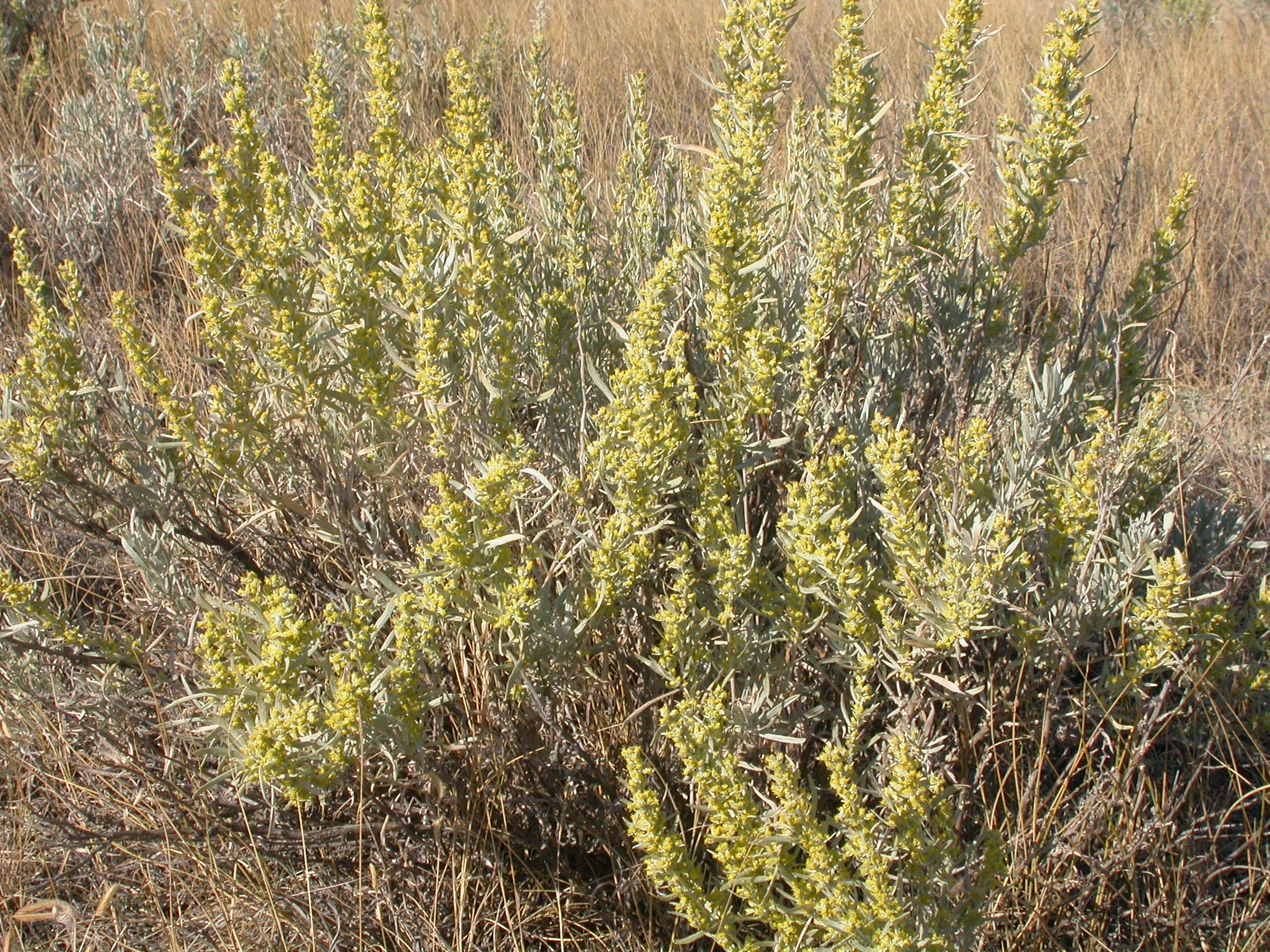
Artemisia cana
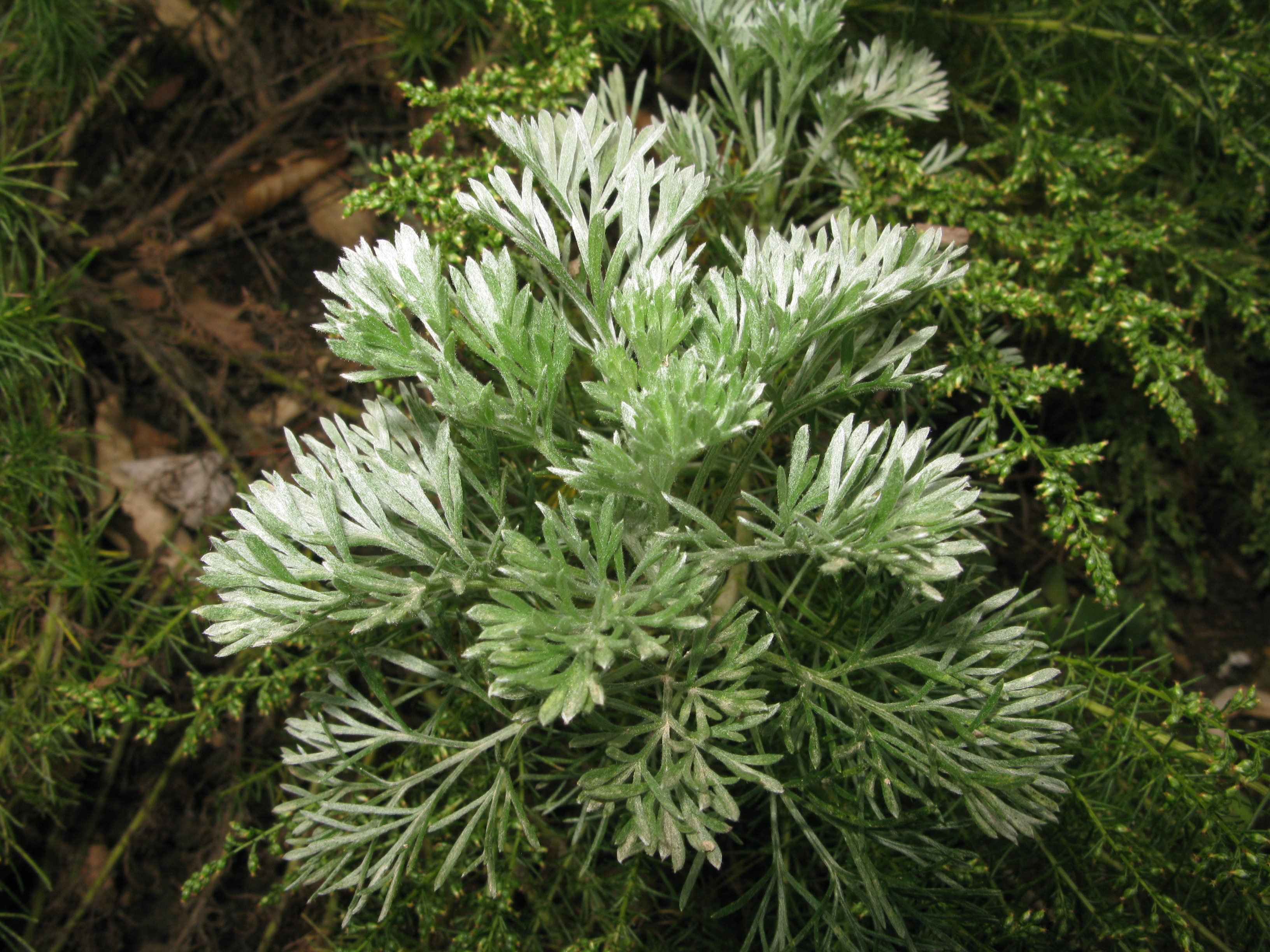
Artemisia capillaris
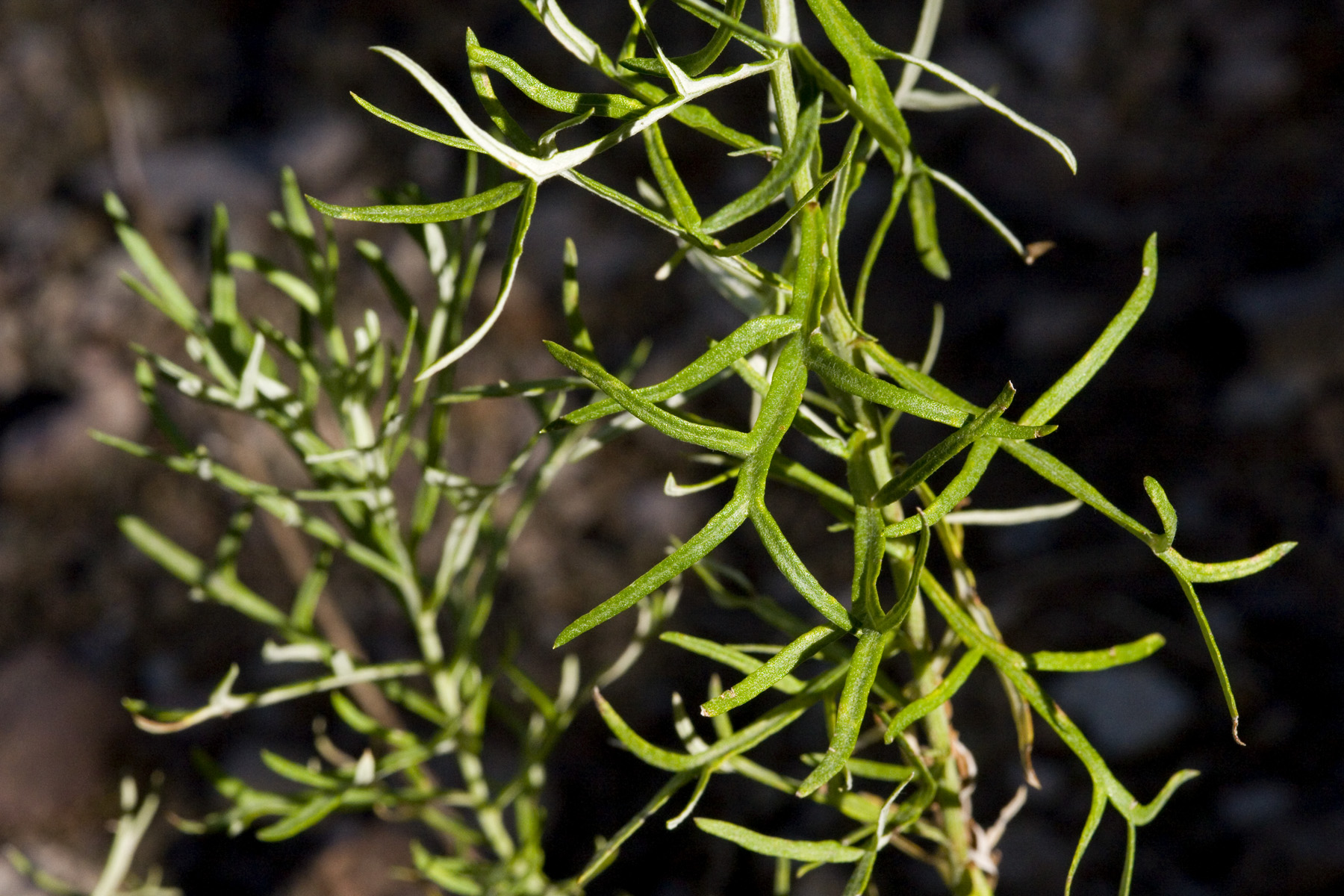
Artemisia carruthii
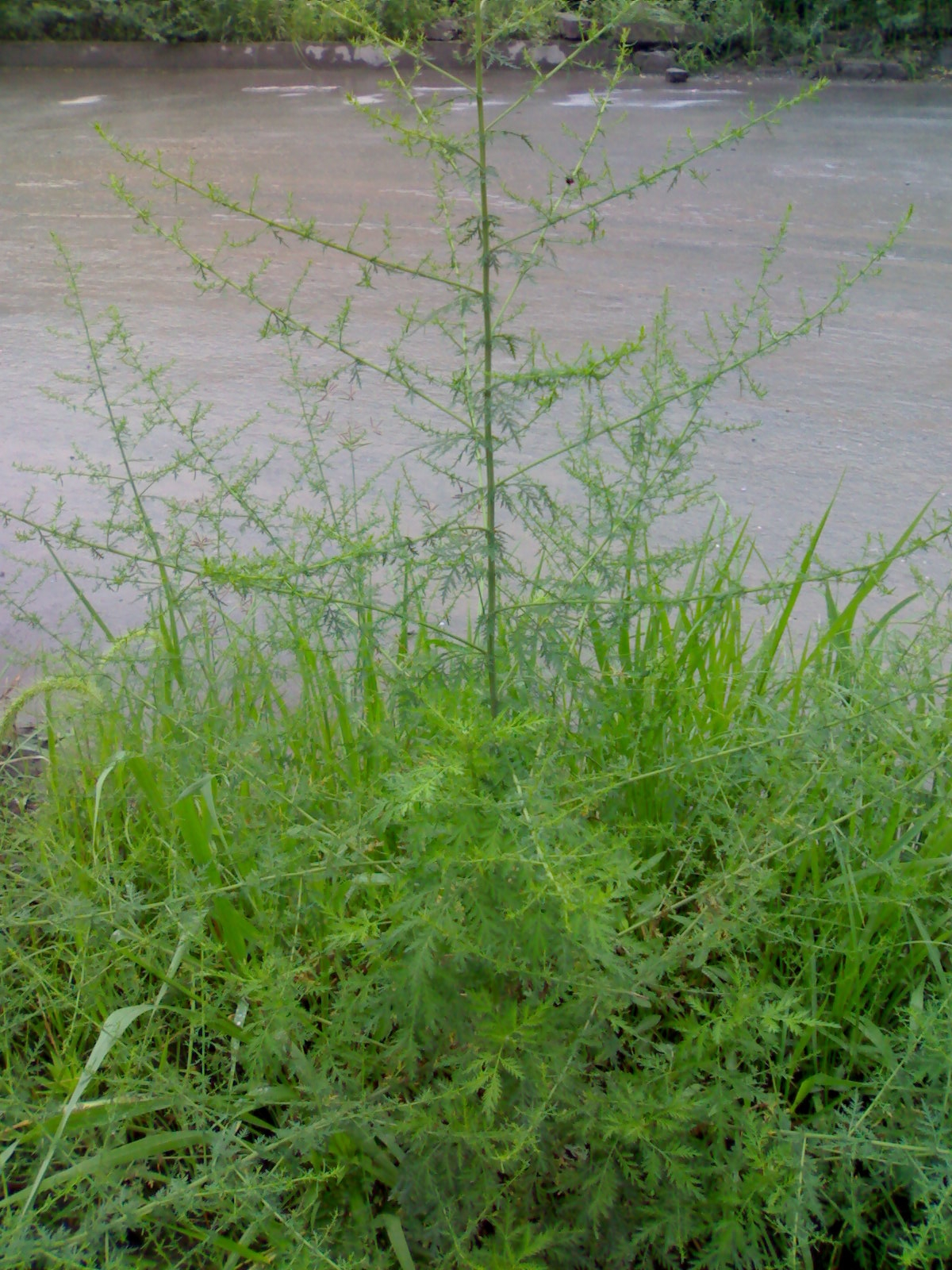
Artemisia carvifolia
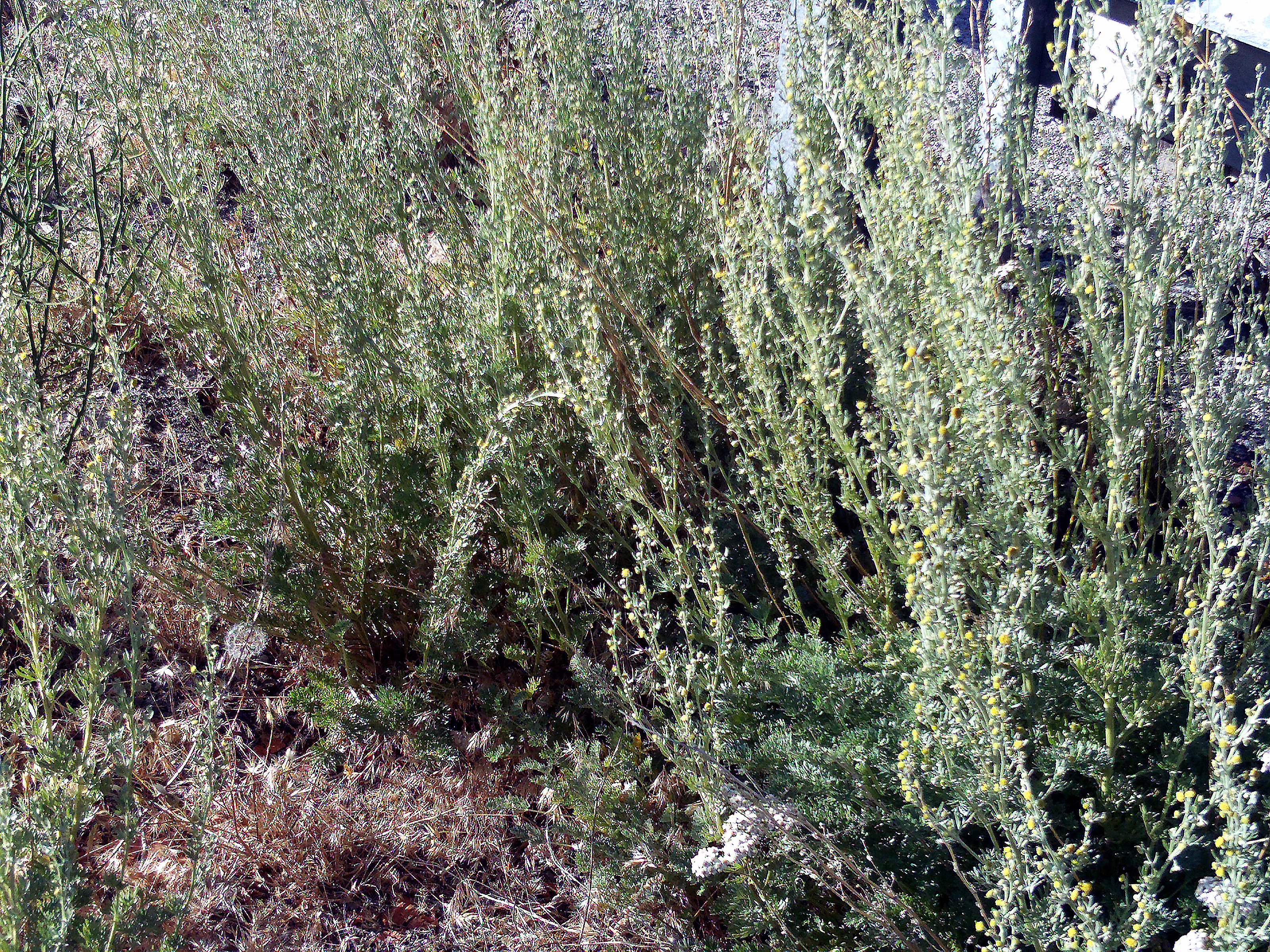
Artemisia chamaemelifolia
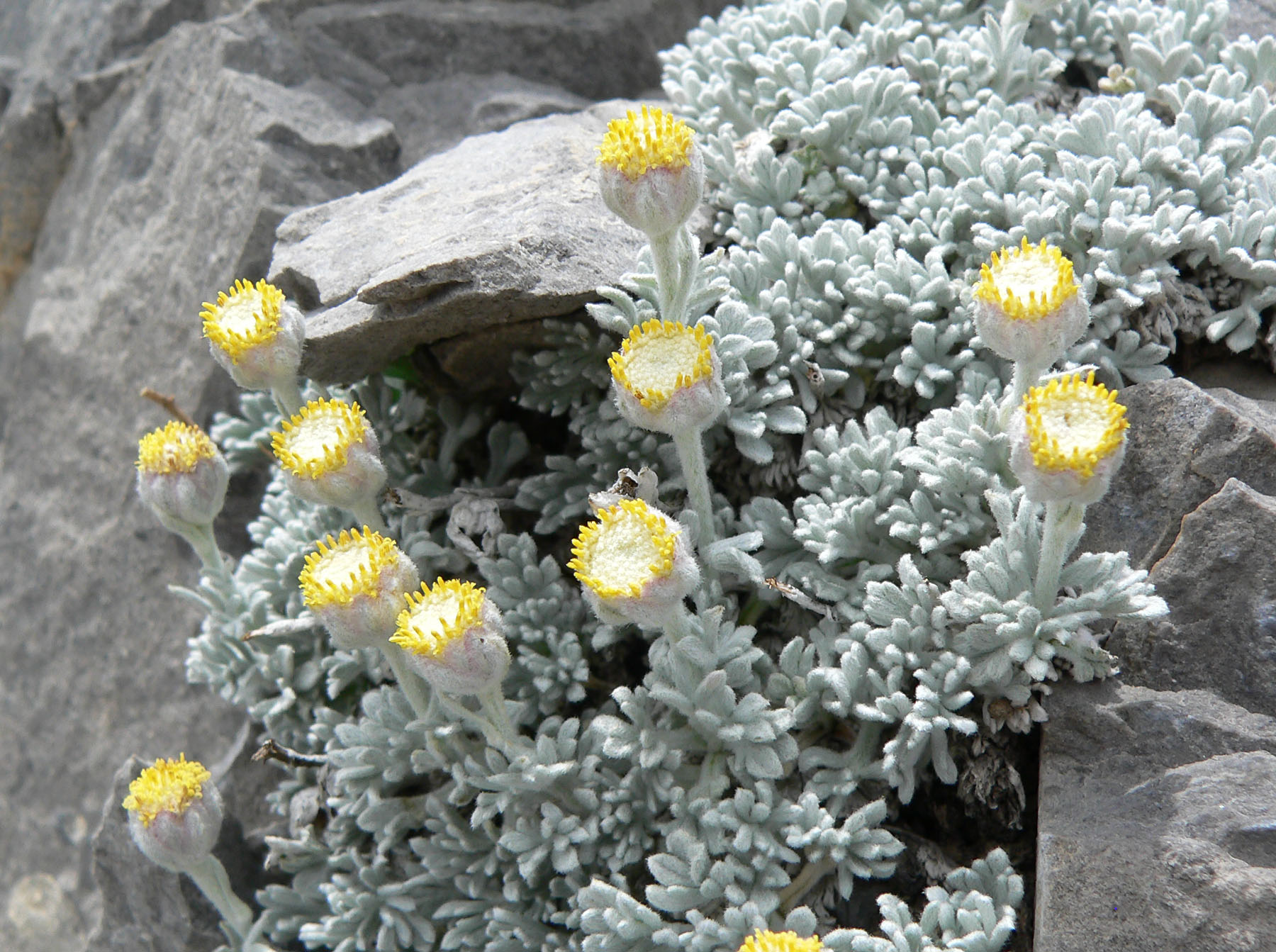
Artemisia constricta
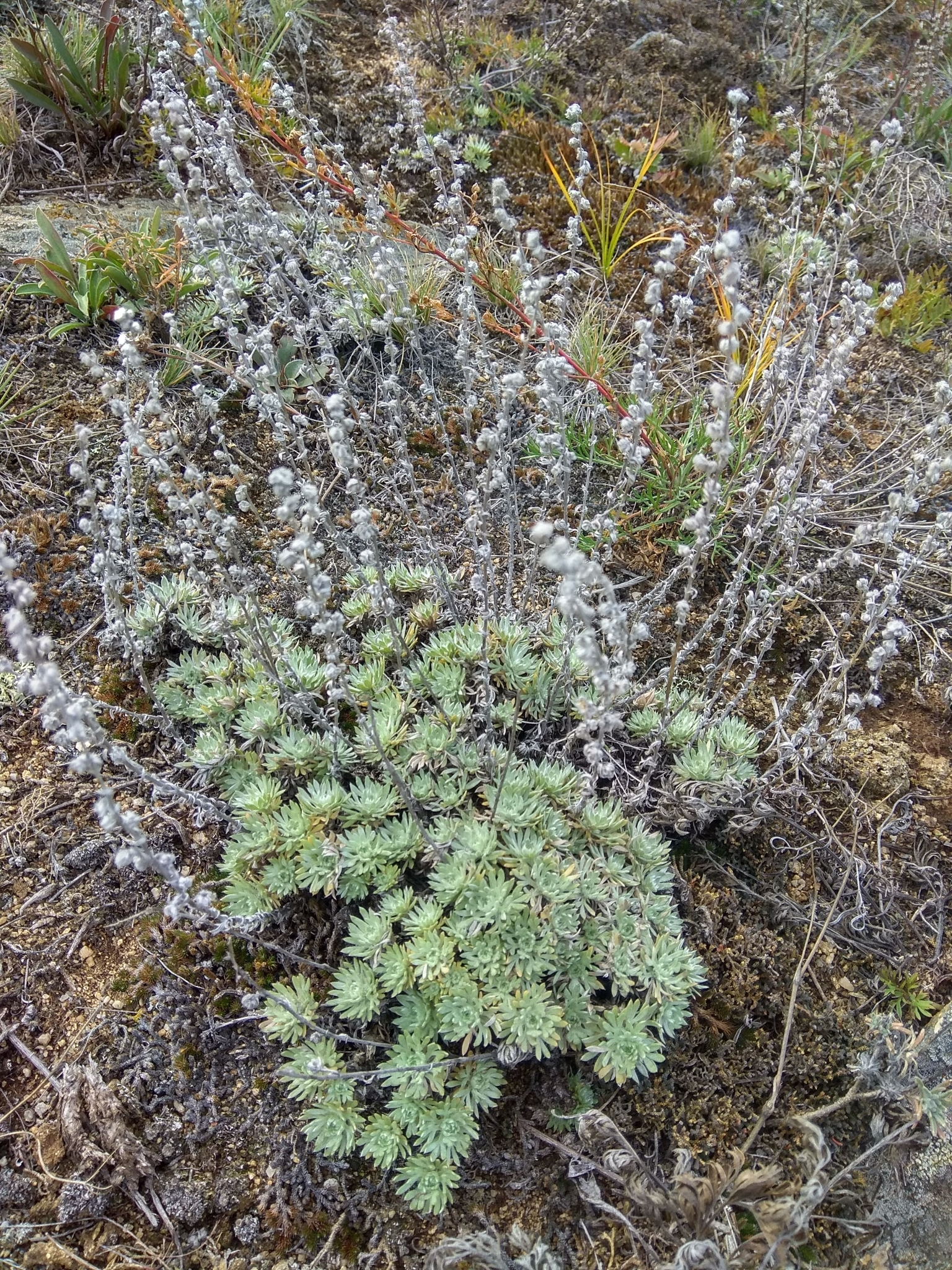
Artemisia cuspidata

## D
- Artemisia daghestanica Krasch. & Poretzky
- Artemisia dalai-lamae Krasch.
- Artemisia davazamczii Darijma & Kamelin
- Artemisia deminutofoliata Charit.
- Artemisia demissa Krasch.
- Artemisia densiflora Viv.
- Artemisia deserti Krasch.
- Artemisia desertorum Spreng.
- Artemisia deversa Diels
- Artemisia diffusa Krasch. ex Poljakov
- Artemisia dimoana Popov
- Artemisia dipsacea Krasch.
- Artemisia disita Charit.
- Artemisia disjuncta Krasch.
- Artemisia divaricata (Pamp.) Pamp.
- Artemisia dolosa Krasch.
- Artemisia domingensis Urb.
- Artemisia douglasiana Besser
- Artemisia dracunculus L.
- Artemisia dubia Wall. ex Besser
- Artemisia dubjanskyana Krasch. ex Poljakov
- Artemisia dumosa Poljakov
- Artemisia duthreuilderhinsii Krasch.
- Artemisia dzevanovskyi Leonova

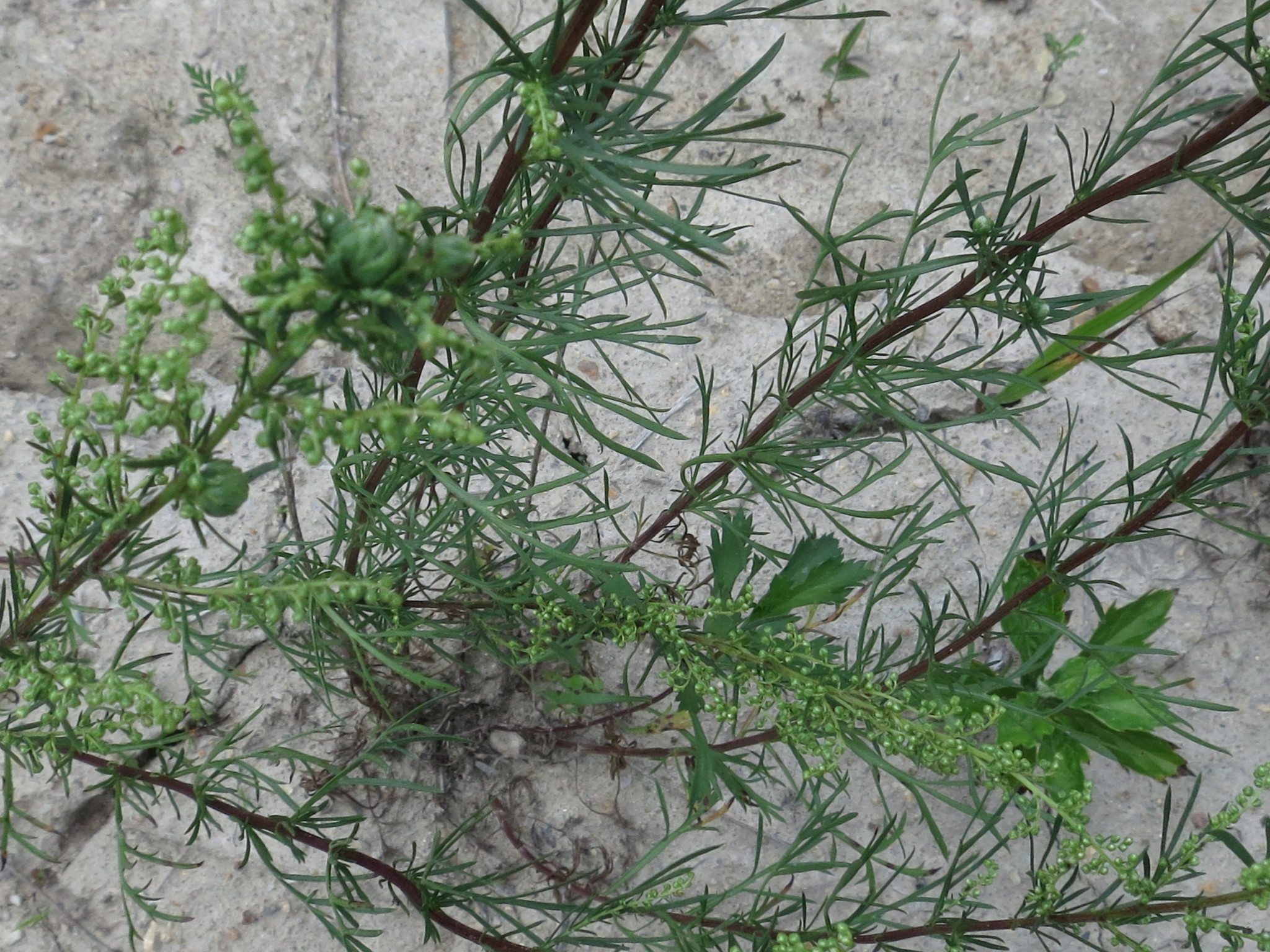
Artemisia desertorum
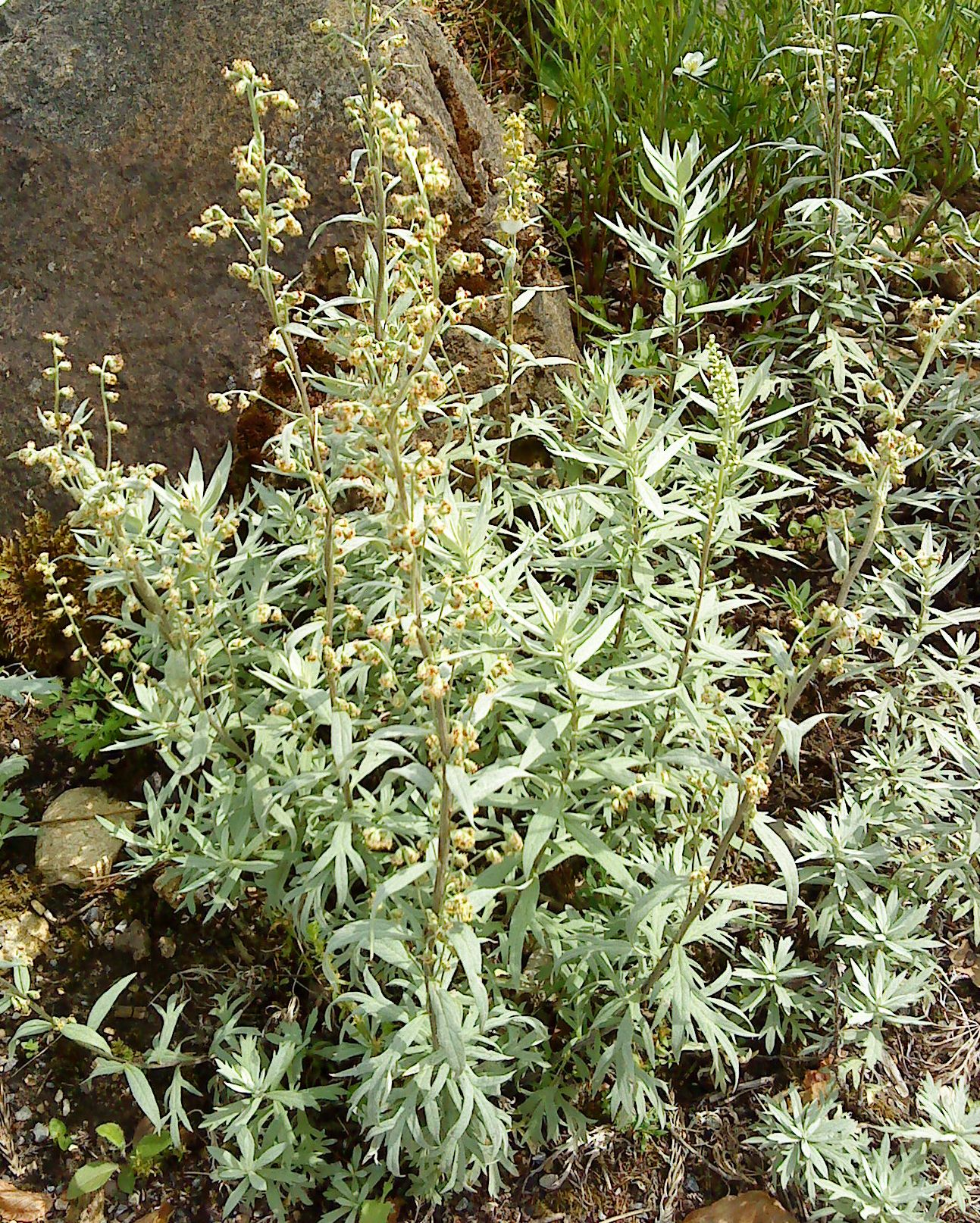
Artemisia douglasiana
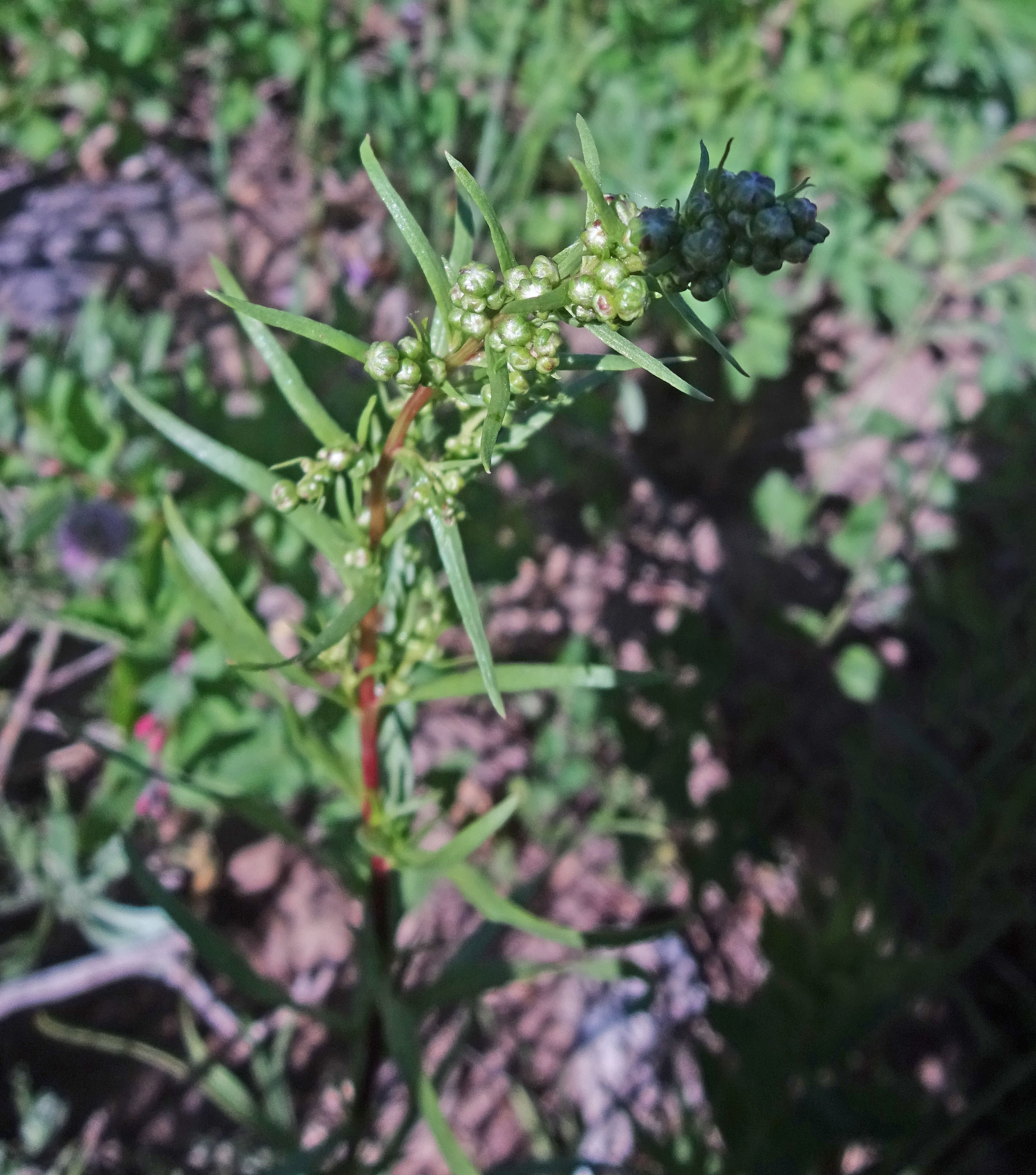
Artemisia dracunculus
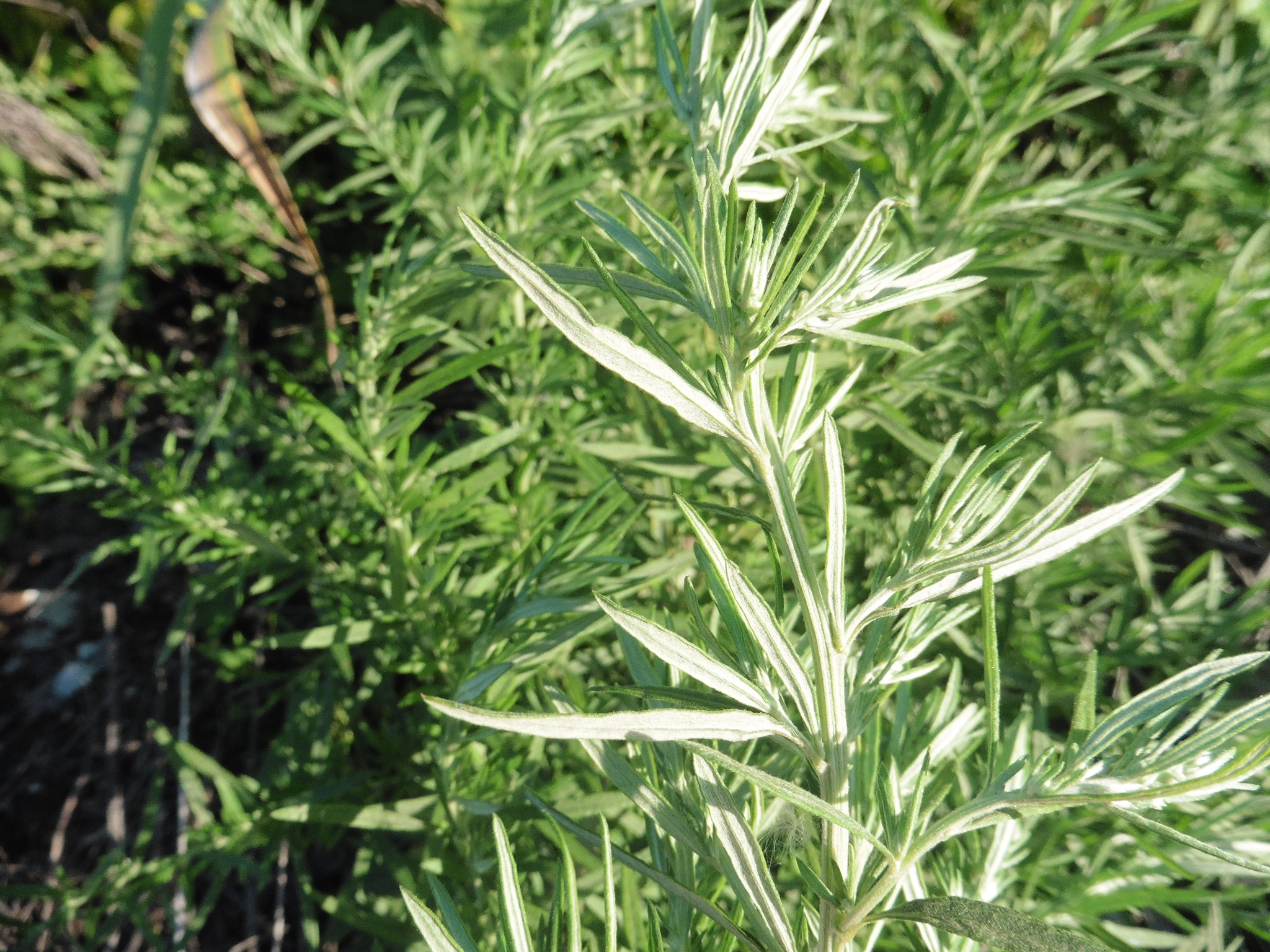
Artemisia dubia

## E
- Artemisia echegarayi Hieron.
- Artemisia ehrendorferi (Korobkov) Kuczerov & F.J.A.Daniëls ex Chepinoga
- Artemisia elongata Filatova & Ladygina
- Artemisia emeiensis Y.R.Ling
- Artemisia eranthema Bunge
- Artemisia eremophila Krasch. & Butkov ex Poljakov
- Artemisia eriantha Ten.
- Artemisia eriocarpa Bunge
- Artemisia eriocephala Pamp.
- Artemisia eriopoda Bunge
- Artemisia estesii K.L.Chambers

## F
- Artemisia fauriei Nakai
- Artemisia fedorovii Rzazade
- Artemisia fedtschenkoana Krasch.
- Artemisia ferganensis Krasch. ex Poljakov
- Artemisia filatovae Kupr.
- Artemisia filifolia Torr.
- Artemisia filifoliata Charit.
- Artemisia filiformilobulata Y.R.Ling & Puri
- Artemisia finita Kitag.
- Artemisia flahaultii Emb. & Maire
- Artemisia forrestii W.W.Sm.
- Artemisia fragrans Willd.
- Artemisia franserioides Greene
- Artemisia freitagii Podlech
- Artemisia freyniana (Pamp.) Krasch.
- Artemisia frigida Willd.
- Artemisia fukudo Makino
- Artemisia fulgens Pamp.
- Artemisia fulvella Filatova & Ladygina
- Artemisia furcata M.Bieb.

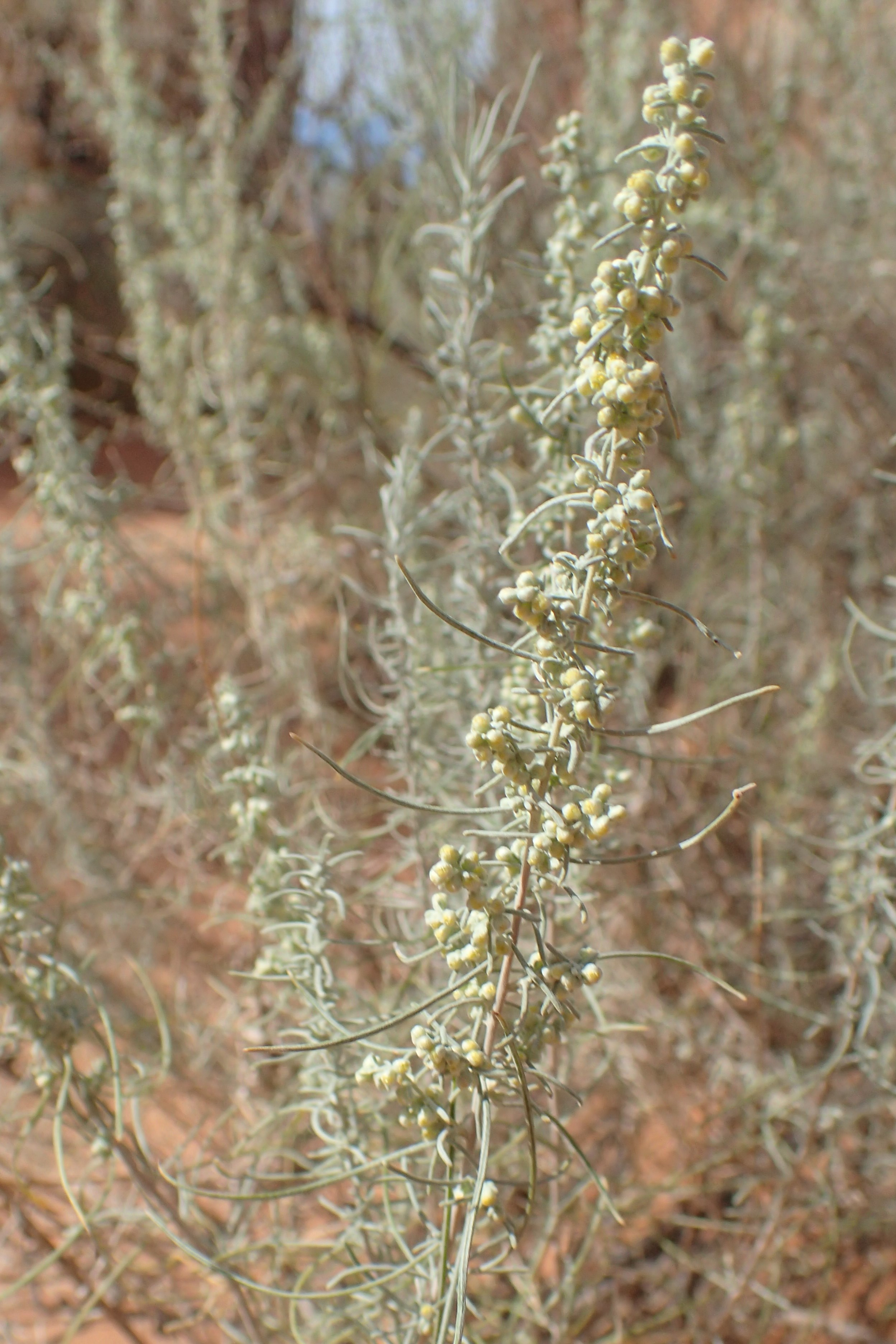
Artemisia filifolia
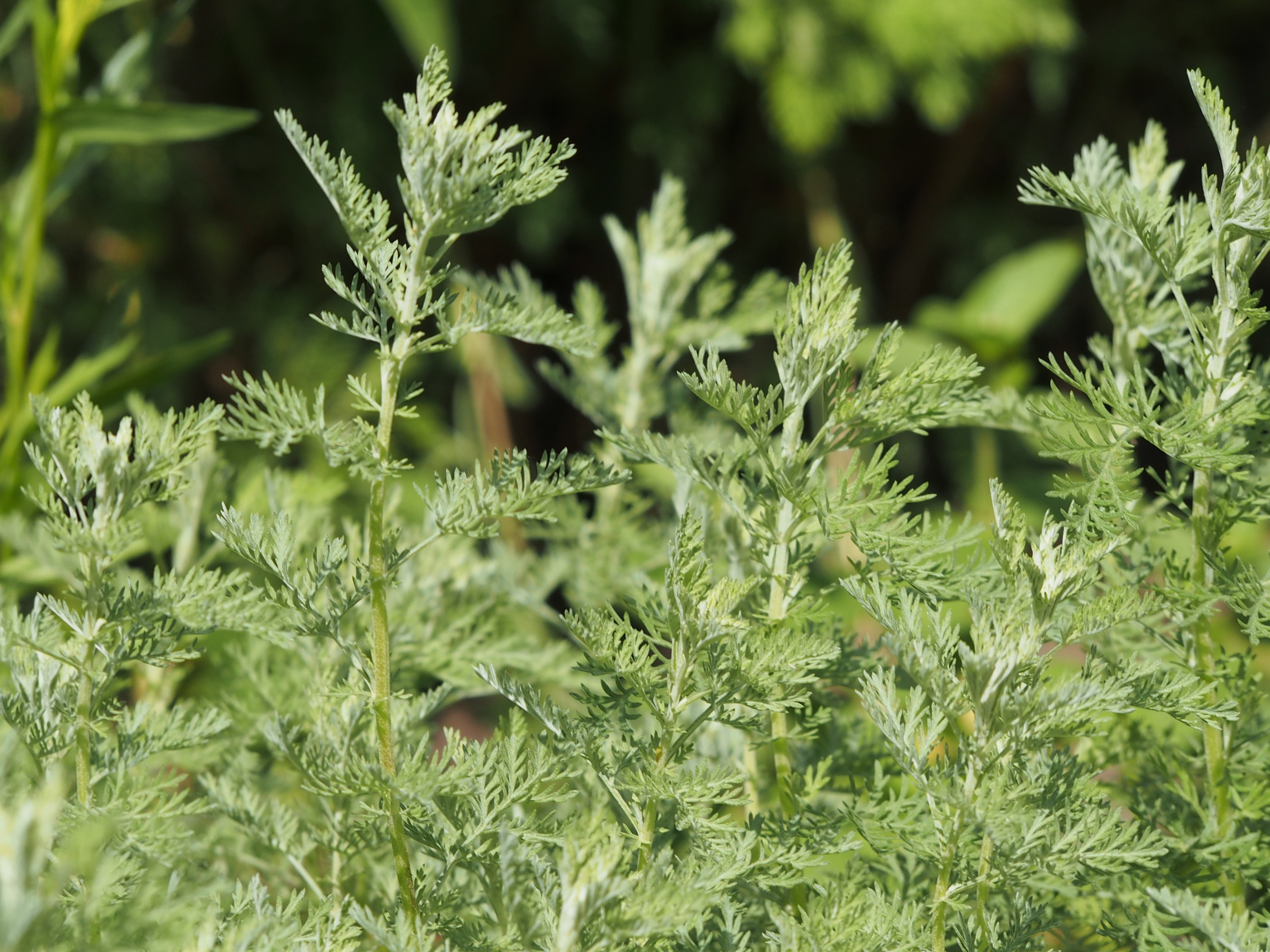
Artemisia frigida
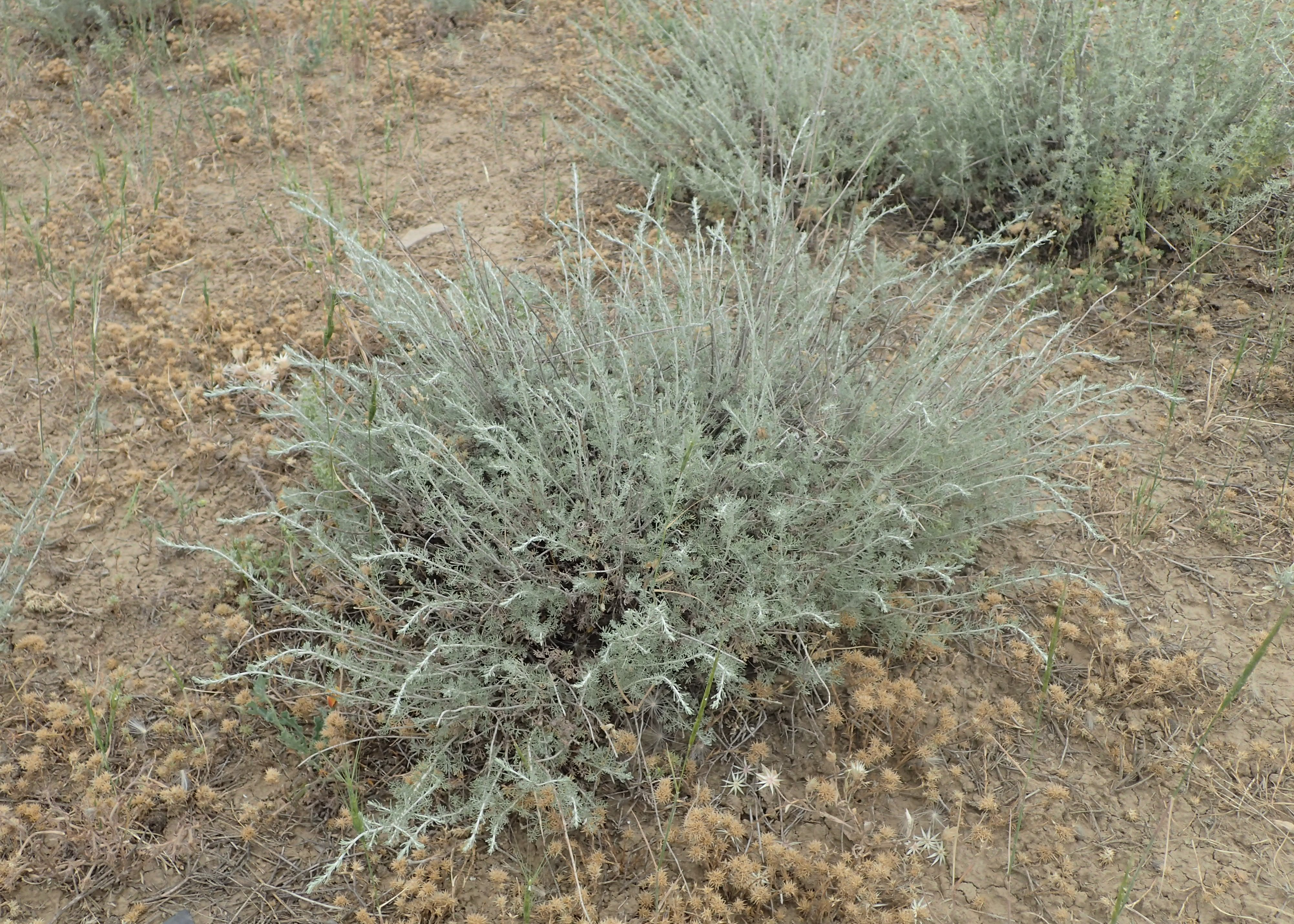
Artemisia fragrans
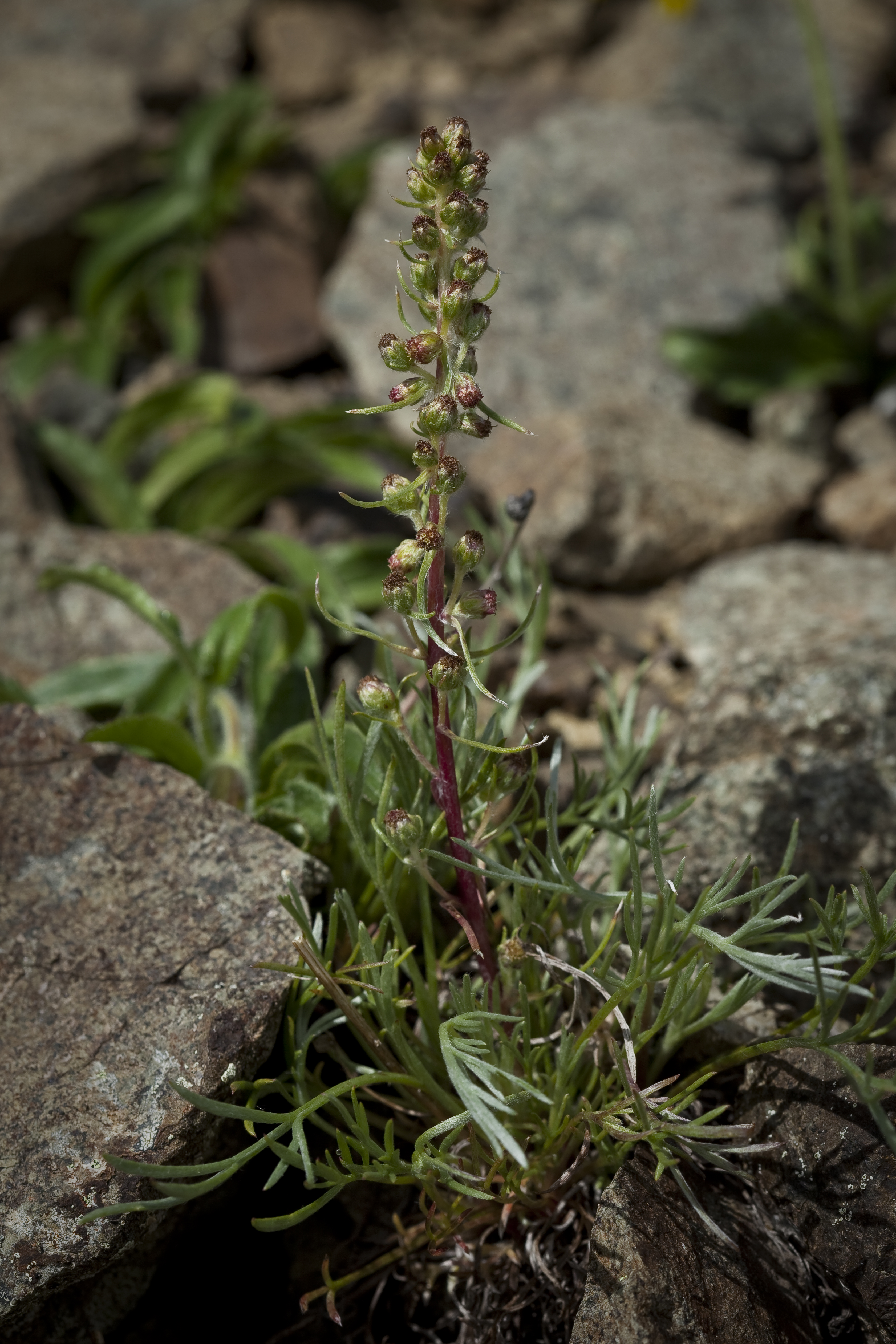
Artemisia furcata

## G
- Artemisia galinae Ikonn.
- Artemisia gansuensis Y.Ling & Y.R.Ling
- Artemisia genipi Stechm.
- Artemisia ghazniensis Podlech
- Artemisia ghoratensis Podlech
- Artemisia gilvescens Miq.
- Artemisia giraldii Pamp.
- Artemisia glacialis L.
- Artemisia glanduligera Krasch. ex Poljakov
- Artemisia glandulosotubulosa Charit.
- Artemisia glauca Pall. ex Willd.
- Artemisia glaucina Krasch. ex Poljak.
- Artemisia globosa Krasch.
- Artemisia globosoides Y.Ling & Y.R.Ling
- Artemisia globularia Cham. ex Besser
- Artemisia glomerata Ledeb.
- Artemisia glomerula Charit.
- Artemisia gmelinii Weber ex Stechm.
- Artemisia gongshanensis Y.R.Ling & Humphries
- Artemisia gorgonum Webb
- Artemisia gracilescens Krasch. & Iljin
- Artemisia granatensis Boiss.
- Artemisia grandis Pamp.
- Artemisia grenardii Franch.
- Artemisia gurganica (Krasch.) Filatova
- Artemisia gyangzeensis Y.Ling & Y.R.Ling
- Artemisia gyitangensis Y.Ling & Y.R.Ling
- Artemisia gypsacea Krasch., Popov & Lincz. ex Poljakov

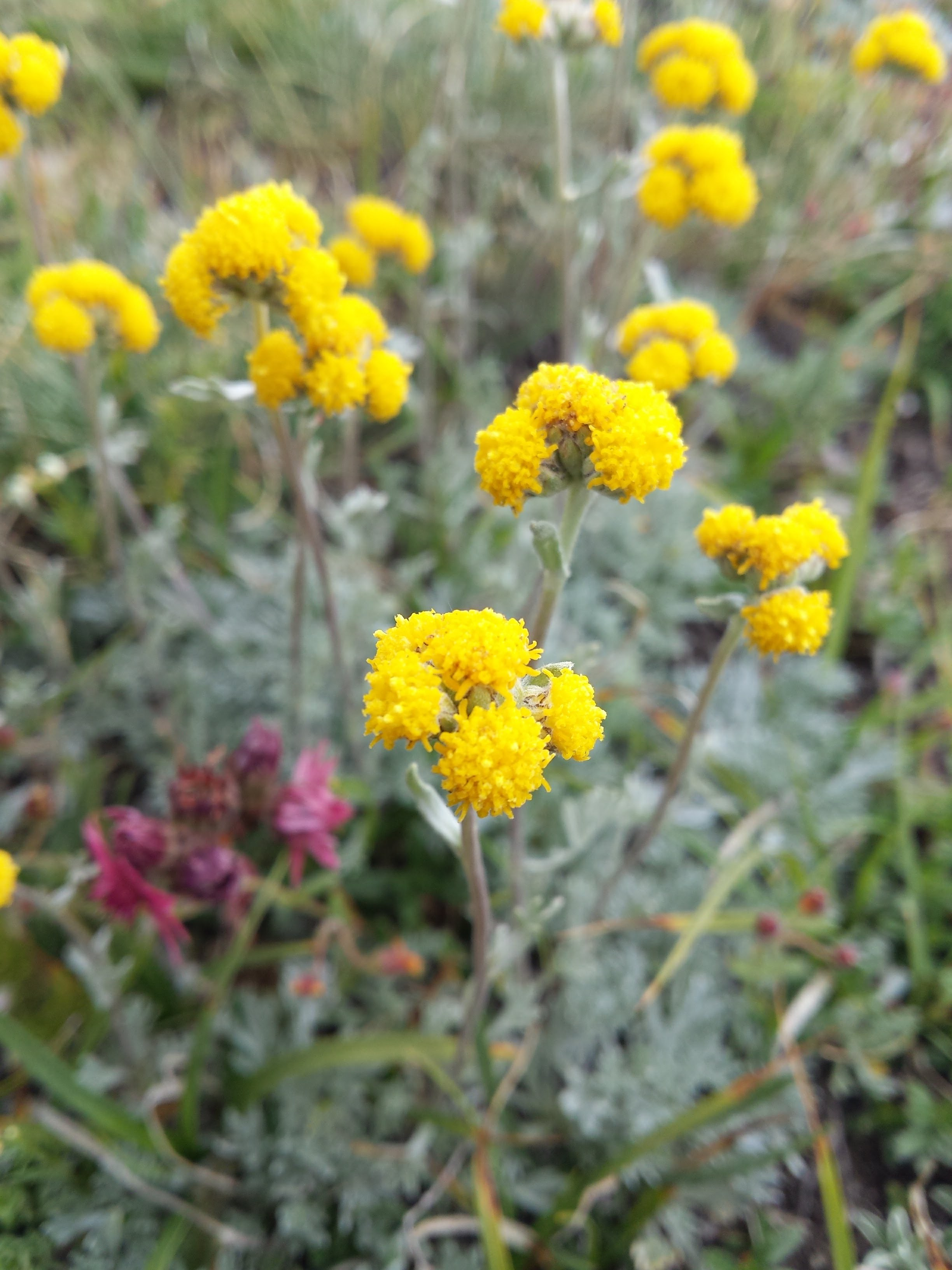
Artemisia genepi
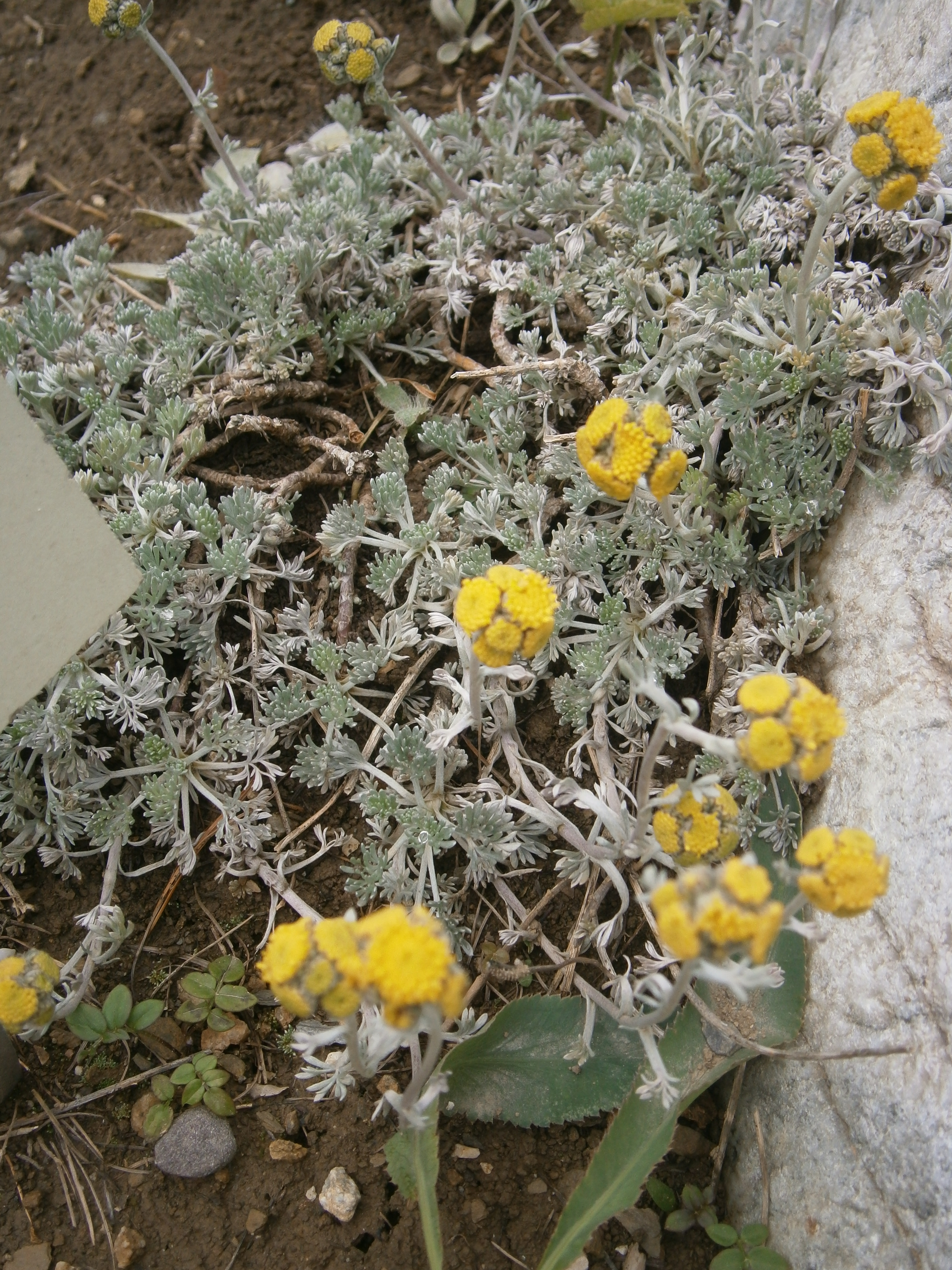
Artemisia glacialis
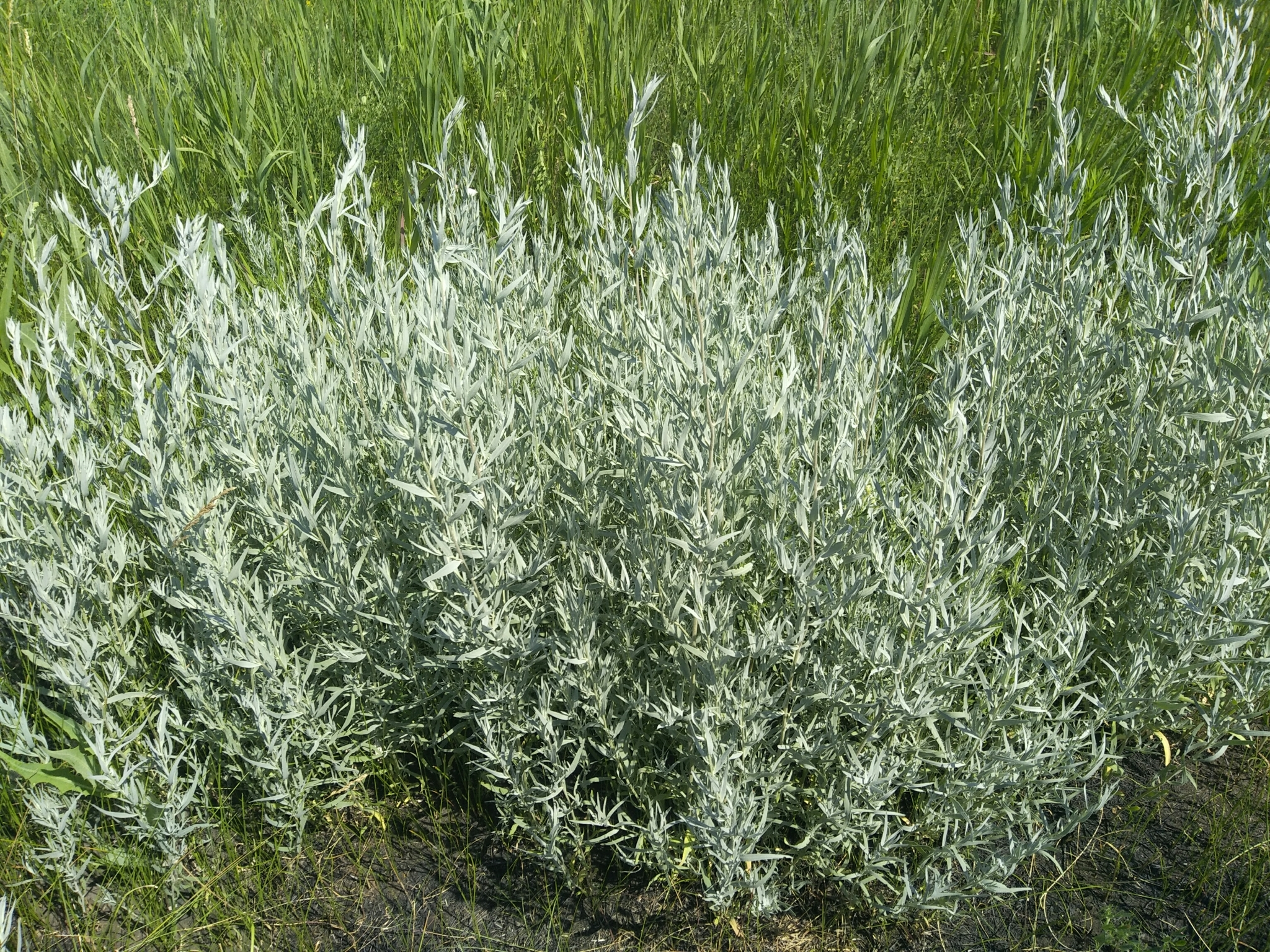
Artemisia glauca
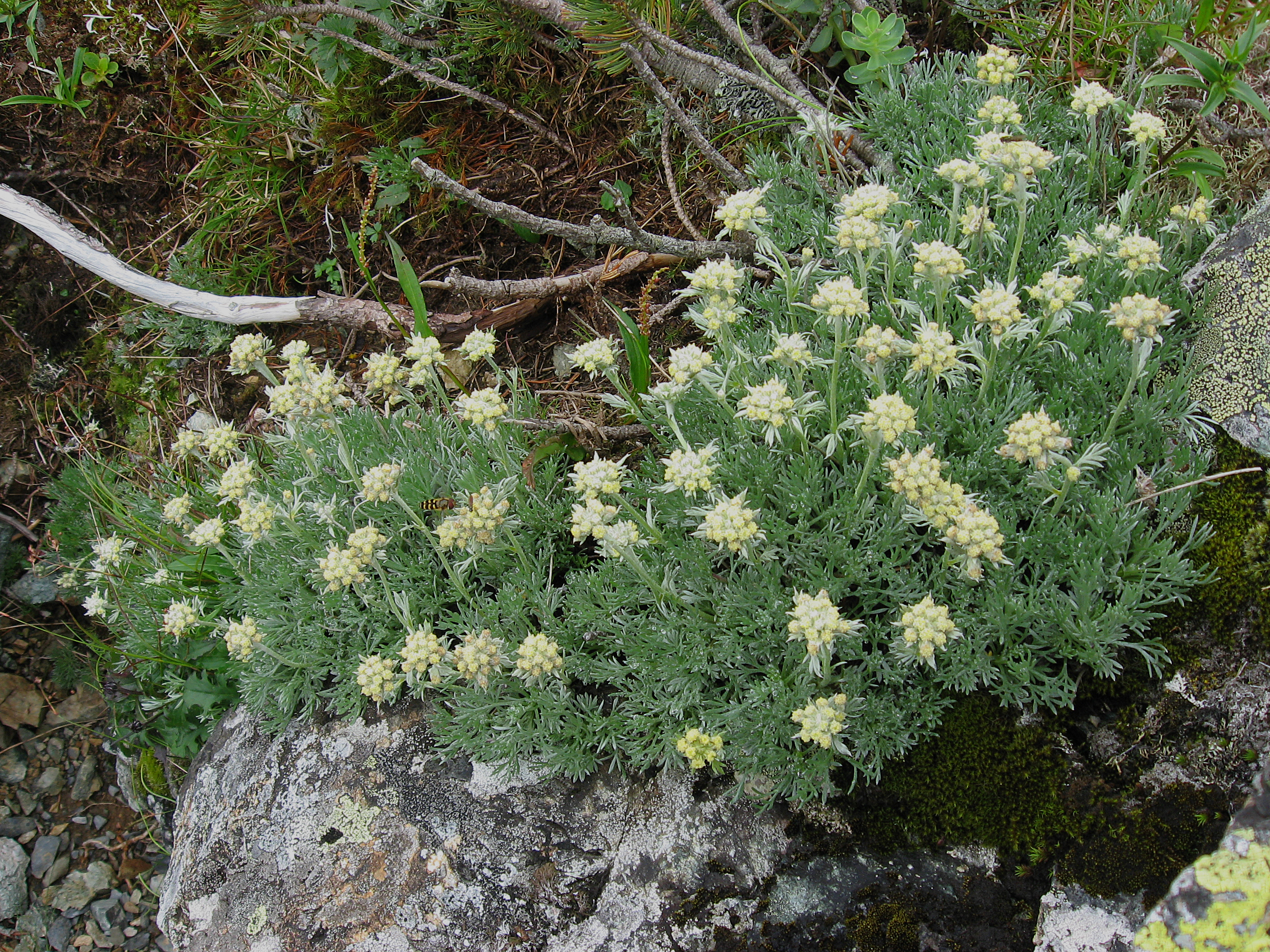
Artemisia glomerata
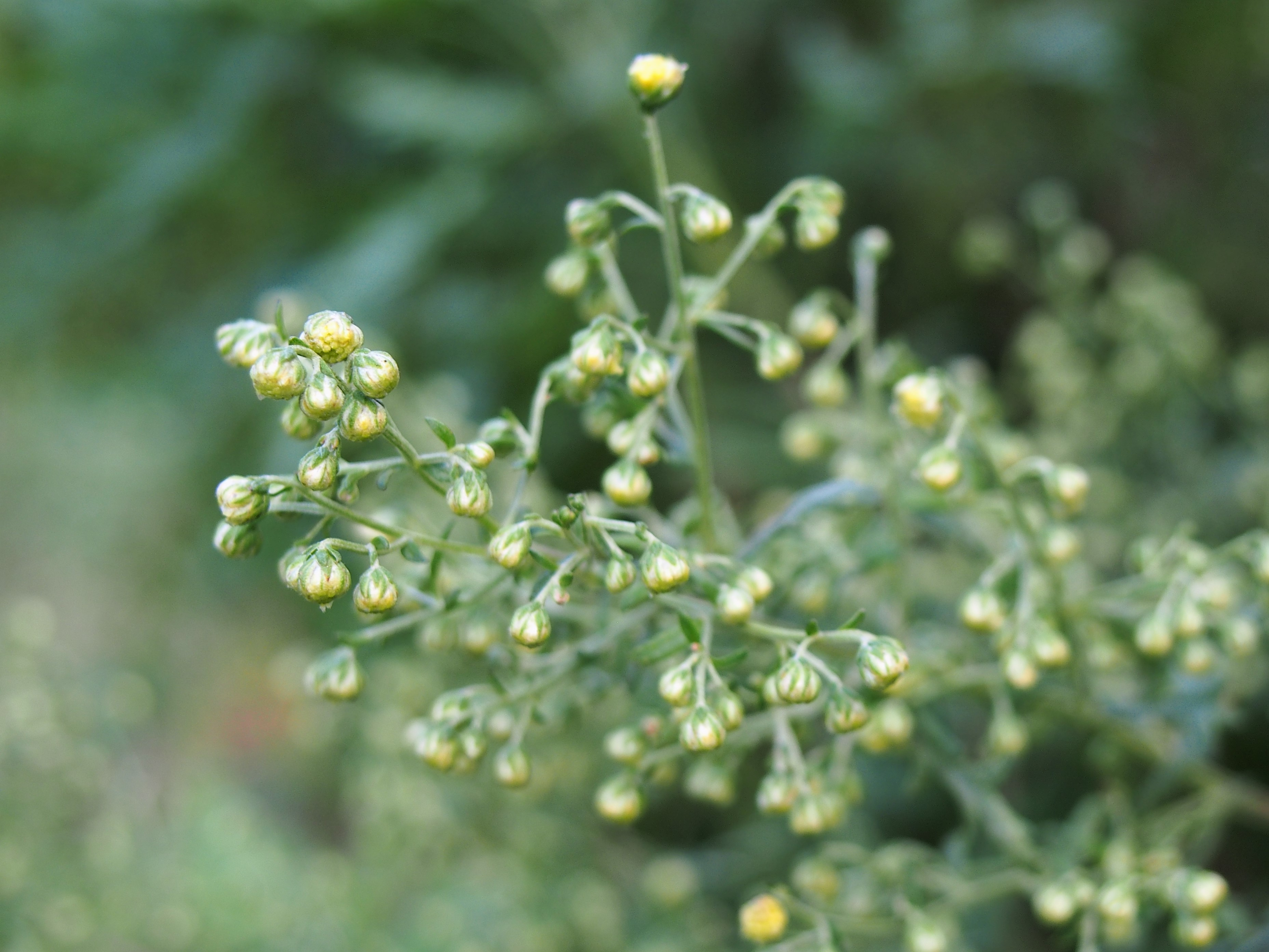
Artemisia gmelinii
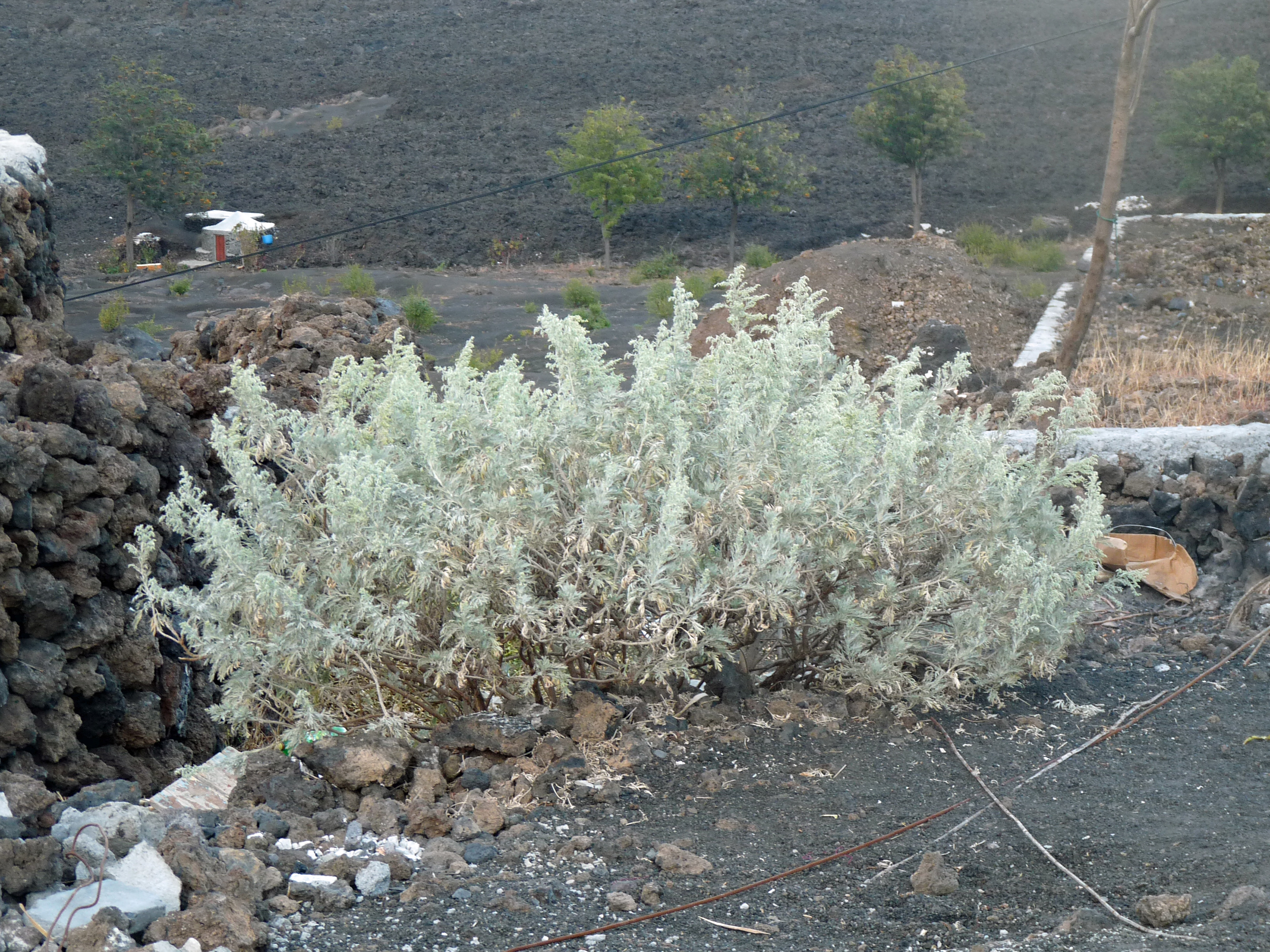
Artemisia gorgonum
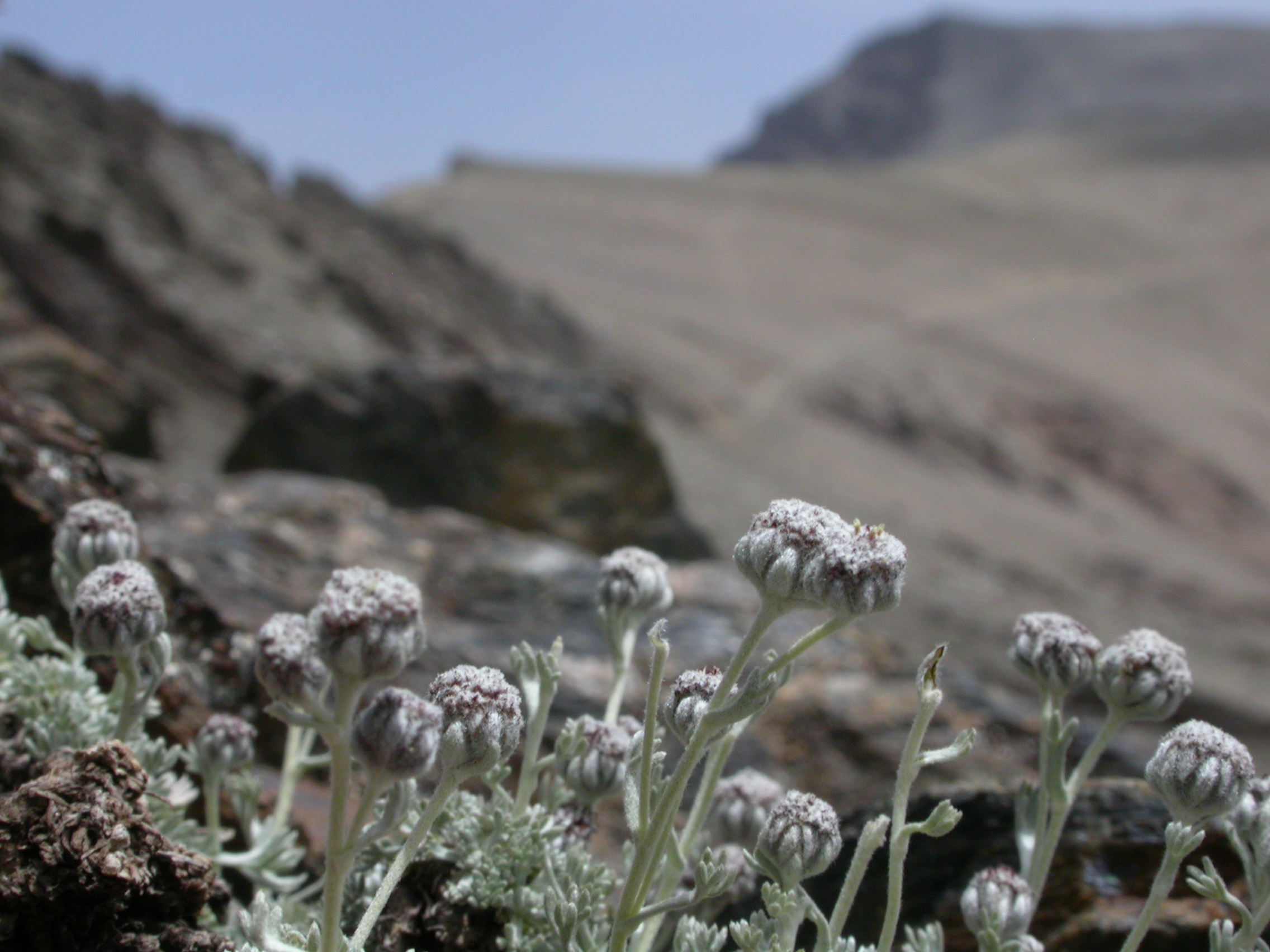
Artemisia granatensis

## H
- Artemisia halodendron Turcz. ex Besser
- Artemisia halophila Krasch.
- Artemisia hancei Pamp.) Y.Ling & Y.R.Ling
- Artemisia hanwulaensis Y.Z.Zhao
- Artemisia haussknechtii Boiss.
- Artemisia hedinii Ostenf.
- Artemisia heptapotamica Poljakov
- Artemisia herba-alba Asso
- Artemisia hippolyti A.Butkov
- Artemisia hololeuca M.Bieb. ex Besser
- Artemisia huguetii Caball.

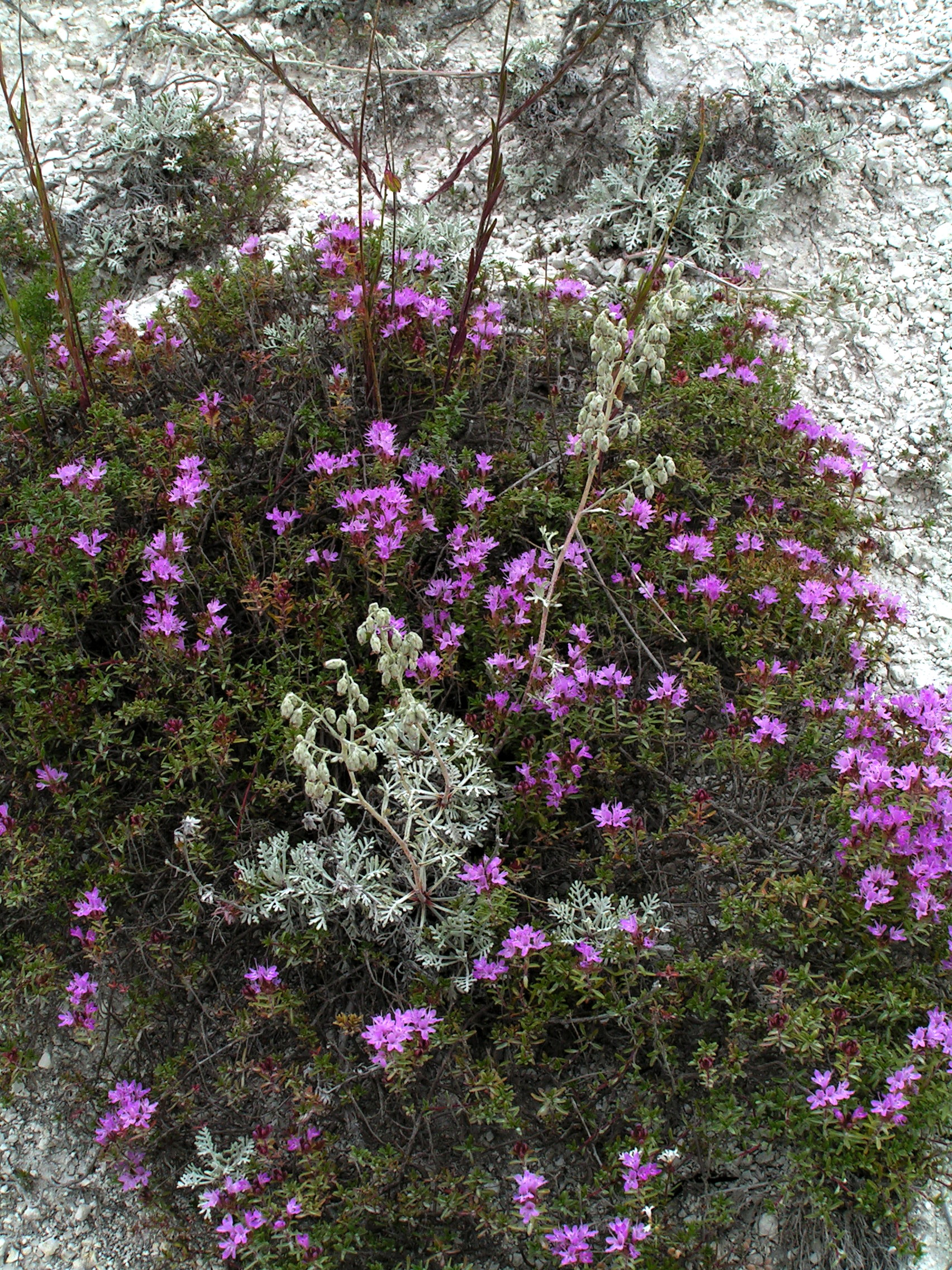
Artemisia hololeuca

## I
- Artemisia ifranensis J.Didier
- Artemisia igniaria Maxim.
- Artemisia implicata T.G.Leonova
- Artemisia imponens Pamp.
- Artemisia inaequifolia Sòn.Garcia, Garnatje, McArthur, Pellicer, S.C.Sand
- Artemisia incana Druce
- Artemisia incisa Pamp.
- Artemisia inculta Delile
- Artemisia indica Willd.
- Artemisia insipida Vill.
- Artemisia insularis Kitam.
- Artemisia integrifolia L.
- Artemisia issykkulensis Poljakov

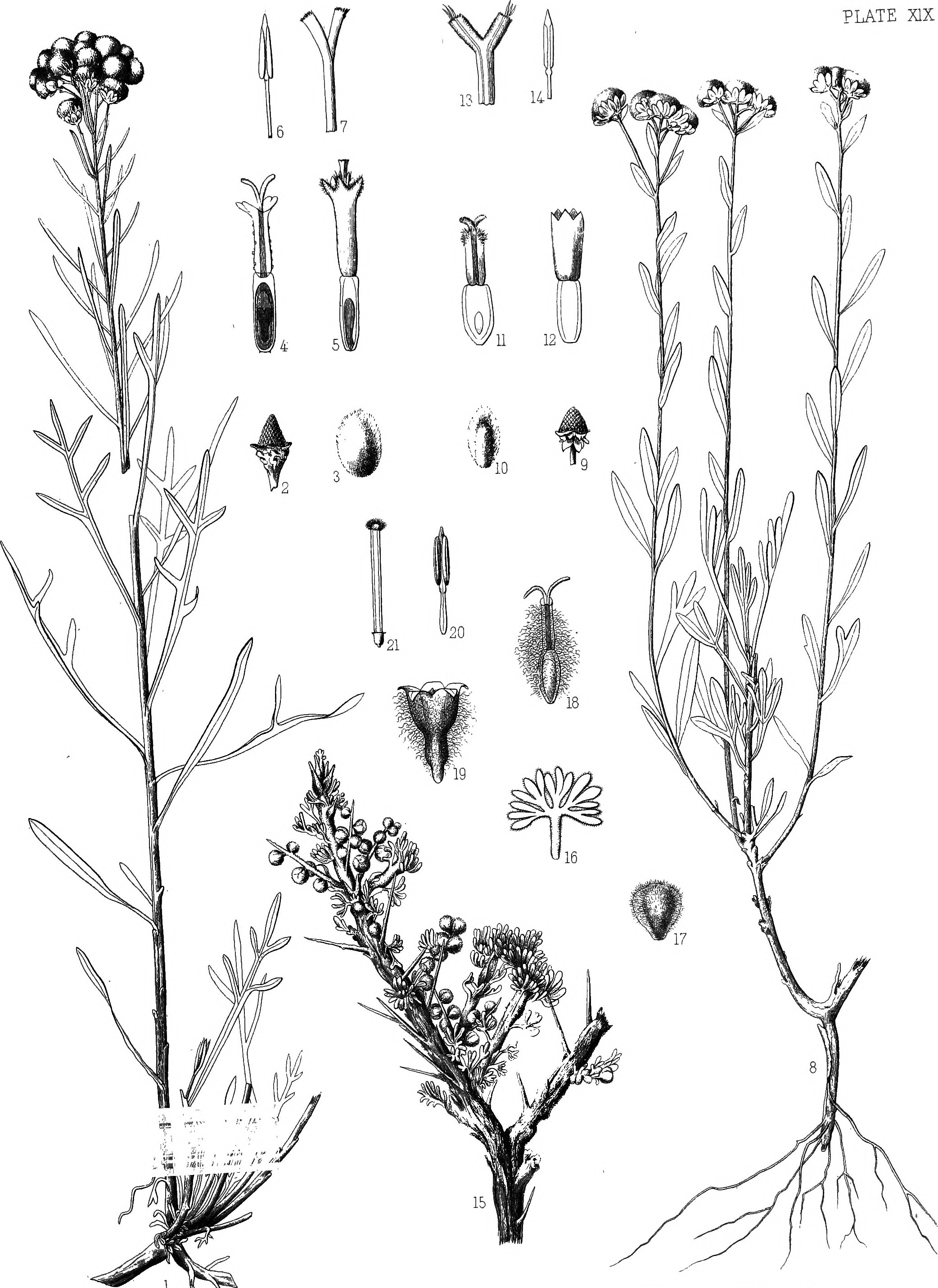
Artemisia inaequifolia

## J
- Artemisia jacutica Drobow
- Artemisia japonica Thunb.
- Artemisia jilongensis Y.R.Ling & Humphries
- Artemisia jordanica Danin
- Artemisia judaica L.
- Artemisia juncea Kar. & Kir.

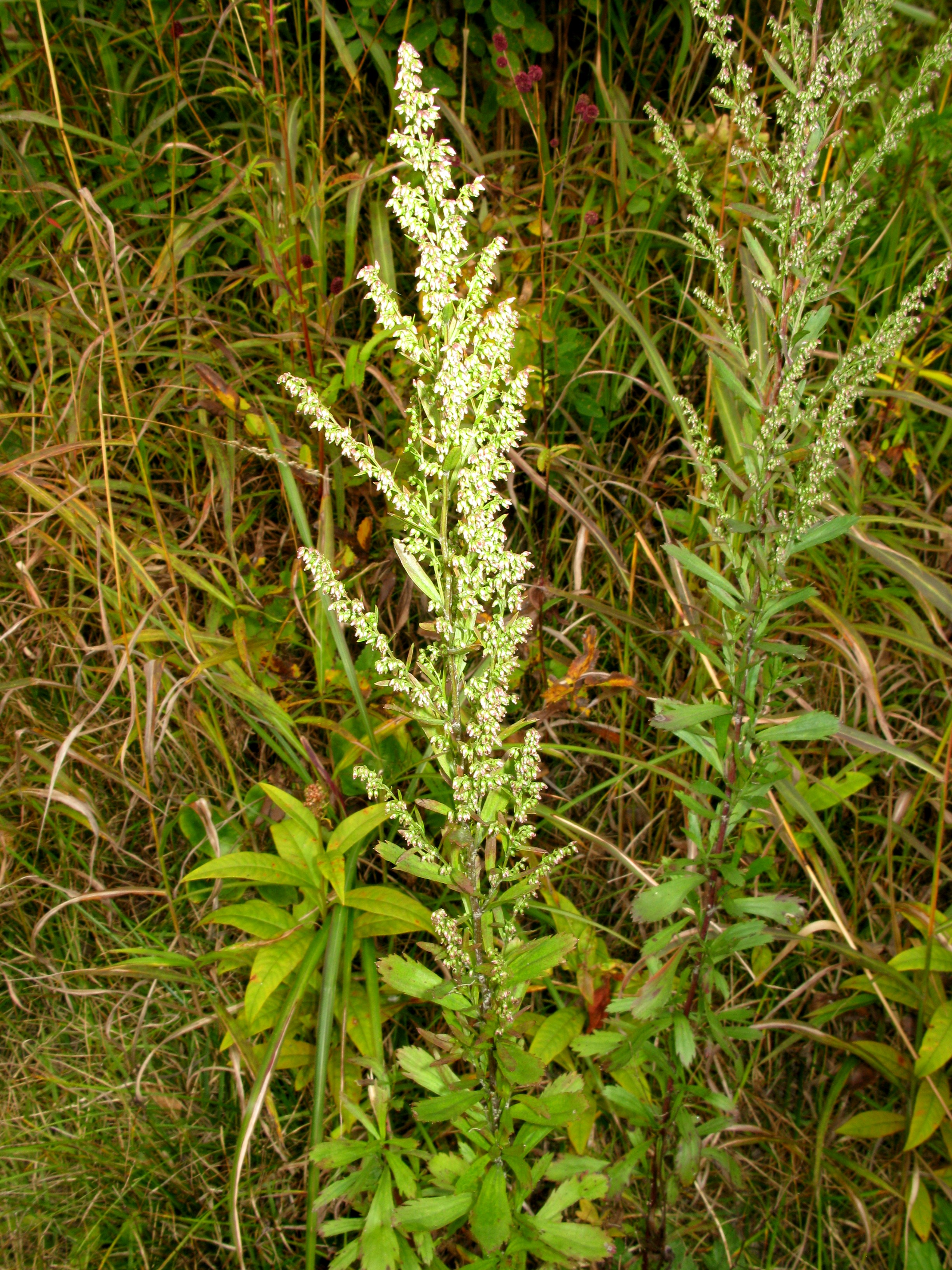
Artemisia japonica
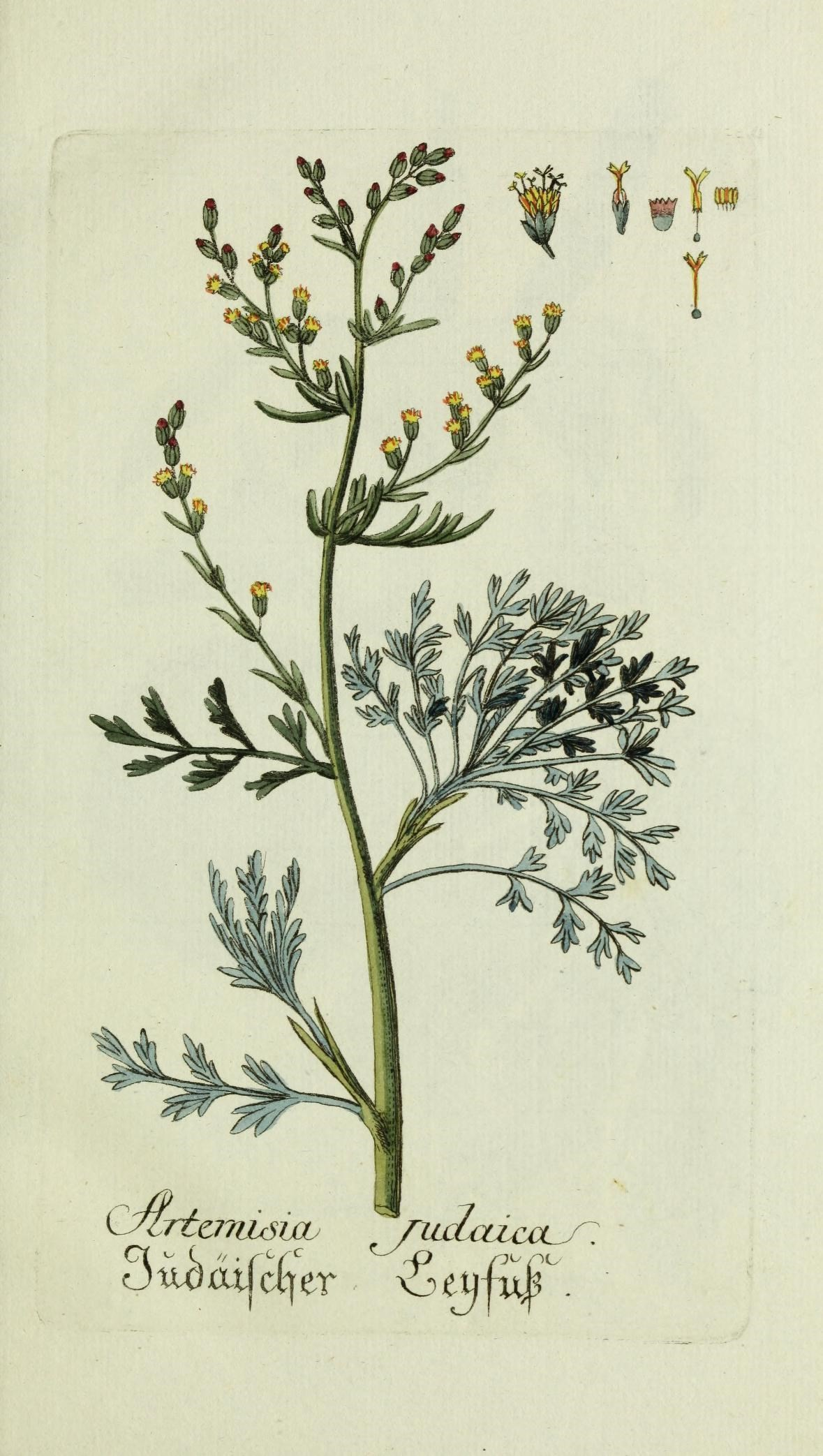
Artemisia judaica

## K
- Artemisia kanashiroi Kitam.
- Artemisia kandaharensis Podlech
- Artemisia karatavica Krasch. & Abolin ex Poljakov
- Artemisia karavajevii Leonova
- Artemisia kasakorum (Krasch.) Pavlov
- Artemisia kaschgarica Krasch.
- Artemisia kauaiensis (Skottsb.) Skottsb.
- Artemisia kawakamii Hayata
- Artemisia keiskeana Miq.
- Artemisia kelleri Krasch.
- Artemisia kemrudica Krasch.
- Artemisia kermanensis Podlech
- Artemisia kitadakensis H.Hara & Kitam.
- Artemisia klementzae Krasch.
- Artemisia klotzschiana Besser
- Artemisia knorringiana Krasch.
- Artemisia kochiiformis Krasch. & Lincz. ex Poljakov
- Artemisia koidzumii Nakai
- Artemisia kopetdaghensis Krasch., Popov & Lincz. ex Poljakov
- Artemisia korovinii Poljakov
- Artemisia korshinskyi Krasch. ex Poljakov
- Artemisia kotuchovii Kupr.
- Artemisia kruhsiana Besser
- Artemisia kurramensis Qazilb.
- Artemisia kuschakewiczii C.Winkl.

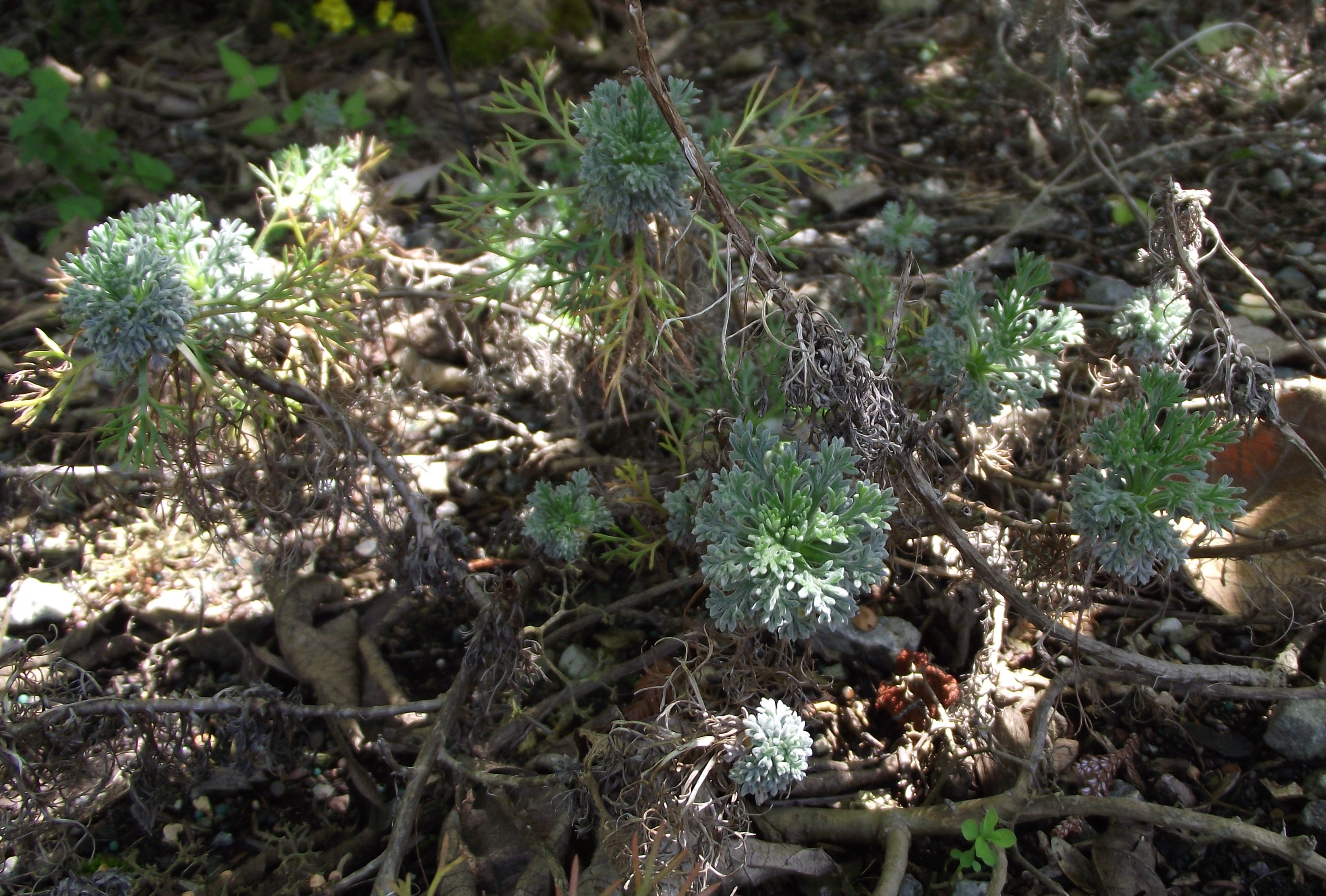
Artemisia kawakamii
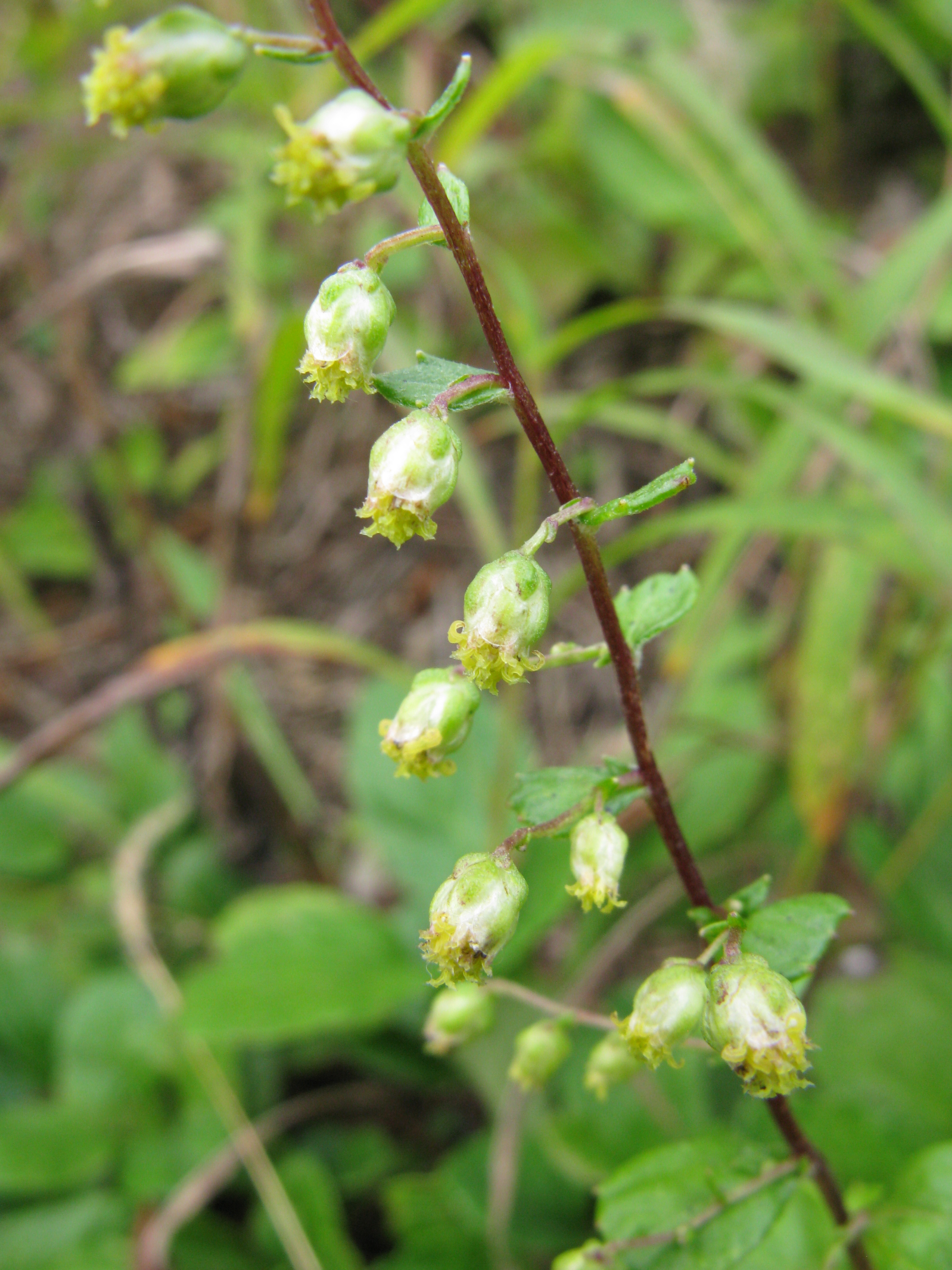
Artemisia keiskeana

## L
- Artemisia laciniata Willd.
- Artemisia lactiflora Wall. ex DC.
- Artemisia lagocephala (Fisch. ex Besser) DC.
- Artemisia lagopus Fisch. ex Besser
- Artemisia lanaticapitula X.F.Jin, Z.H.Chen & Y.F.Lu
- Artemisia lancea Vaniot
- Artemisia latifolia Ledeb.
- Artemisia ledebouriana Besser
- Artemisia lehmanniana Bunge
- Artemisia lercheana Weber ex Stechm.
- Artemisia lessingiana Besser
- Artemisia leucodes Schrenk
- Artemisia leucophylla C.B.Clarke
- Artemisia leucotricha Krasch. ex Ladygina
- Artemisia lingyeouruennii L.M.Shultz & Boufford
- Artemisia lipskyi Poljakov
- Artemisia littoricola Kitam.
- Artemisia longifolia Nutt.
- Artemisia longipetiolata Charit.
- Artemisia ludoviciana Nutt.

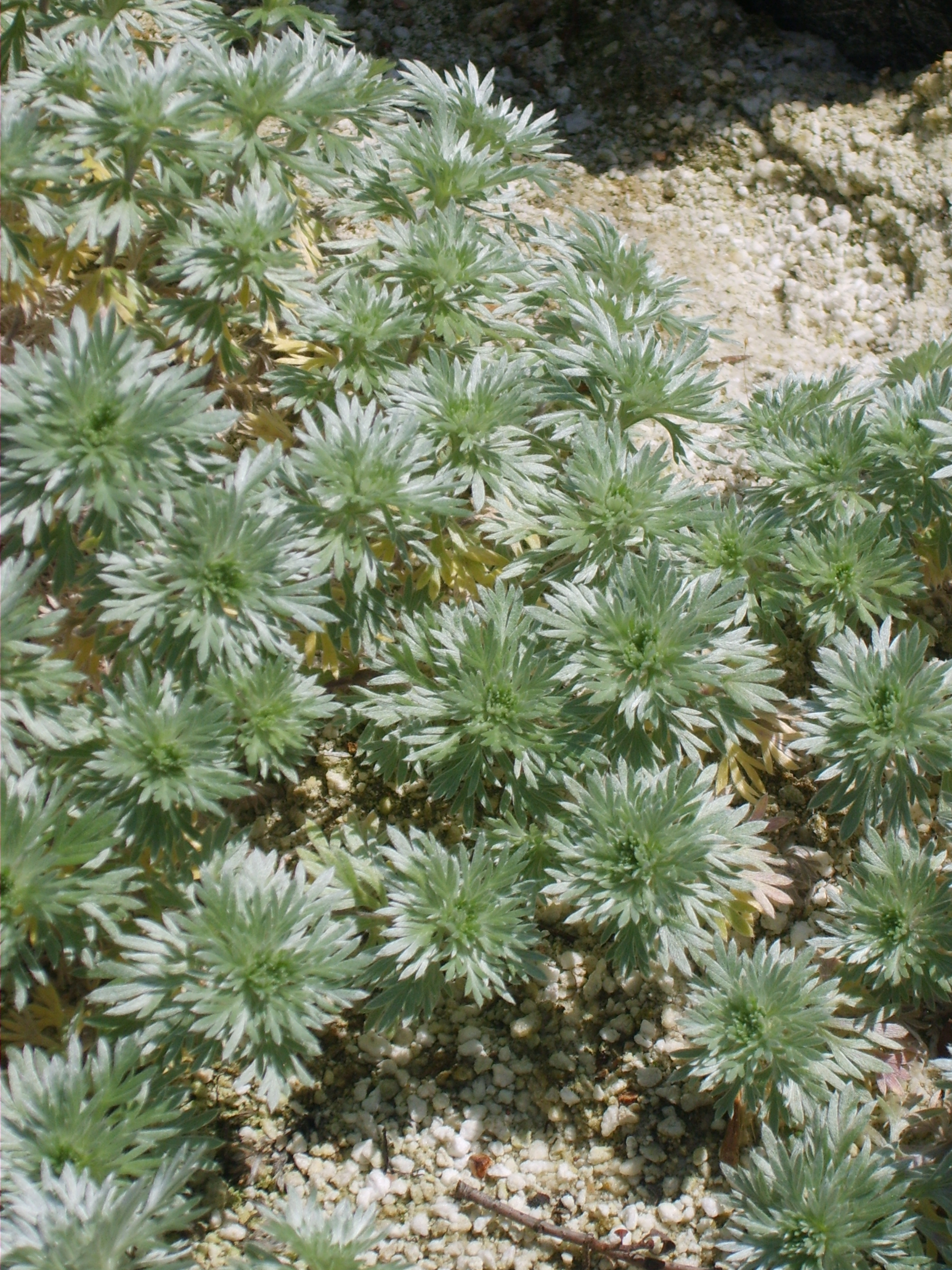
Artemisia laciniata
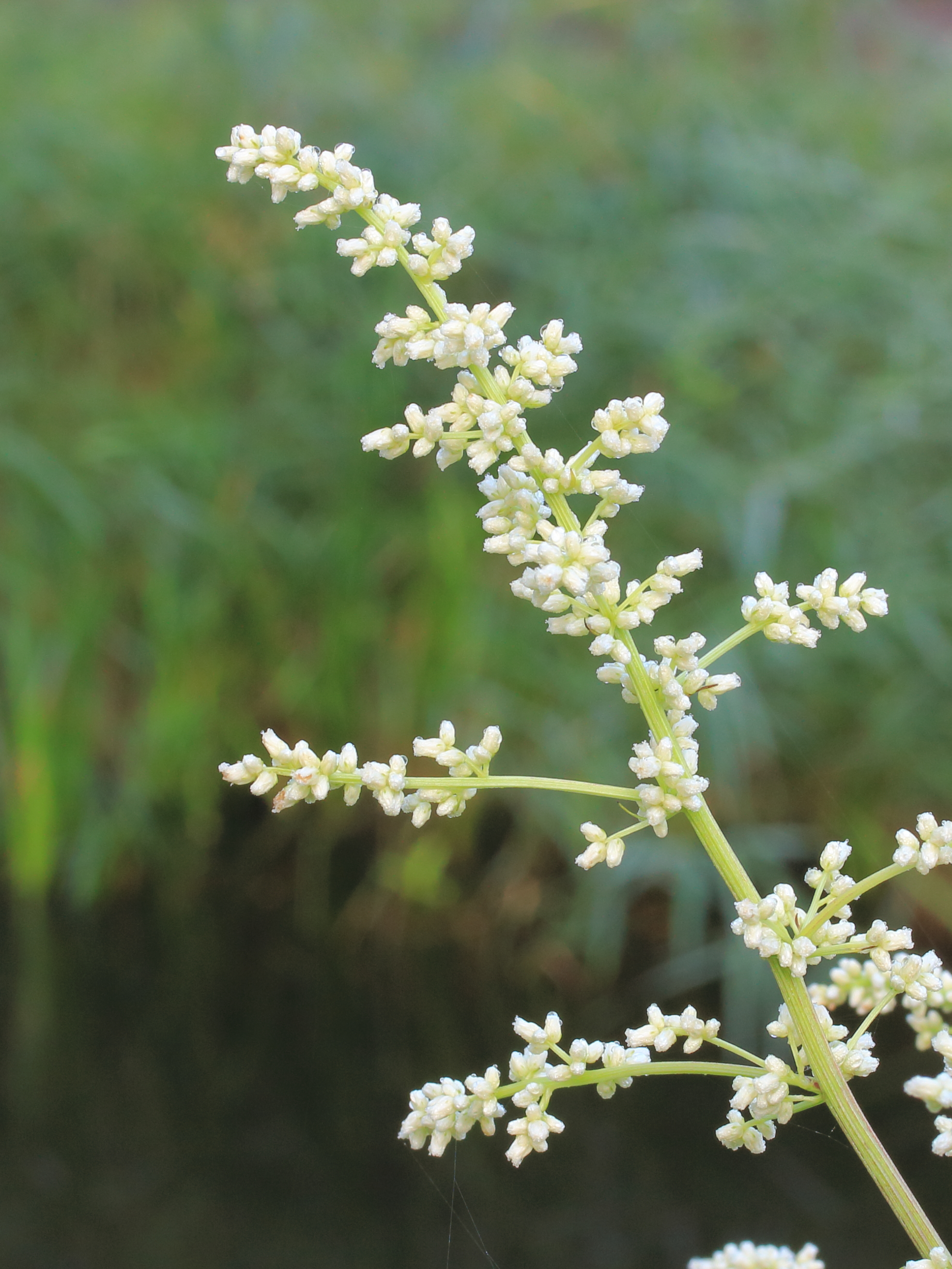
Artemisia lactiflora
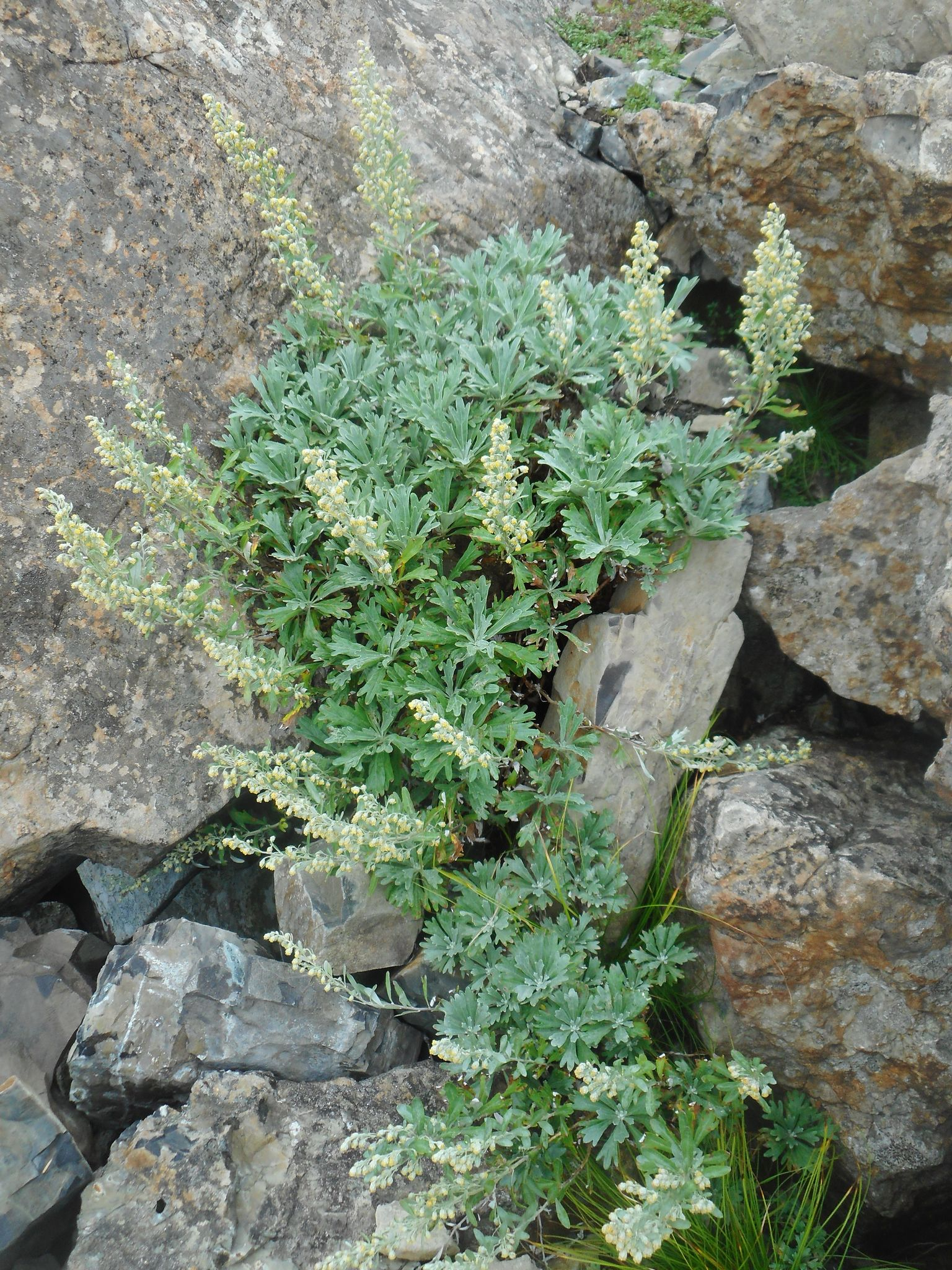
Artemisia lagocephala
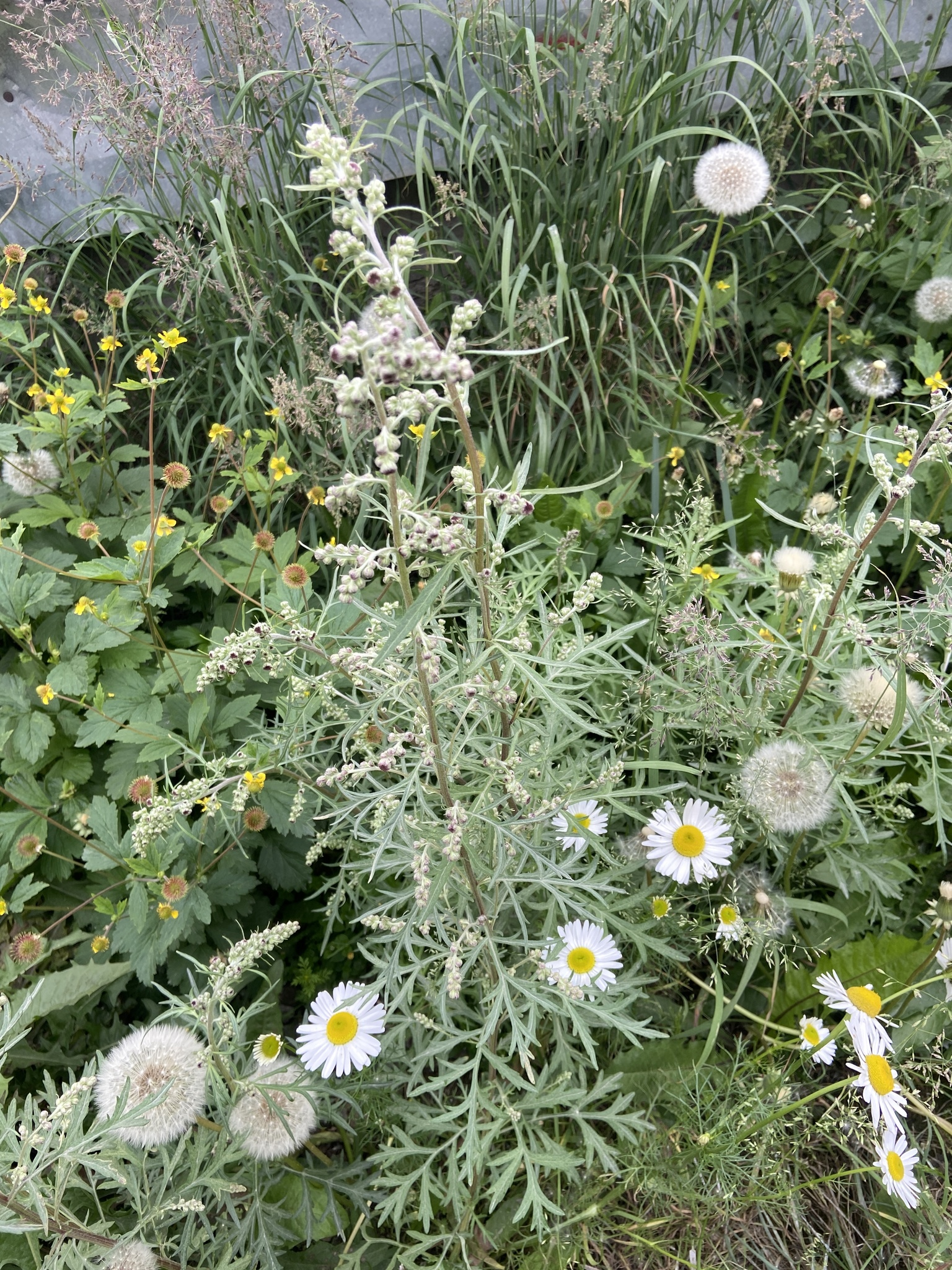
Artemisia leucophylla
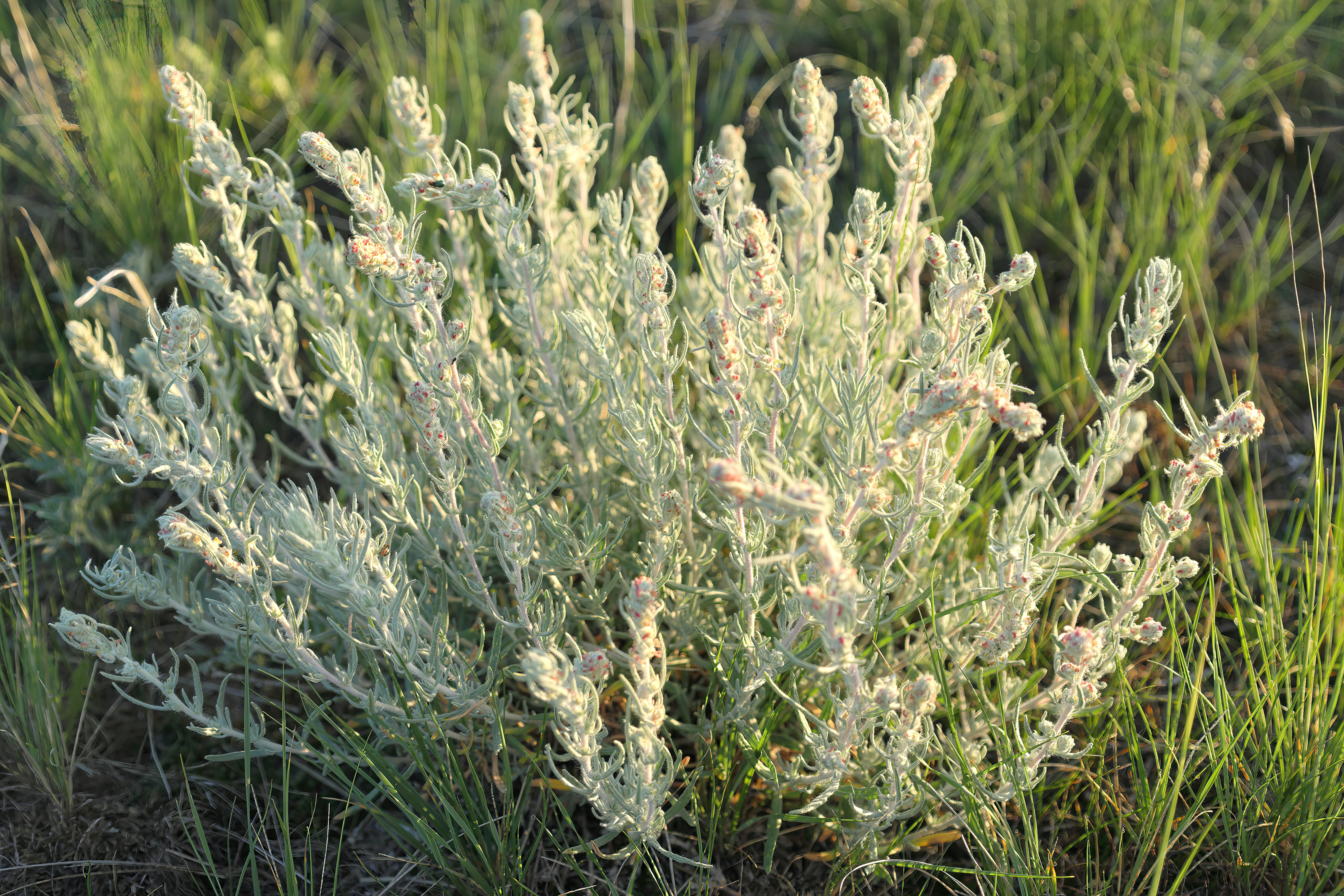
Artemisia longifolia
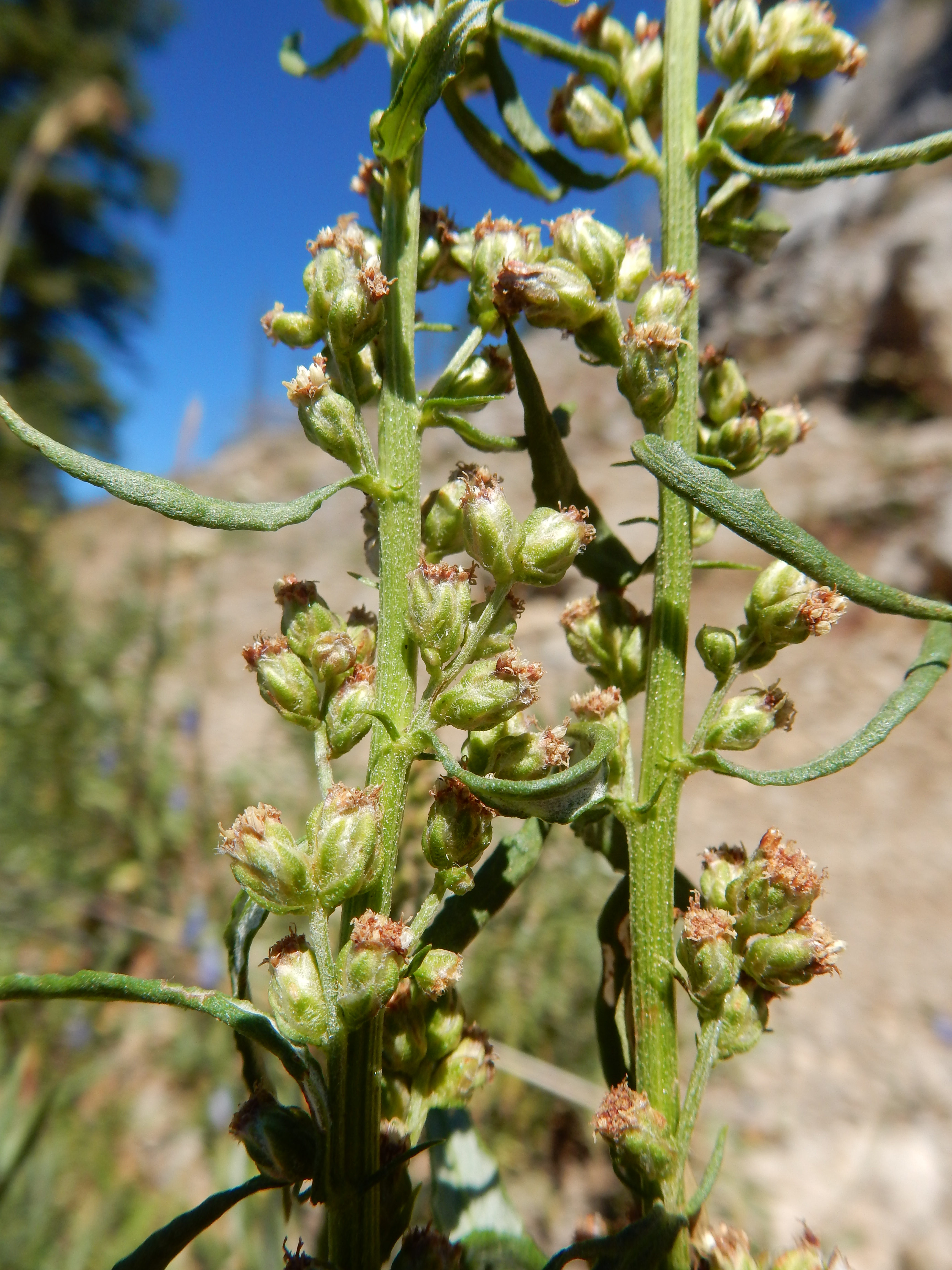
Artemisia ludoviciana

## M
- Artemisia macilenta (Maxim.) Krasch.
- Artemisia macrantha Ledeb.
- Artemisia macrocephala Jacquem. ex Besser
- Artemisia macrorhiza Turcz.
- Artemisia macrosciadia Poljakov
- Artemisia magellanica Sch.Bip.
- Artemisia mairei H.Lév.
- Artemisia manshurica (Kom.) Kom.
- Artemisia maritima L.
- Artemisia marschalliana Spreng.
- Artemisia martirensis (Wiggins) C.R.Hobbs & B.G.Baldwin
- Artemisia mattfeldii Pamp.
- Artemisia mauiensis Skottsb.
- Artemisia maximovicziana Krasch. ex Poljakov
- Artemisia medioxima Krasch. ex Poljakov
- Artemisia melanolepis Boiss.
- Artemisia mendozana DC.
- Artemisia mesatlantica Maire
- Artemisia michauxiana Besser
- Artemisia minchunensis (Y.R.Ling) ined.
- Artemisia minor Jacquem. ex Besser
- Artemisia mogoltavica Poljakov
- Artemisia molinieri Quézel, Barbero & R.J.Loisel
- Artemisia mongolica (Fisch. ex Besser) Nakai
- Artemisia mongolorum Krasch.
- Artemisia monophylla Kitam.
- Artemisia monosperma Delile
- Artemisia montana (Nakai) Pamp.
- Artemisia moorcroftiana Wall. ex DC.
- Artemisia morrisonensis Hayata
- Artemisia mucronulata Poljakov
- Artemisia mustangensis Yonek.
- Artemisia myriantha Wall. ex Besser

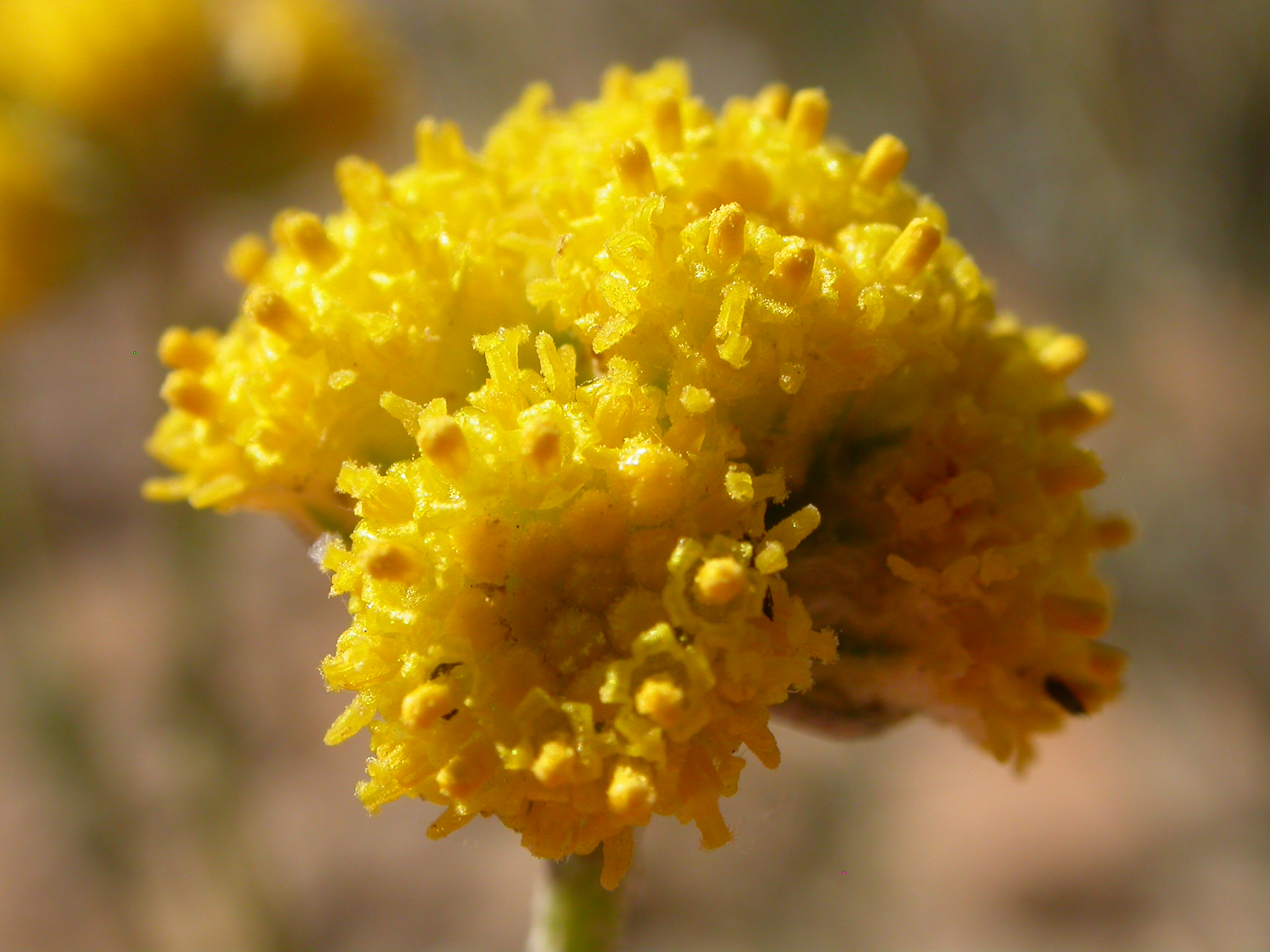
Artemisia macarthurii
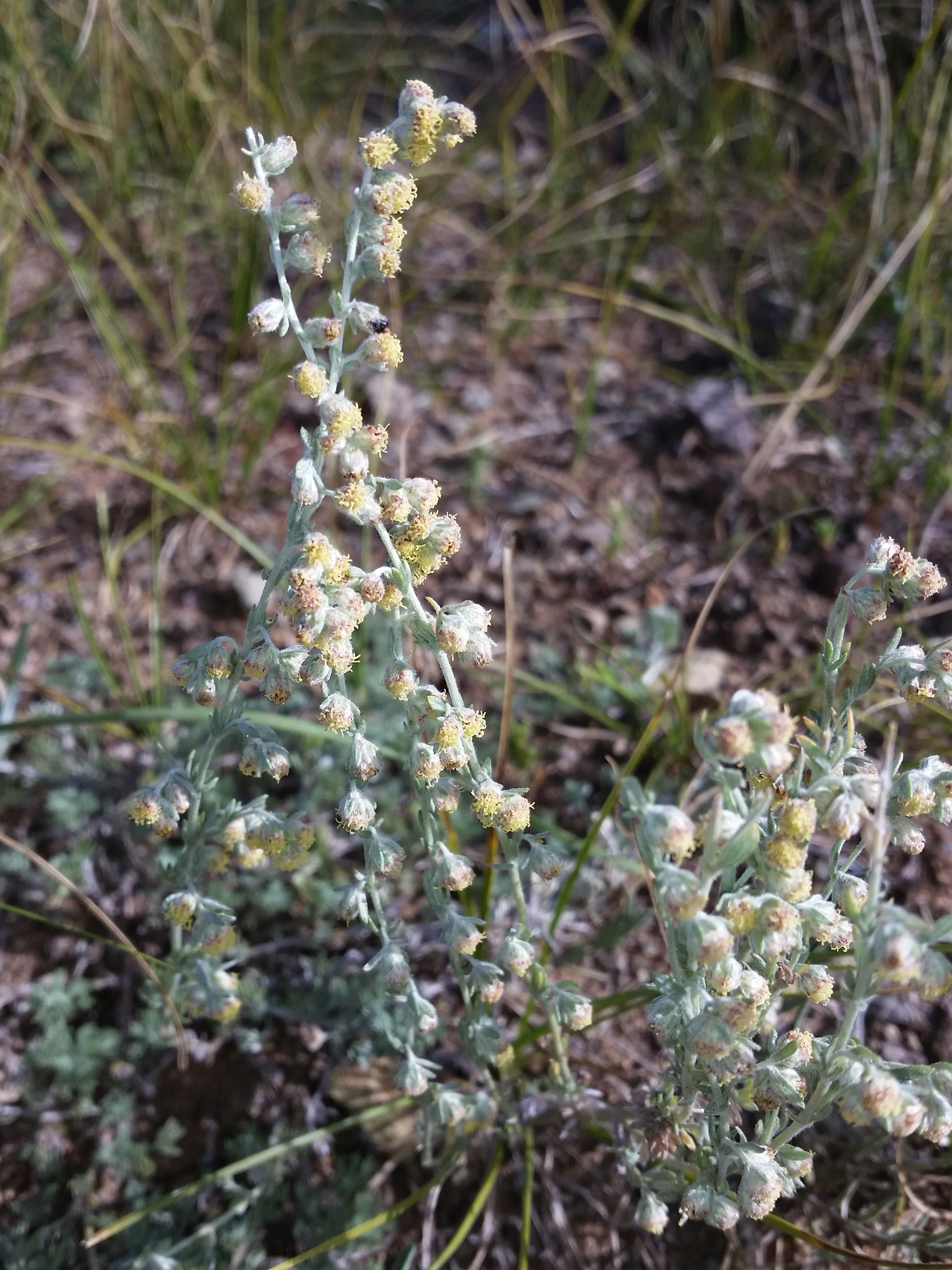
Artemisia macrocephala
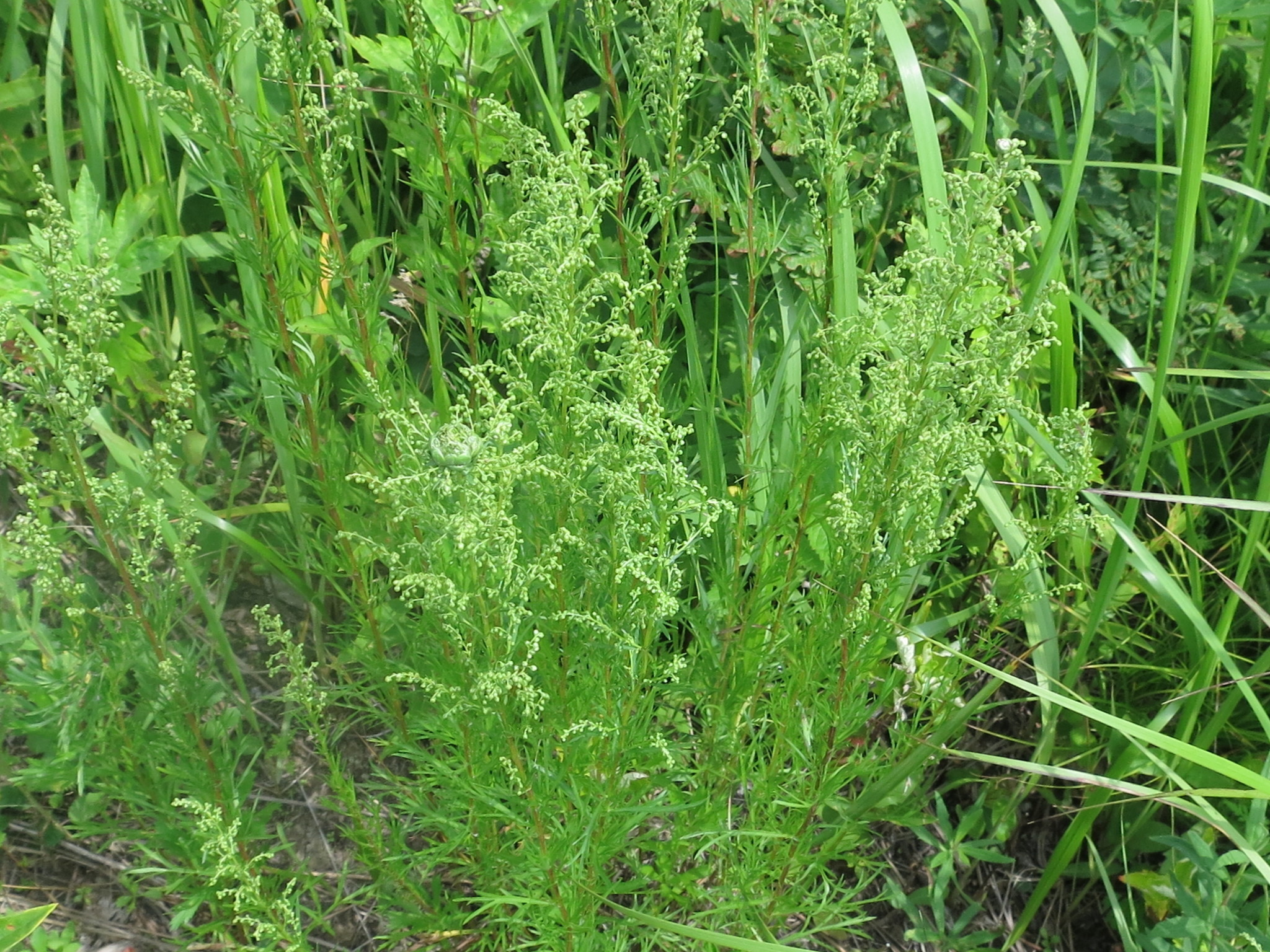
Artemisia manshurica
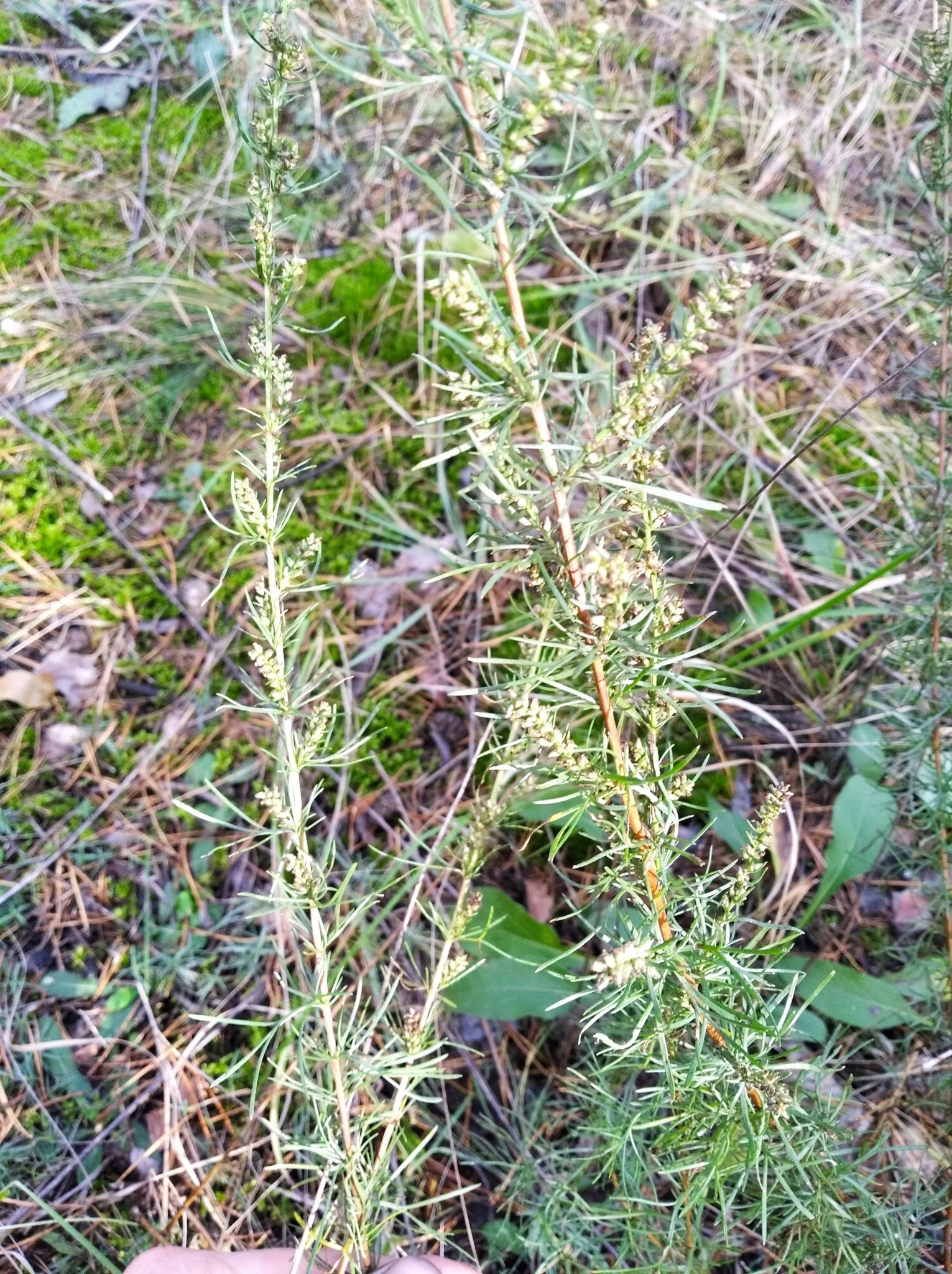
Artemisia marschalliana
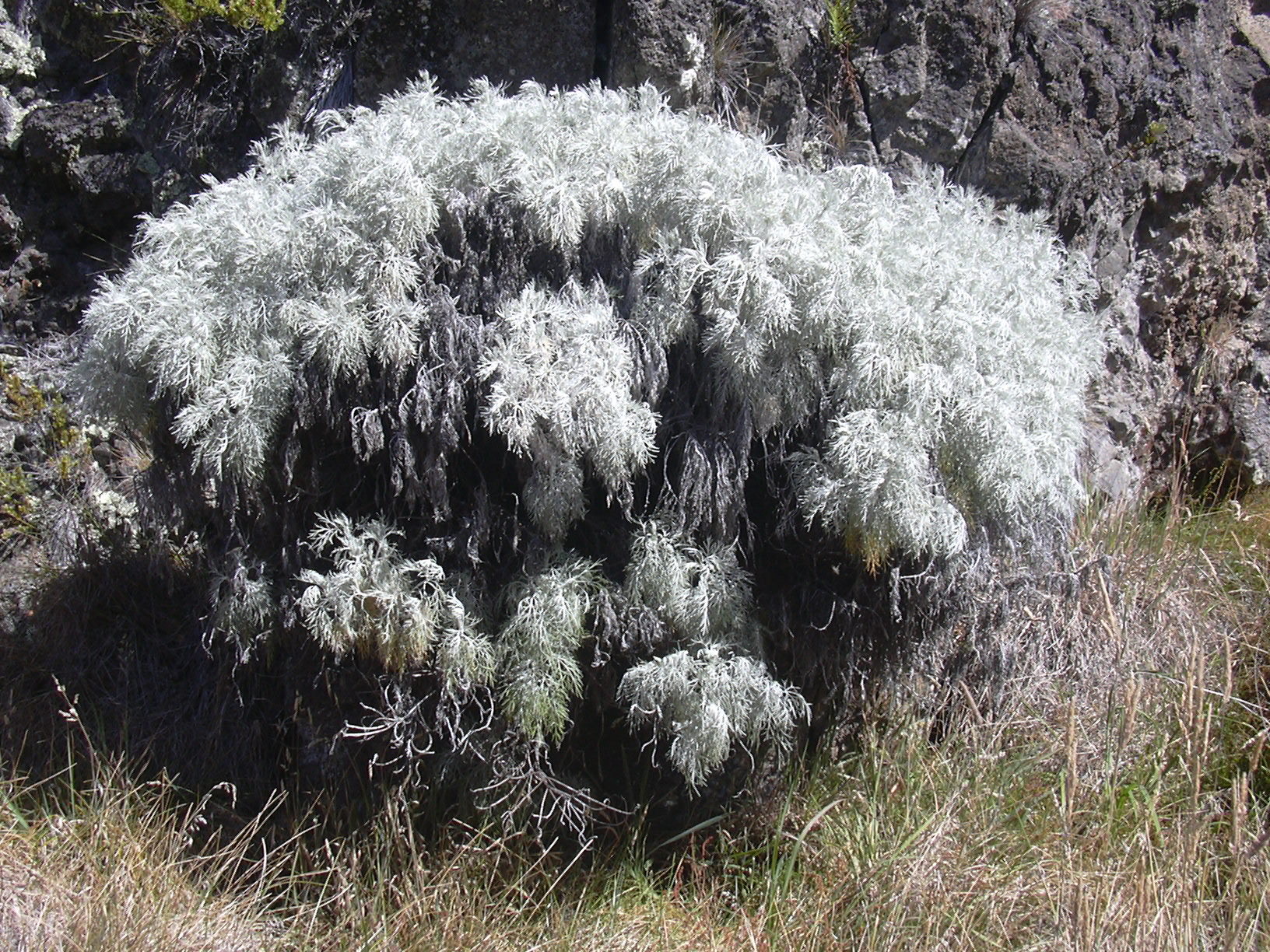
Artemisia mauiensis
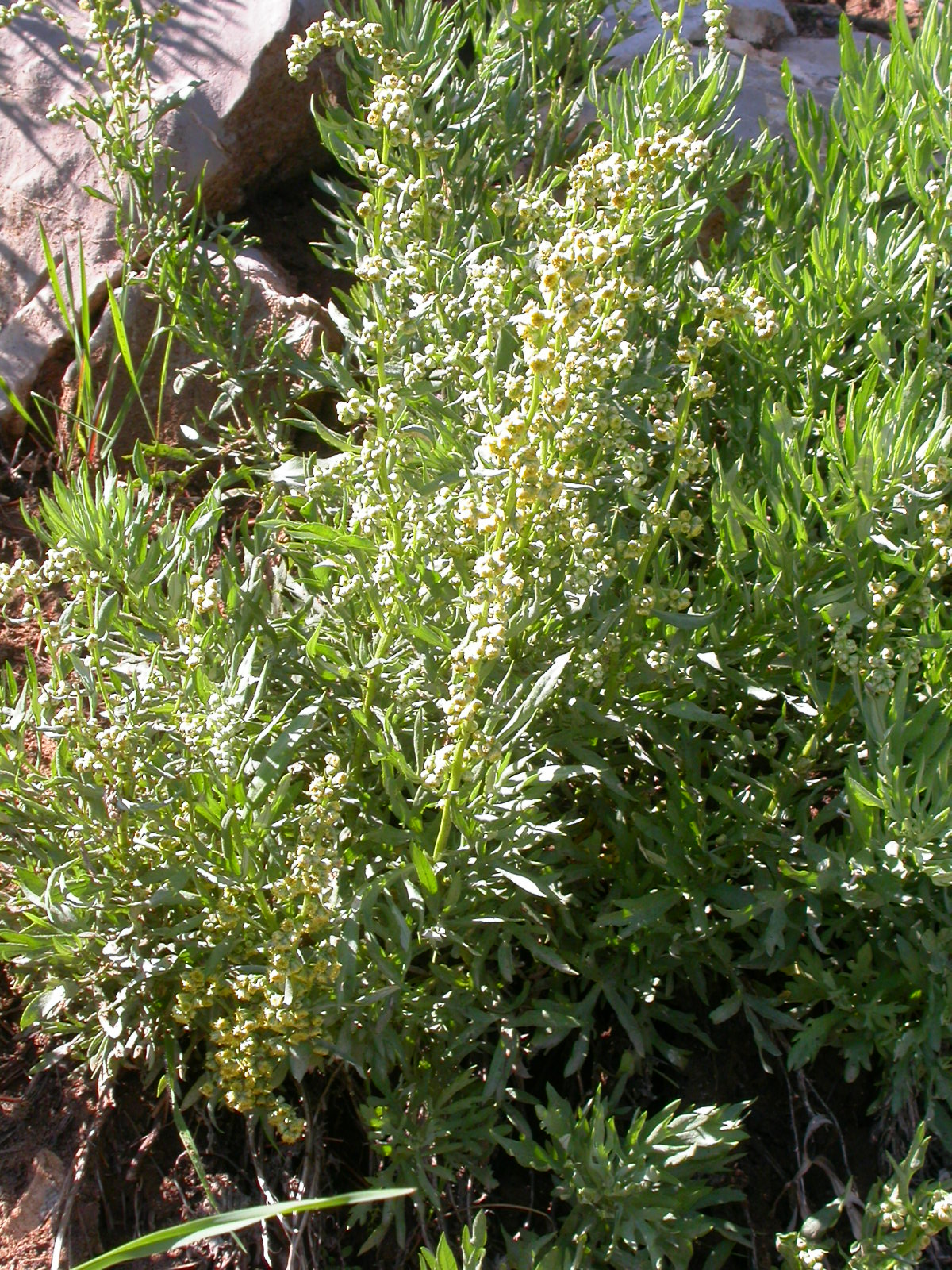
Artemisia michauxiana
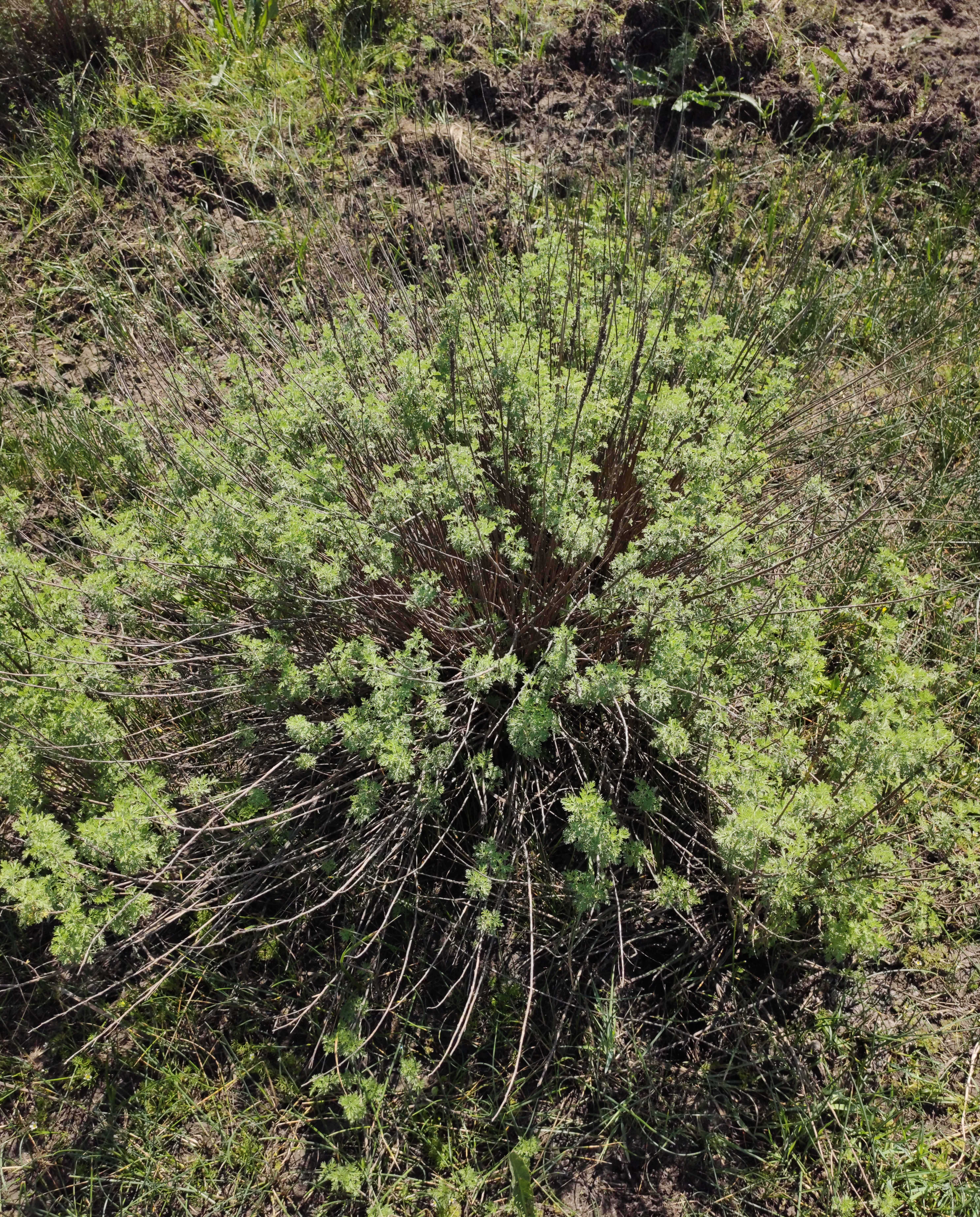
Armoise de Molinier
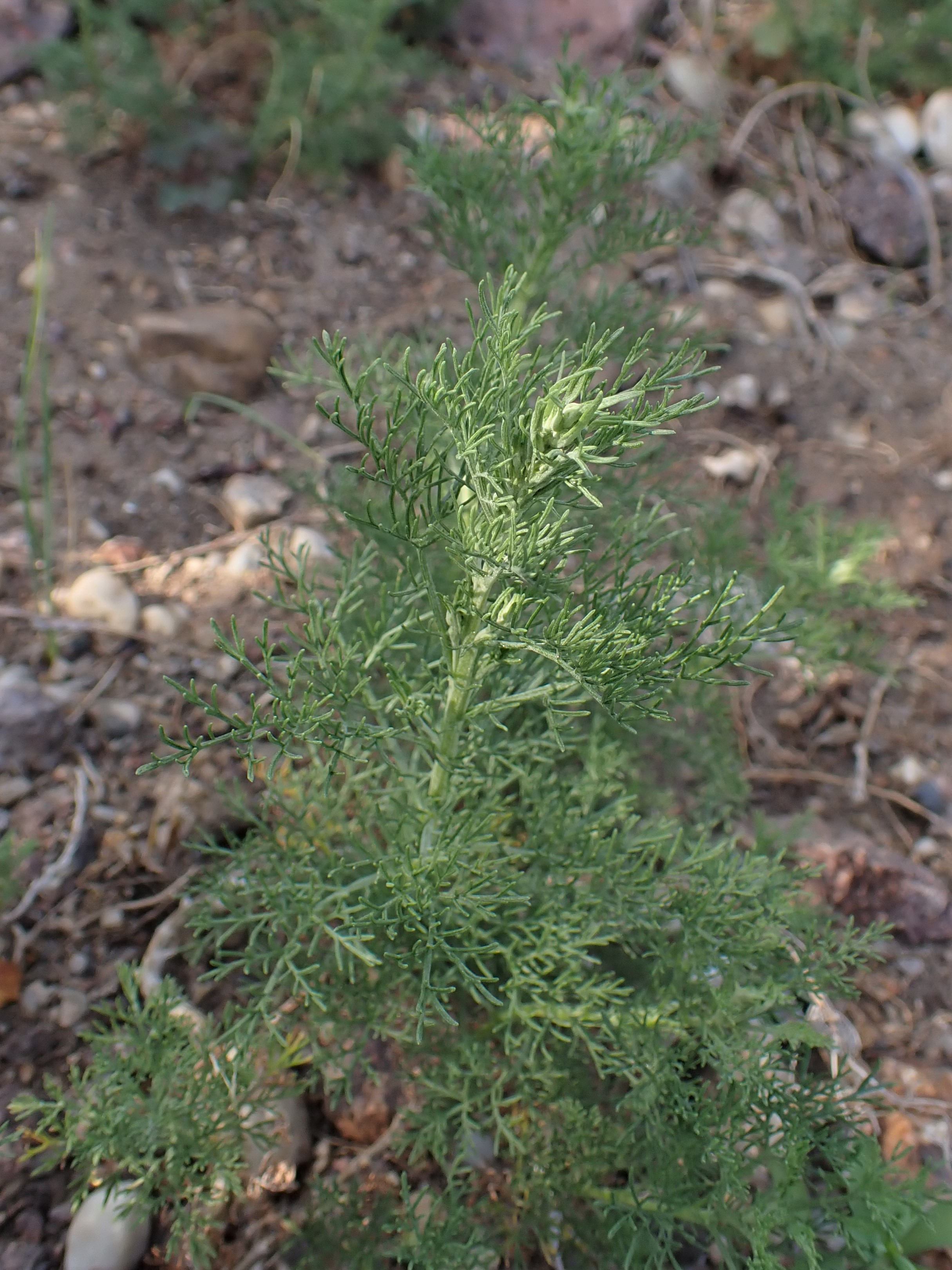
Artemisia mongolica
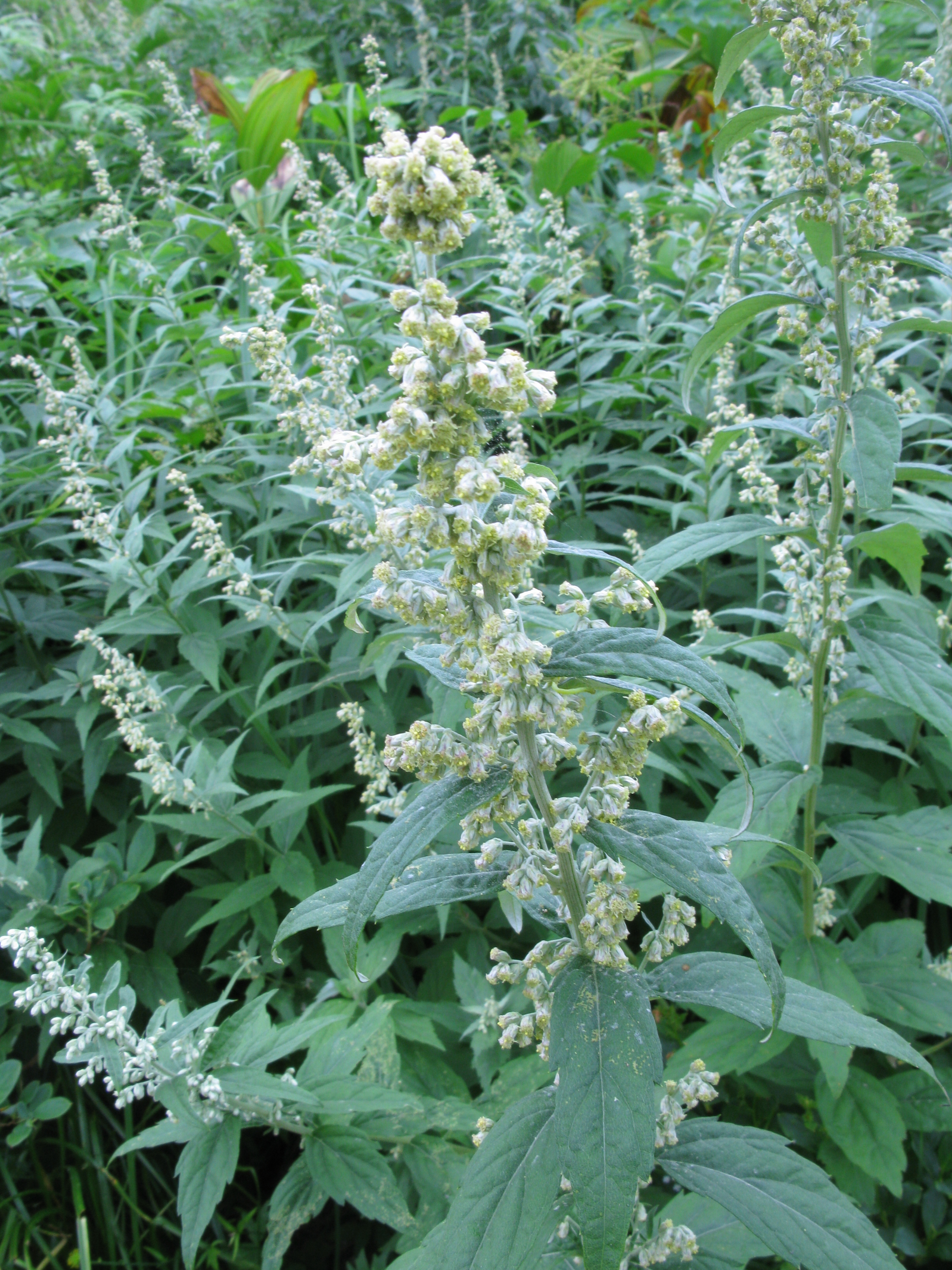
Artemisia monophylla
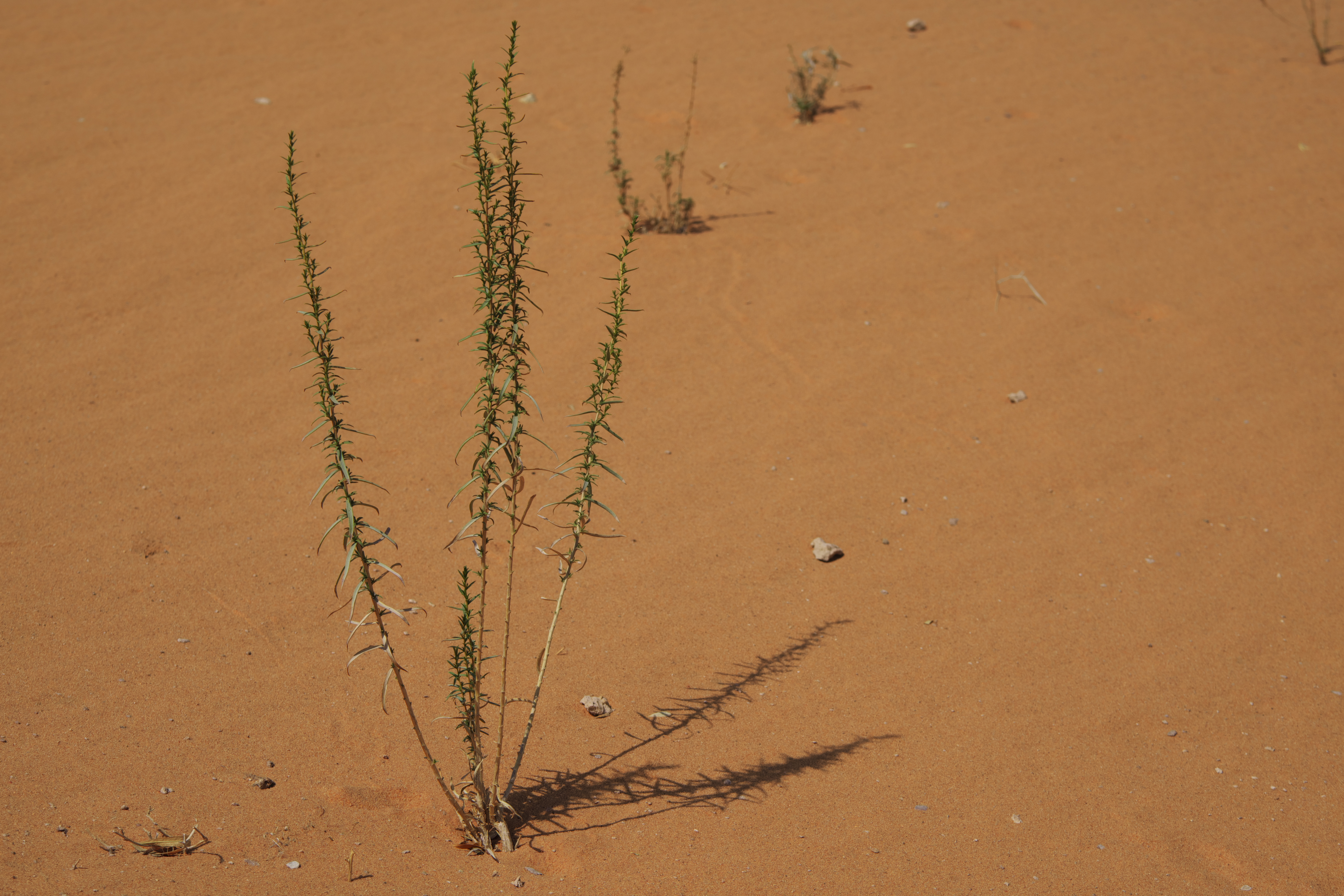
Artemisia monosperma
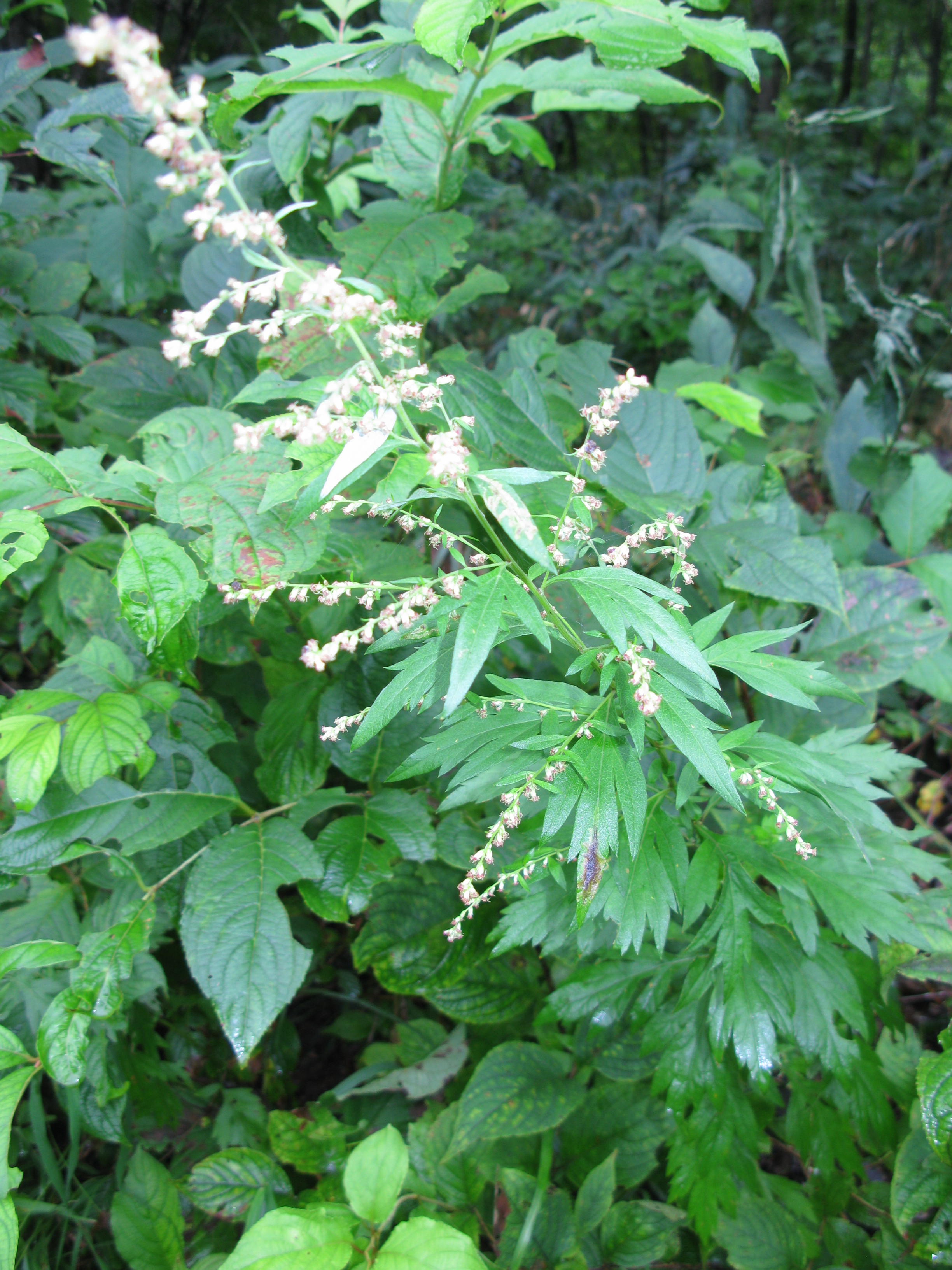
Artemisia montana

## N
- Artemisia nakaii Pamp.
- Artemisia namanganica Poljakov
- Artemisia nanschanica Krasch.
- Artemisia negrei A.Ouyahya
- Artemisia neosinensis B.H.Jiao & T.G.Gao
- Artemisia nepalensis Nees
- Artemisia nepalica Yonek.
- Artemisia nesiotica P.H.Raven
- Artemisia nigricans Filatova & Ladygina
- Artemisia niitakayamensis Hayata
- Artemisia nilagirica (C.B.Clarke) Pamp.
- Artemisia nitida Bertol.
- Artemisia nitrosa Weber ex Stechm.
- Artemisia nivalis Braun-Blanq.
- Artemisia nortonii Pamp.
- Artemisia norvegica Fr.
- Artemisia nova A.Nelson
- Artemisia nujianensis (Y.Ling & Y.R.Ling) Y.R.Ling
- Artemisia nutans Willd.
- Artemisia nuttallii (Torr. & A.Gray) Mosyakin, L.M.Shultz & G.V.Boiko

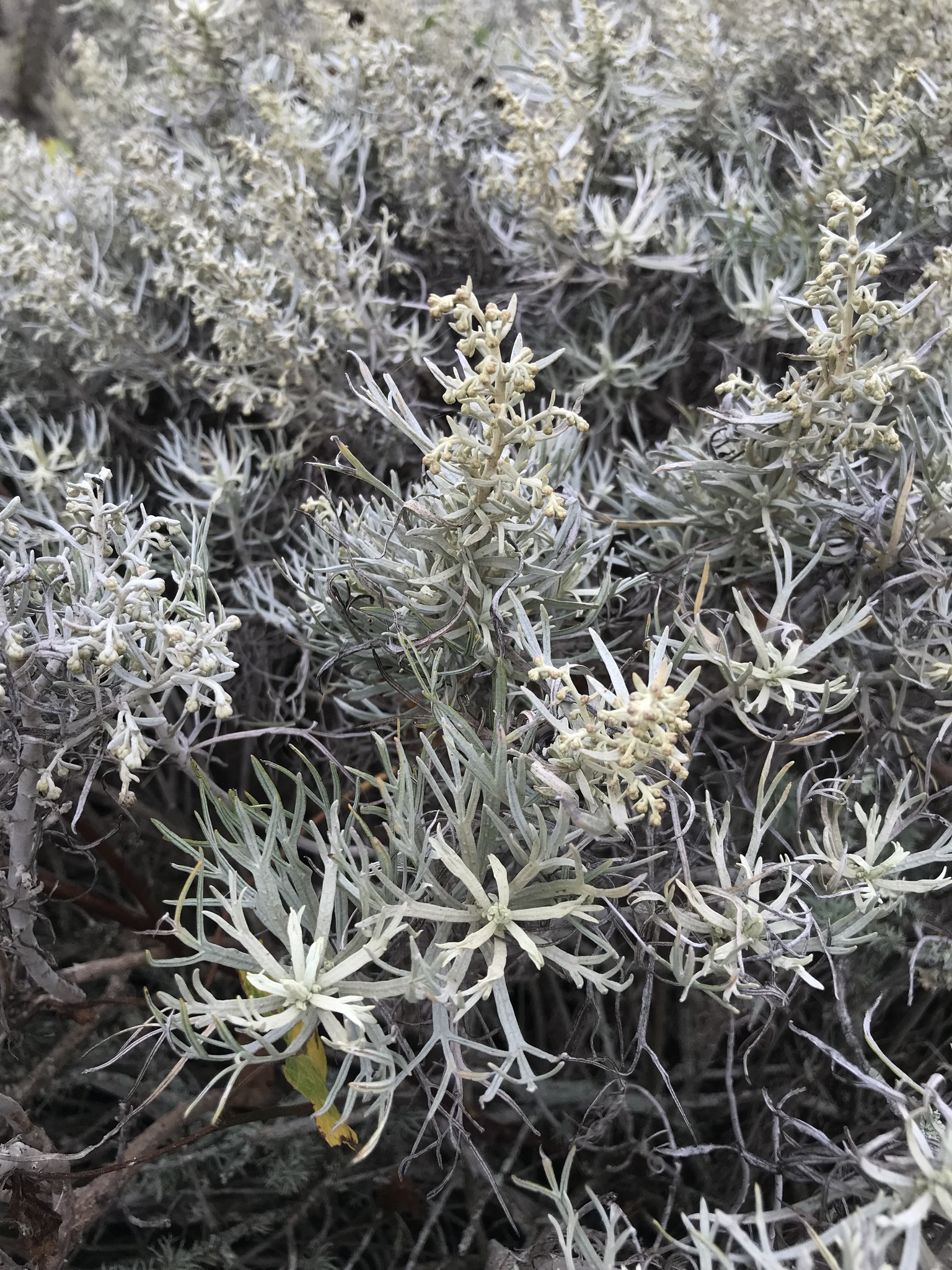
Artemisia nesiotica
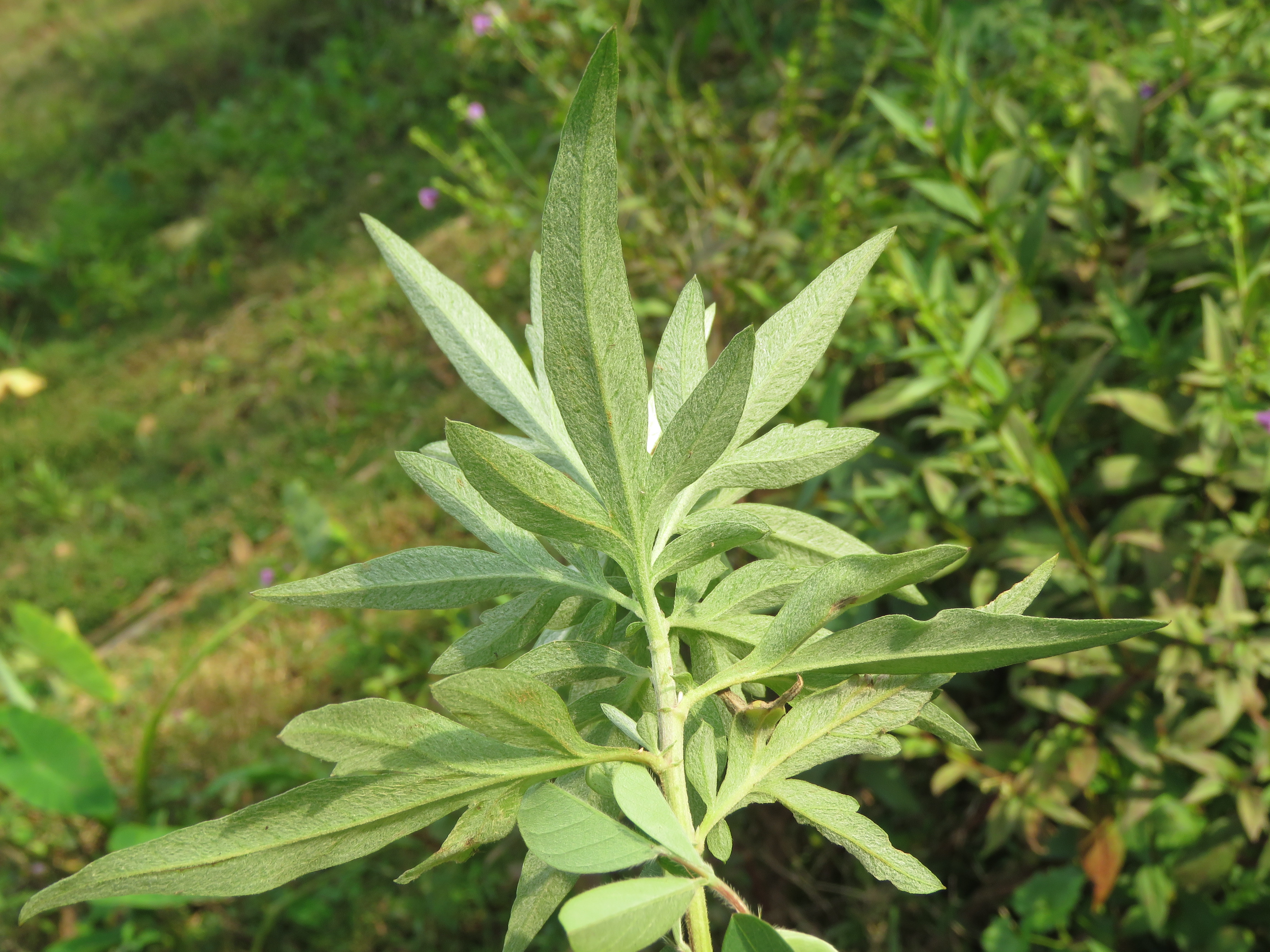
Artemisia nilagirica
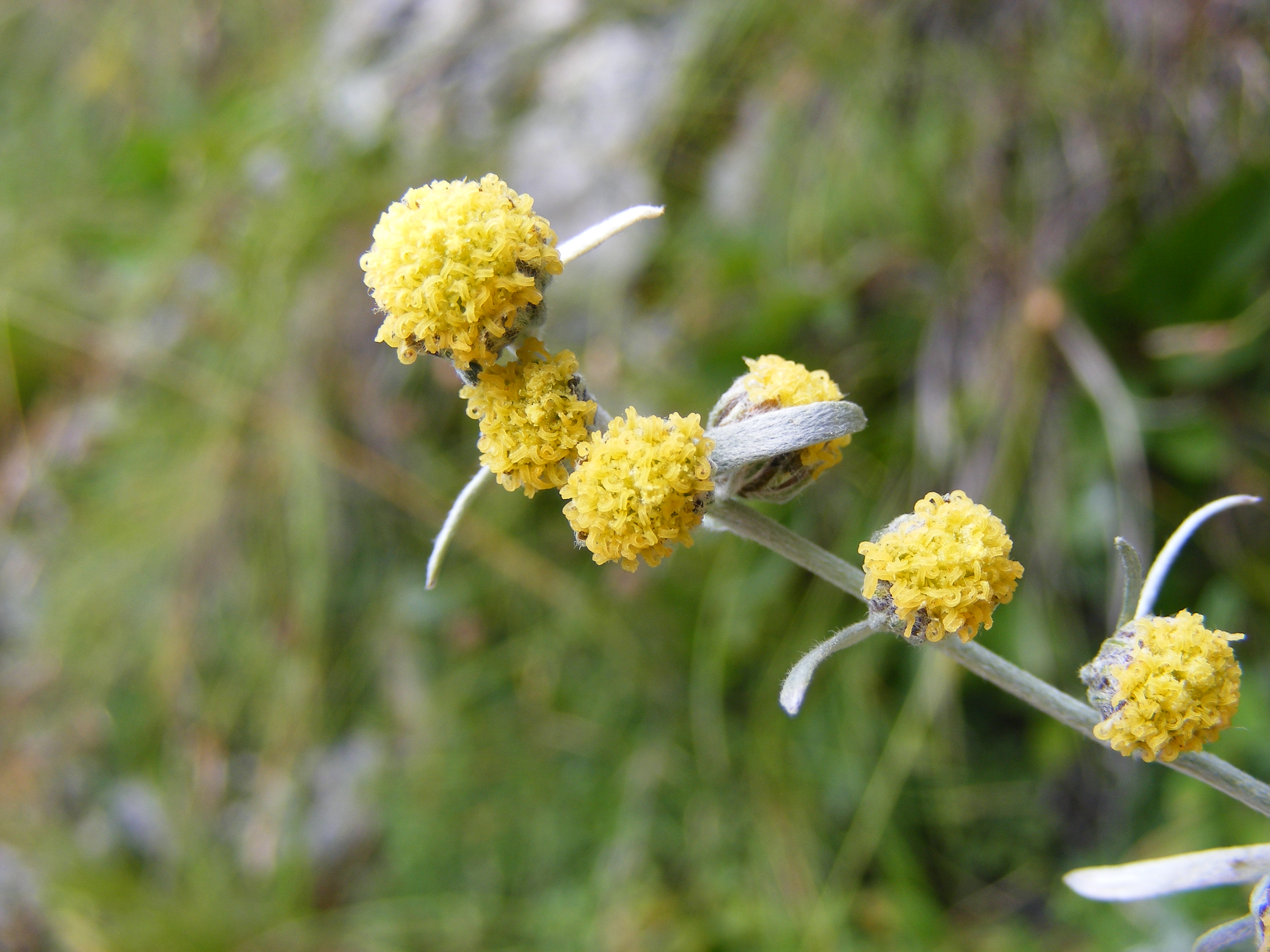
Artemisia nitida
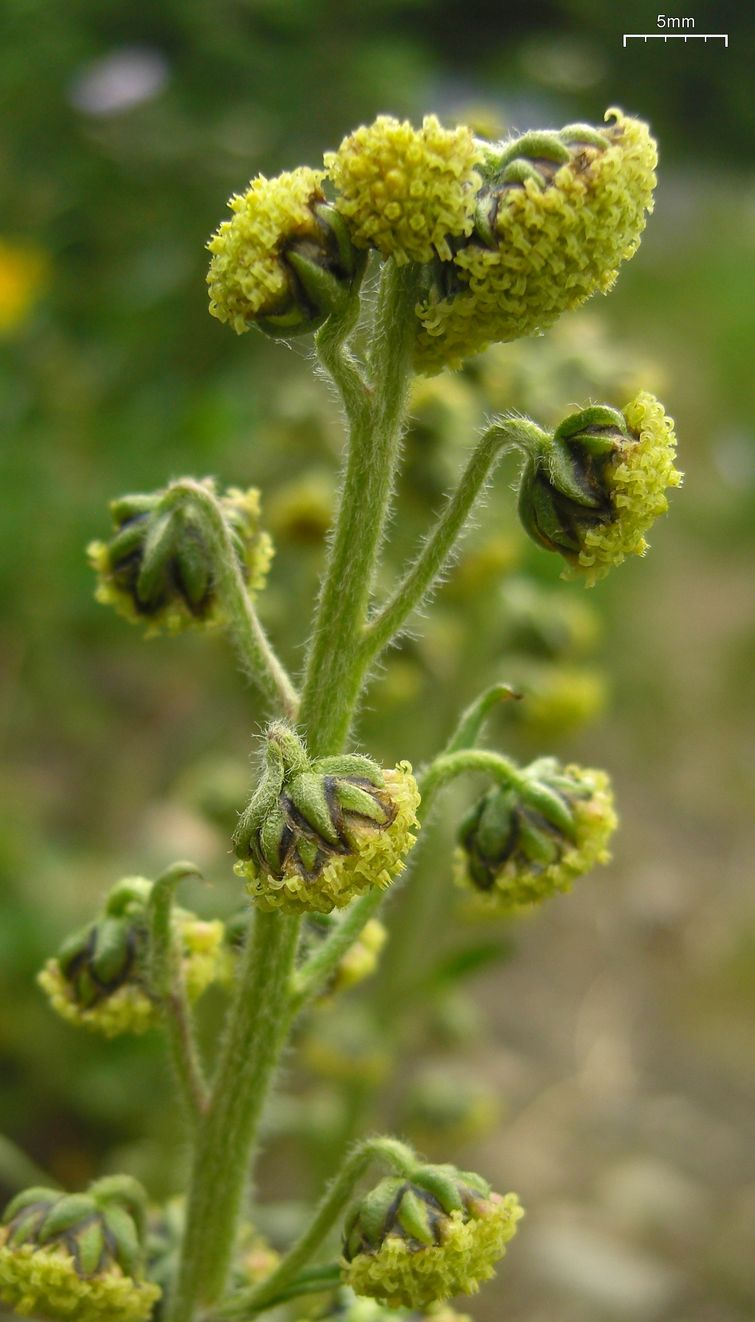
Artemisia norvegica
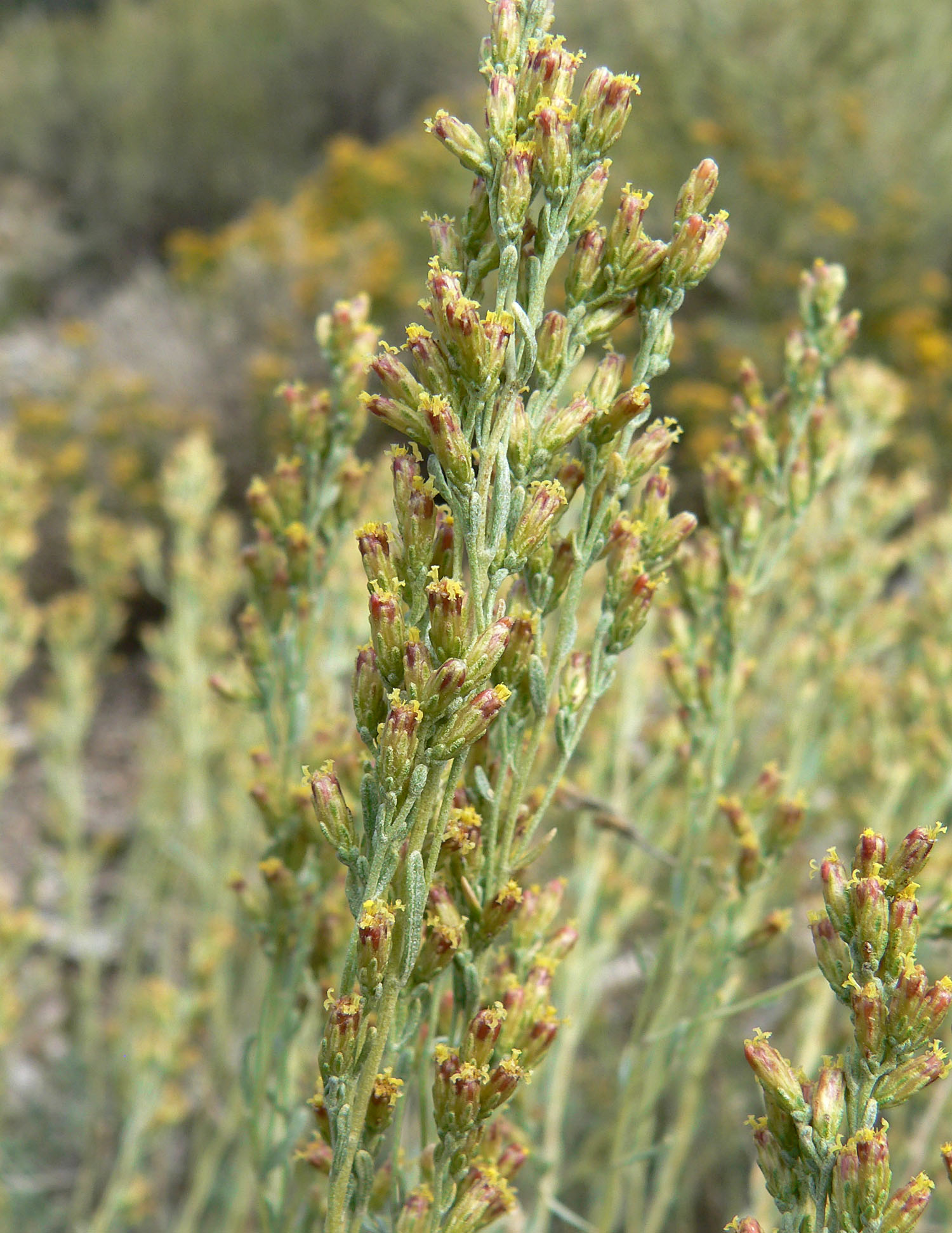
Artemisia nova

## O
- Artemisia obtusiloba Ledeb.
- Artemisia occidentalisichuanensis Y.R.Ling & S.Y.Zhao
- Artemisia occidentalisinensis Y.R.Ling
- Artemisia oelandica (Besser) Krasch.
- Artemisia olchonensis Leonova
- Artemisia oligocarpa Hayata
- Artemisia oliveriana J.Gay ex Besser
- Artemisia oranensis Deb. ex Filatova
- Artemisia ordosica Krasch.
- Artemisia orientalihengduangensis Y.Ling & Y.R.Ling
- Artemisia orientalixizangensis Y.R.Ling & Humphries
- Artemisia orientaliyunnanensis Y.R.Ling
- Artemisia ornithopoda Charit.
- Artemisia oxycephala Kitag.

## P
- Artemisia packardiae J.W.Grimes & Ertter
- Artemisia pallens Wall. ex Besser
- Artemisia palmeri A.Gray
- Artemisia palustris L.
- Artemisia pancicii Ronniger ex Danihelka & Marhold
- Artemisia pannosa Krasch.
- Artemisia papposa S.F.Blake & Cronquist
- Artemisia parviflora Roxb. ex D.Don
- Artemisia pauciflora Weber ex Stechmann
- Artemisia pedatifida Nutt.
- Artemisia pedemontana Balb.
- Artemisia pedunculosa Miq.
- Artemisia pengchuoensis Y.R.Ling & S.Y.Zhao
- Artemisia persica Boiss.
- Artemisia pewzowi C.Winkl.
- Artemisia phaeolepis Krasch.
- Artemisia phyllobotrys (Hand.-Mazz.) Y.Ling & Y.R.Ling
- Artemisia pineticola Kupr.
- Artemisia polybotryoidea Y.R.Ling
- Artemisia pontica L.
- Artemisia porrecta Krasch. ex Poljakov
- Artemisia porteri Cronquist
- Artemisia potentilloides A.Gray
- Artemisia prattii (Pamp.) Y.Ling & Y.R.Ling
- Artemisia princeps Pamp.
- Artemisia pringlei Greenm.
- Artemisia prolixa Krasch. ex Poljakov
- Artemisia przewalskii Krasch.
- Artemisia pubescens Ledeb.
- Artemisia punctigera Krasch. ex Poljakov
- Artemisia pycnocephala (Less.) DC.
- Artemisia pycnorrhiza Ledeb.
- Artemisia pygmaea A.Gray

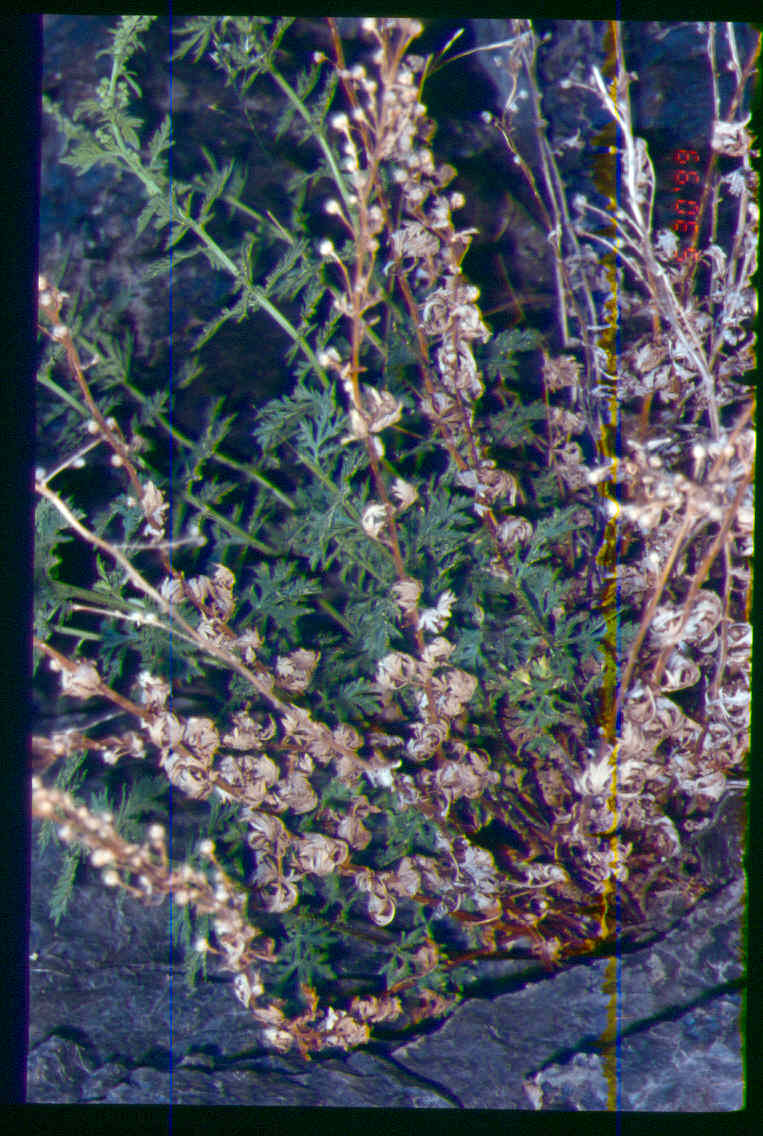
Artemisia packardiae
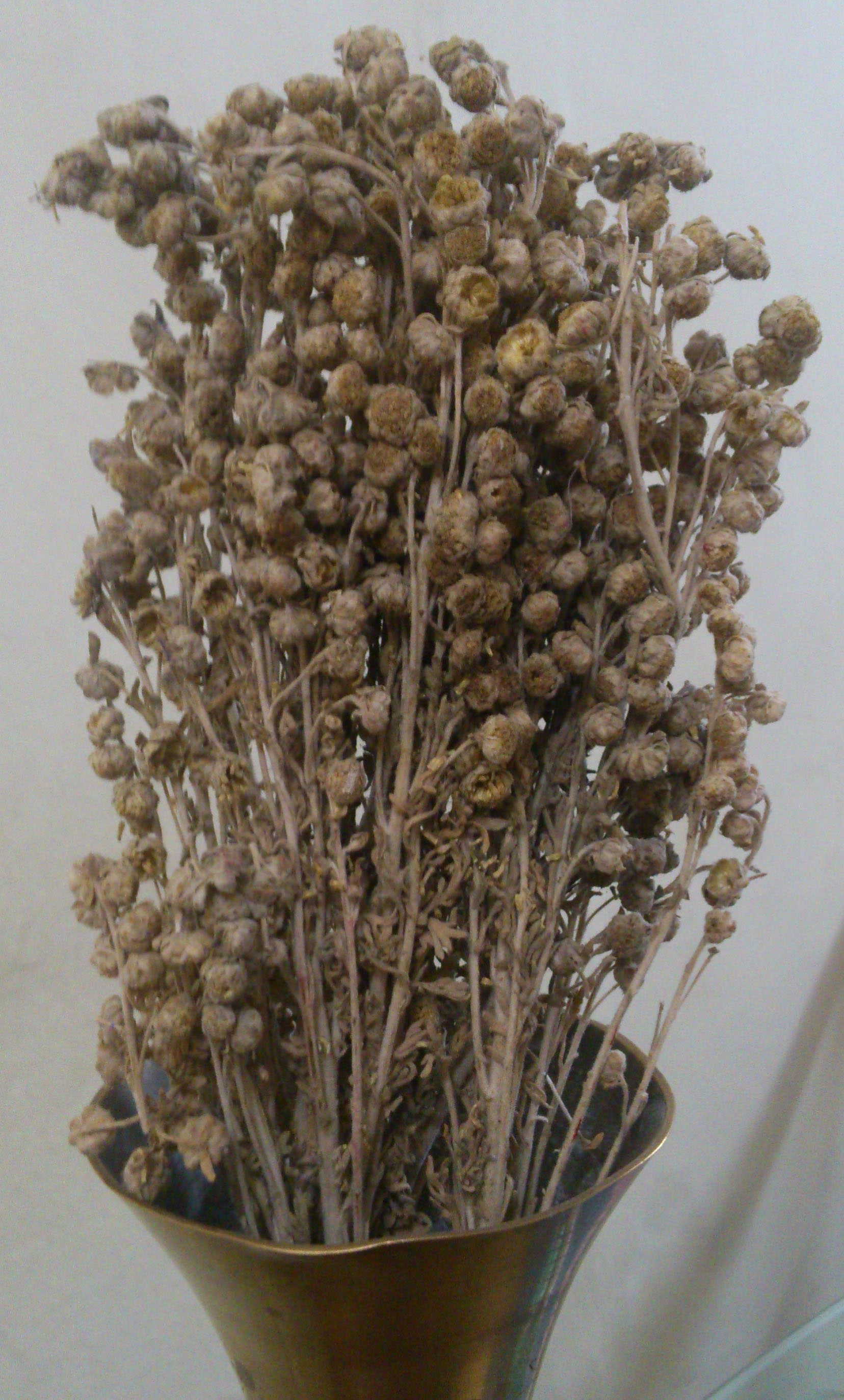
Artemisia pallens
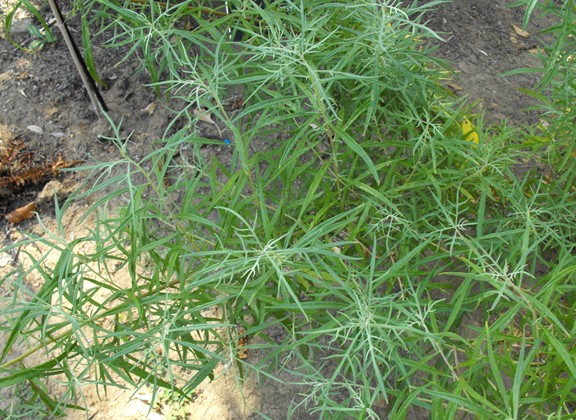
Artemisia palmeri
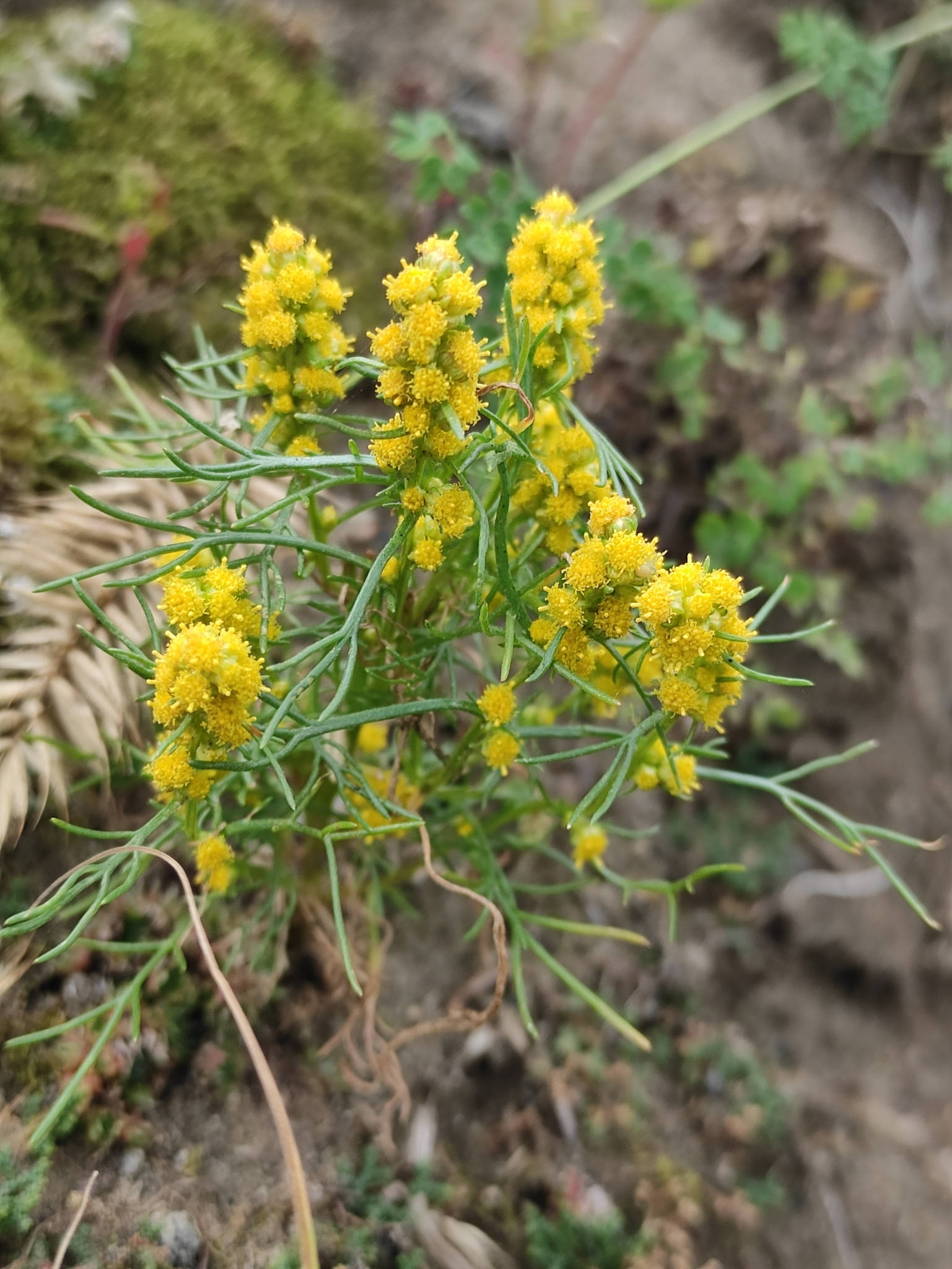
Artemisia palustris
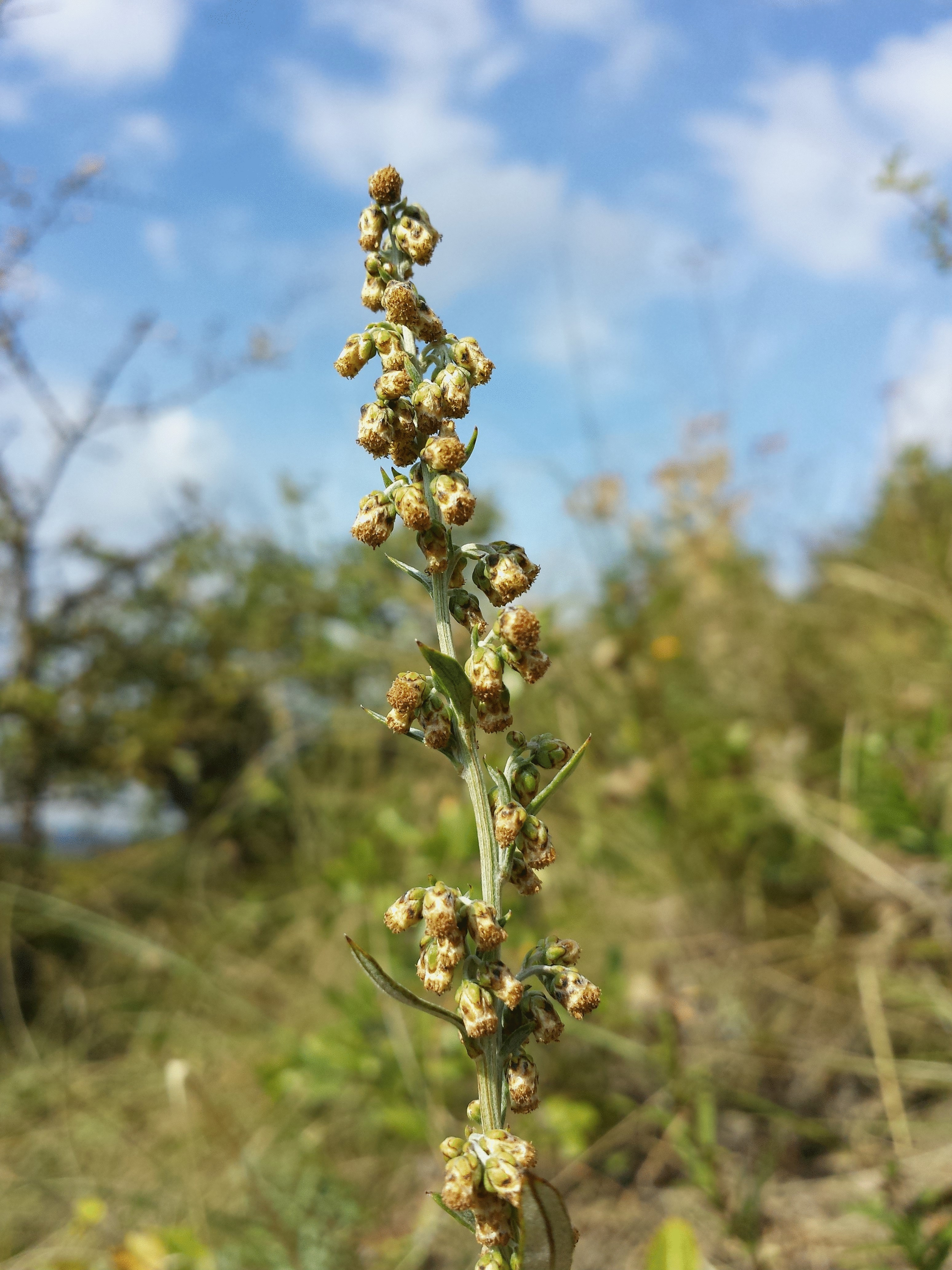
Artemisia pancicii
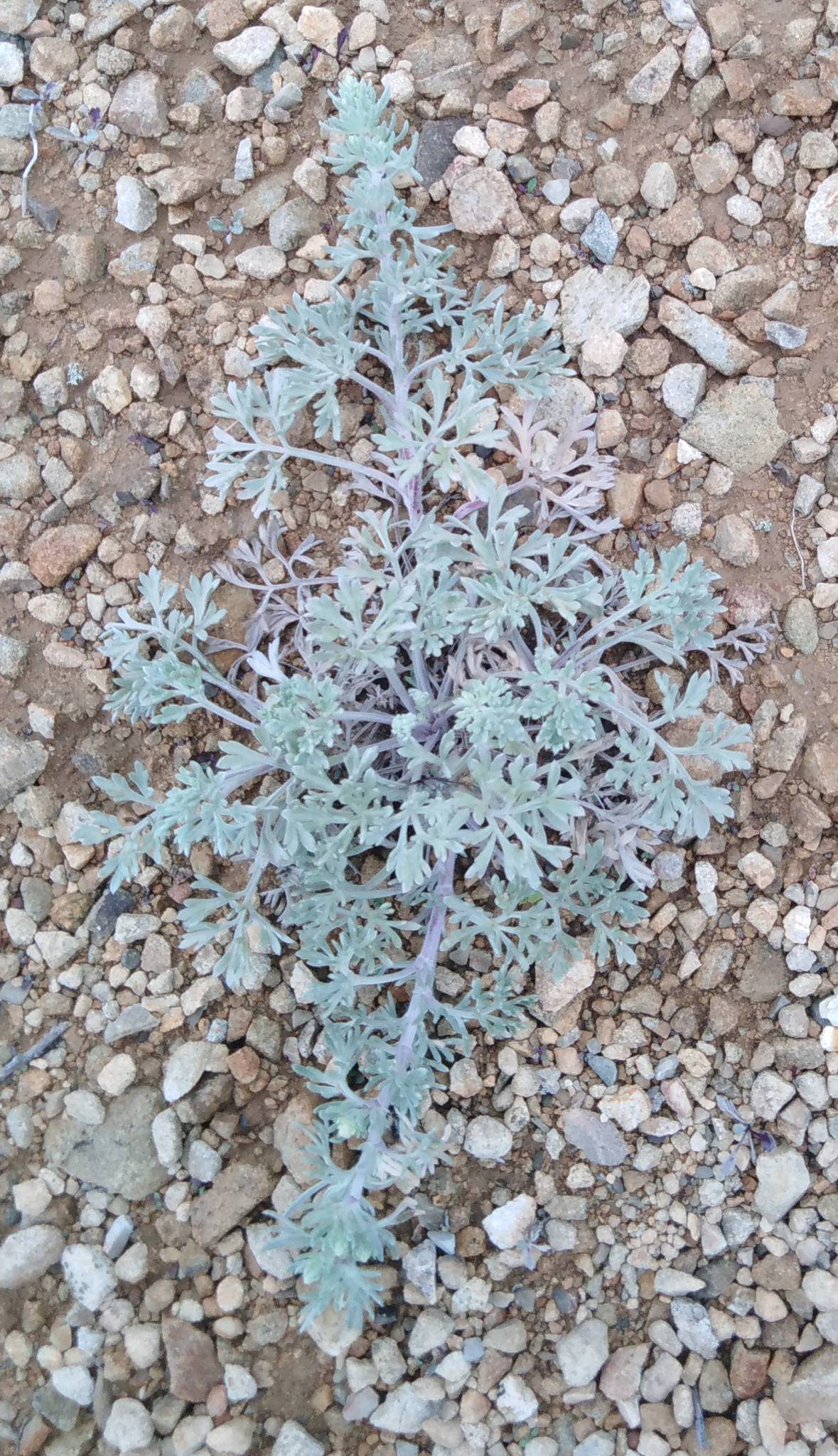
Artemisia pannosa
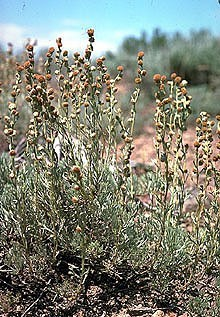
Artemisia papposa
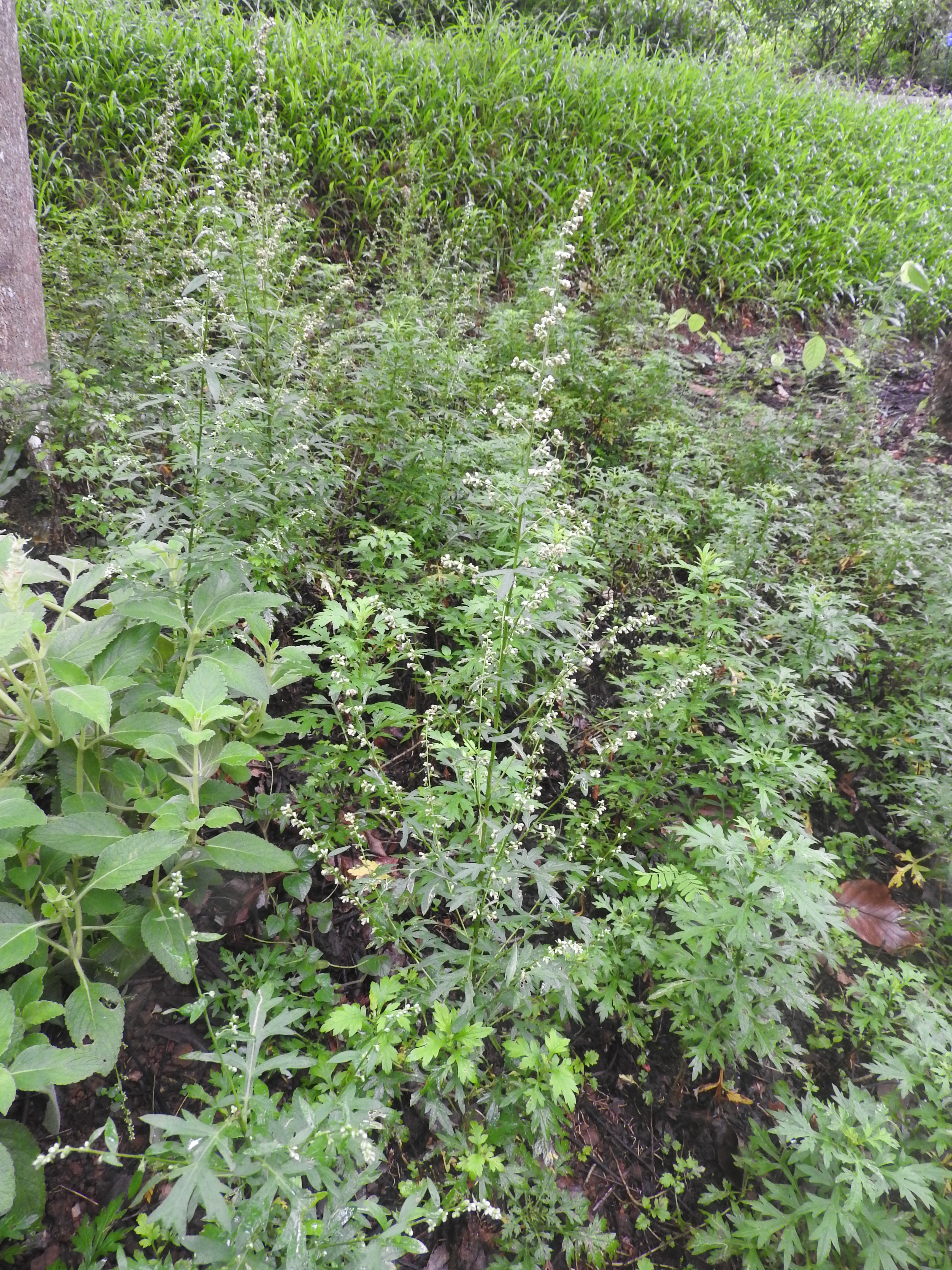
Artemisia parviflora
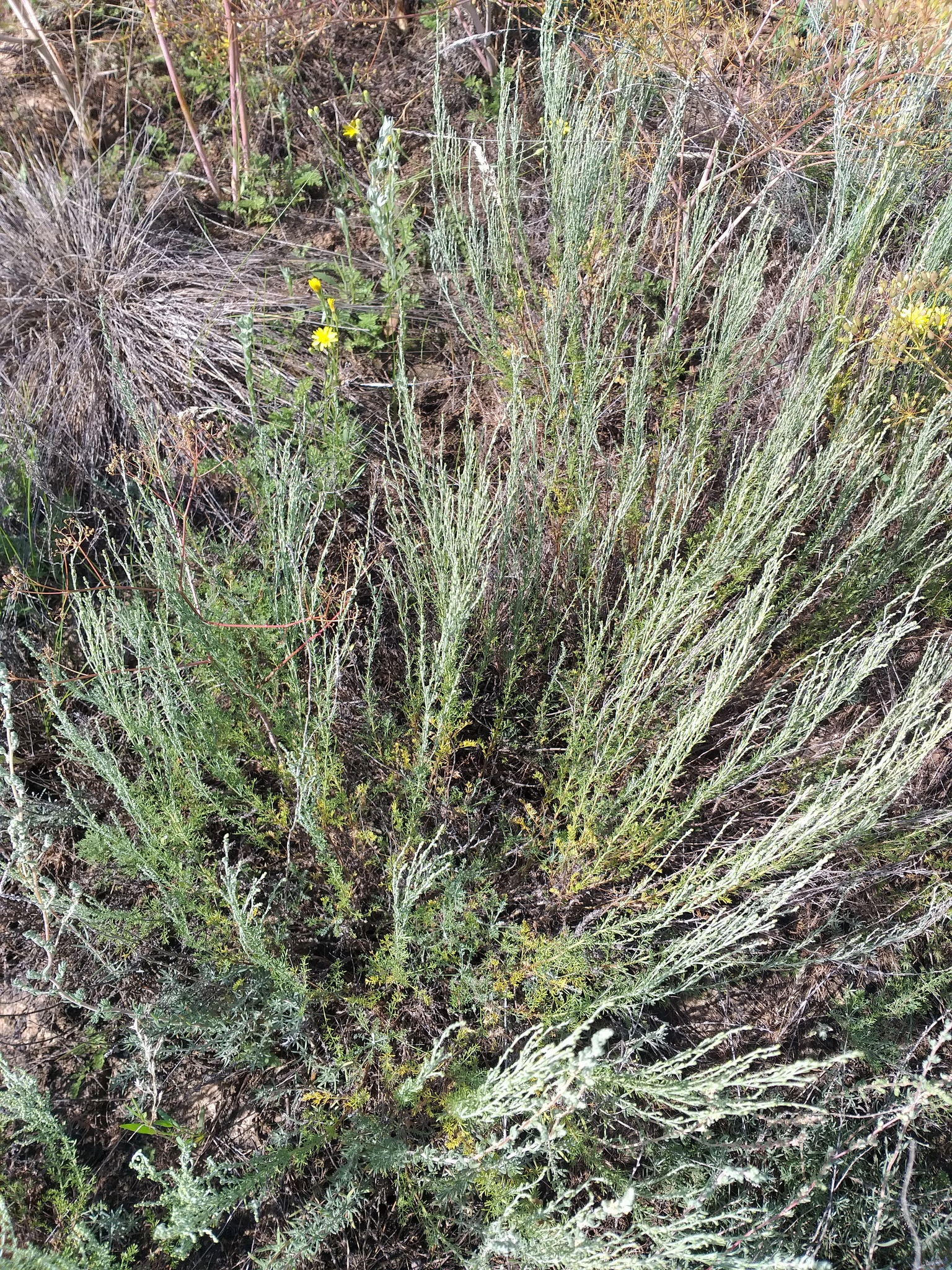
Artemisia pauciflora
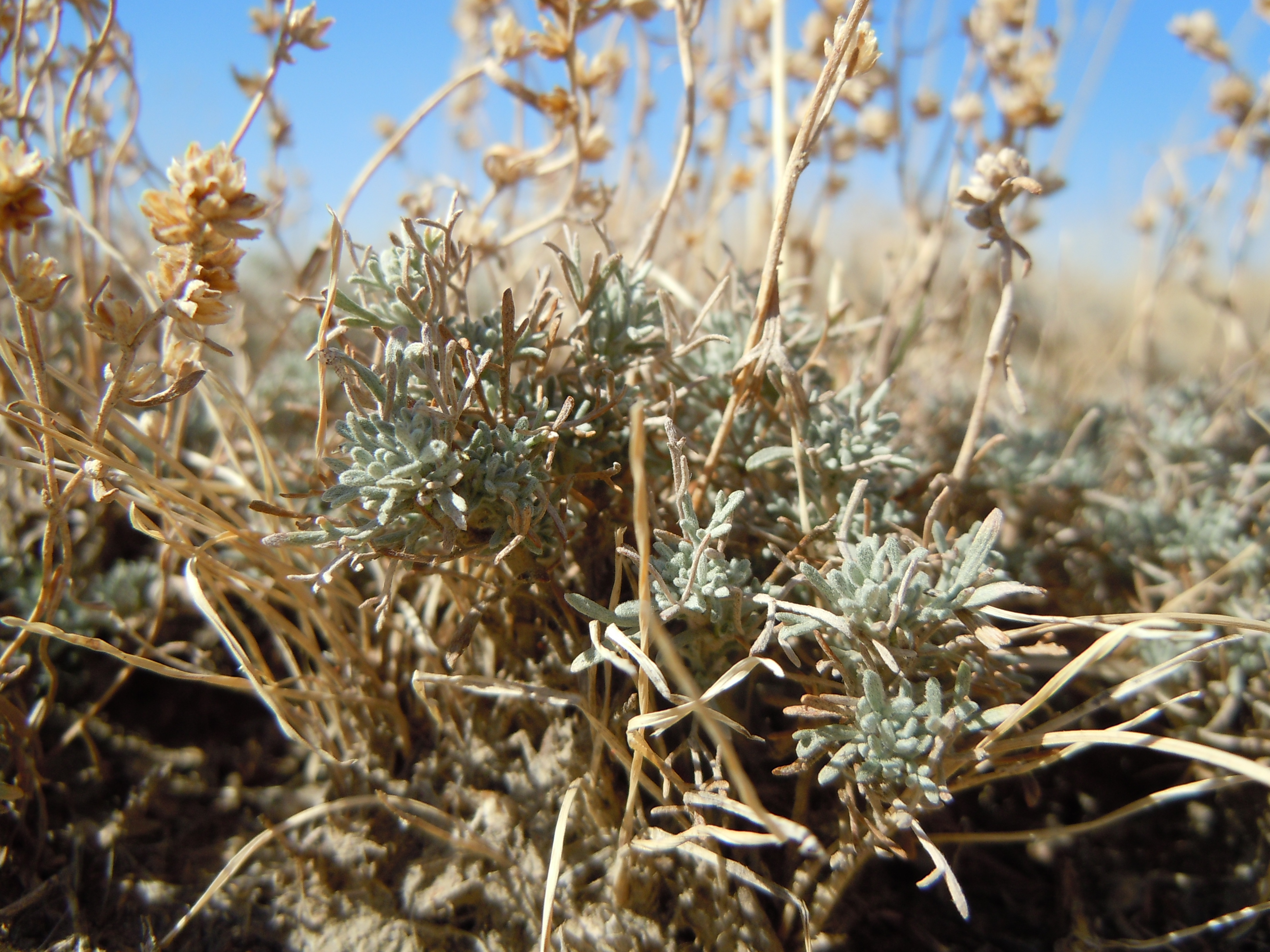
Artemisia pedatifida
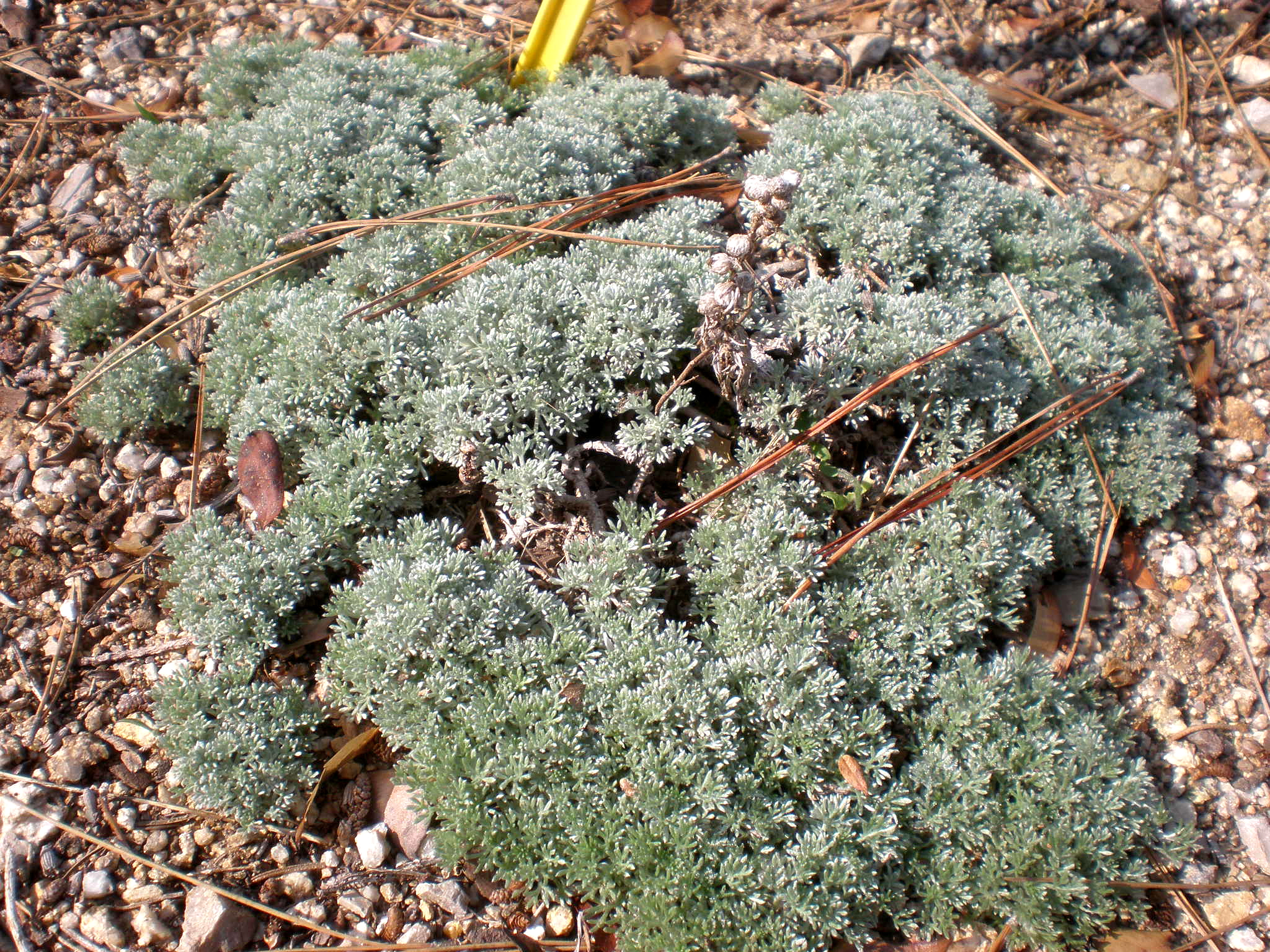
Artemisia pedemontana
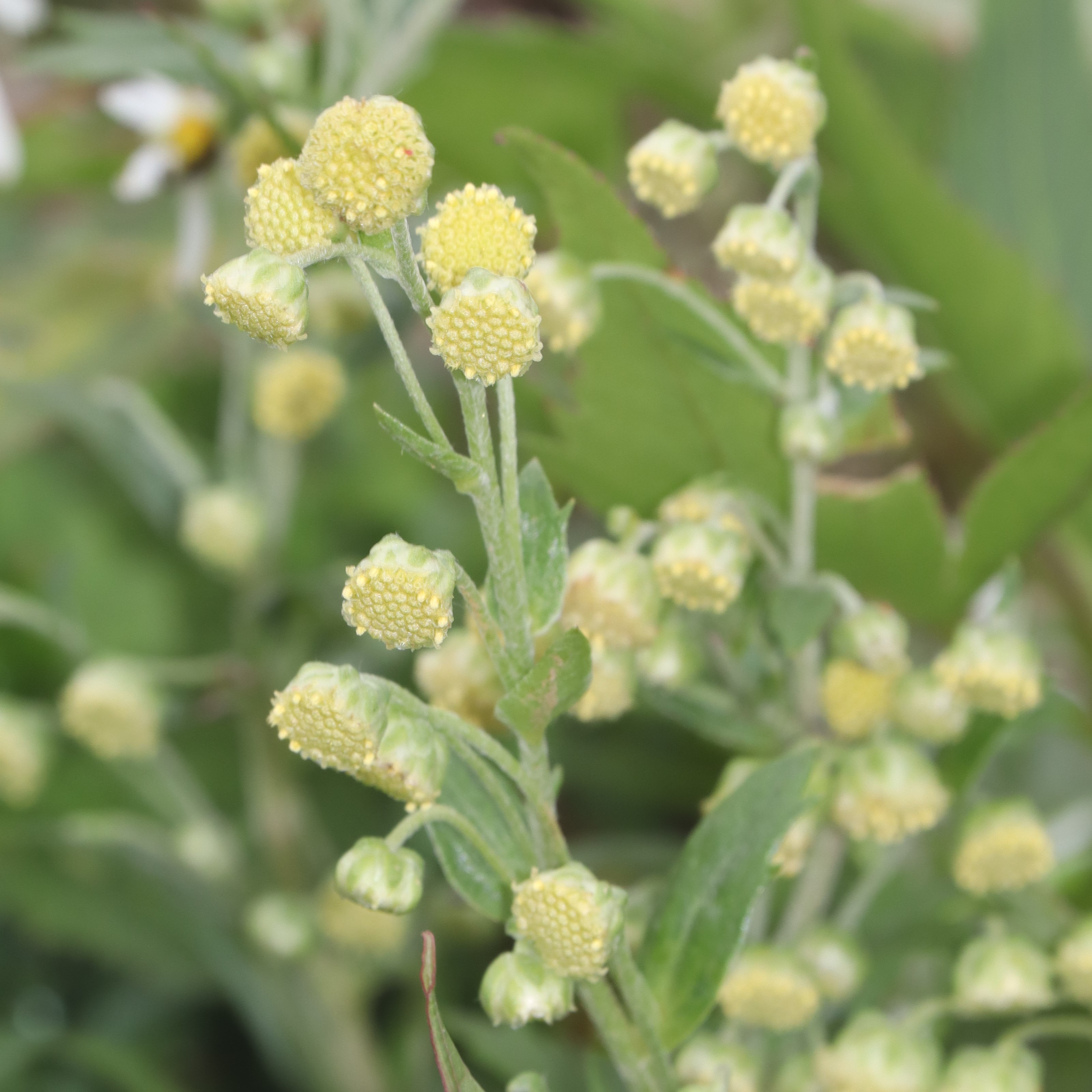
Artemisia pedunculosa
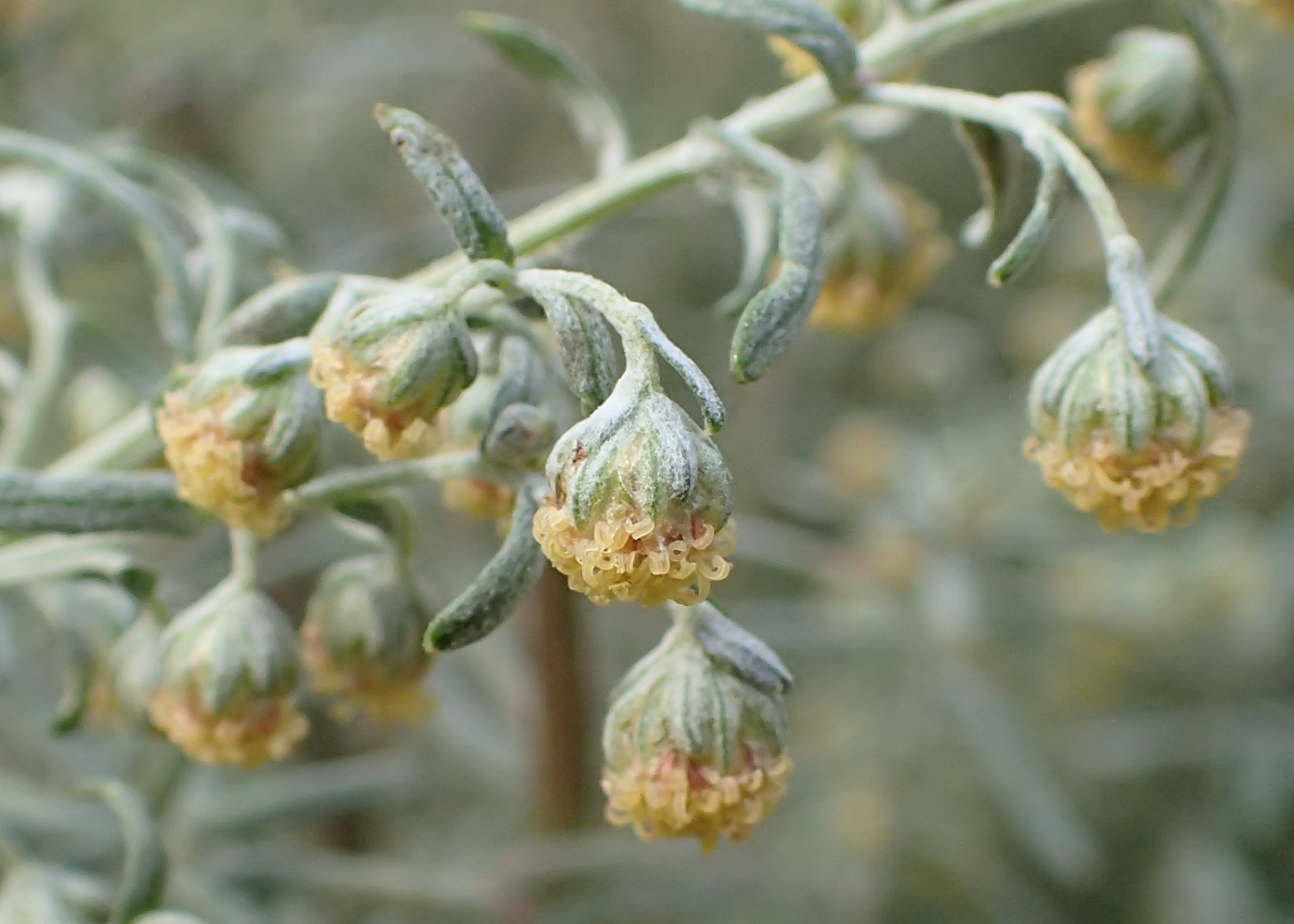
Artemisia pontica
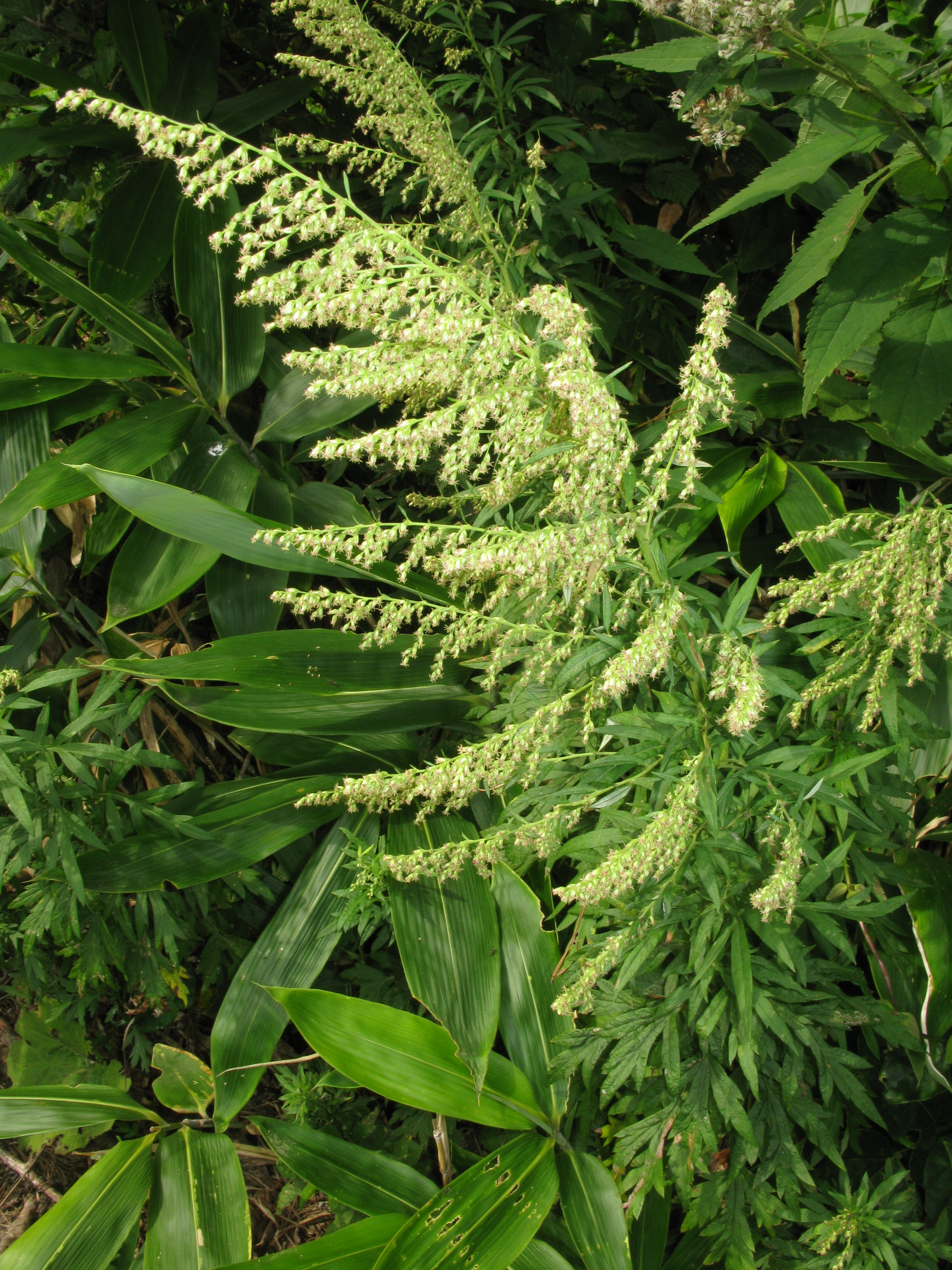
Artemisia princeps
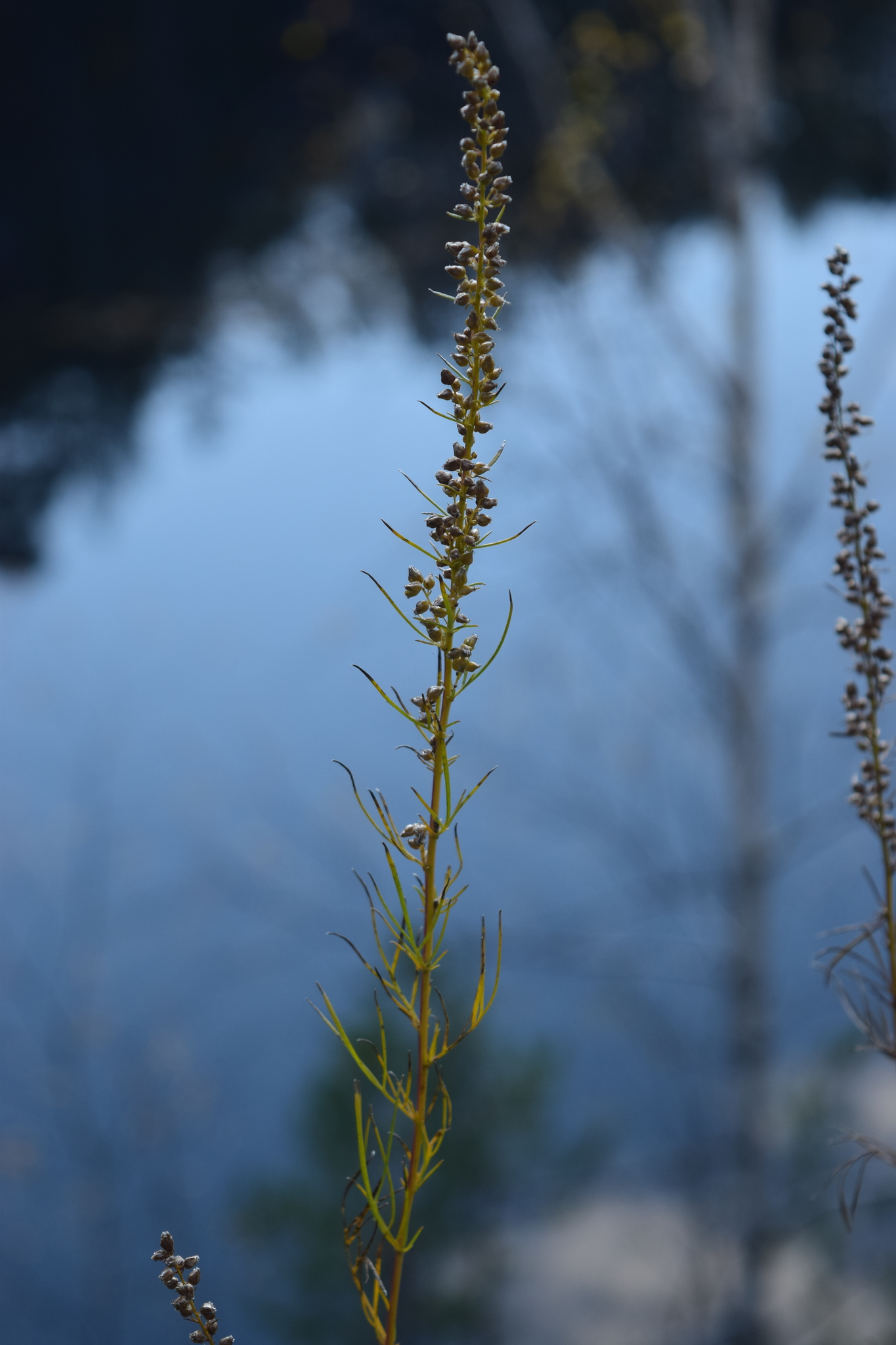
Artemisia pubescens
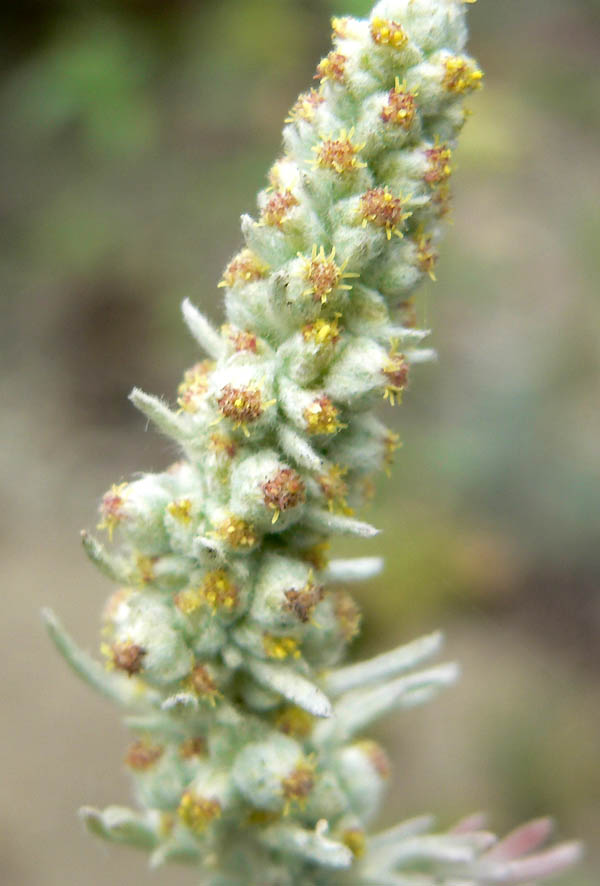
Artemisia pycnocephala
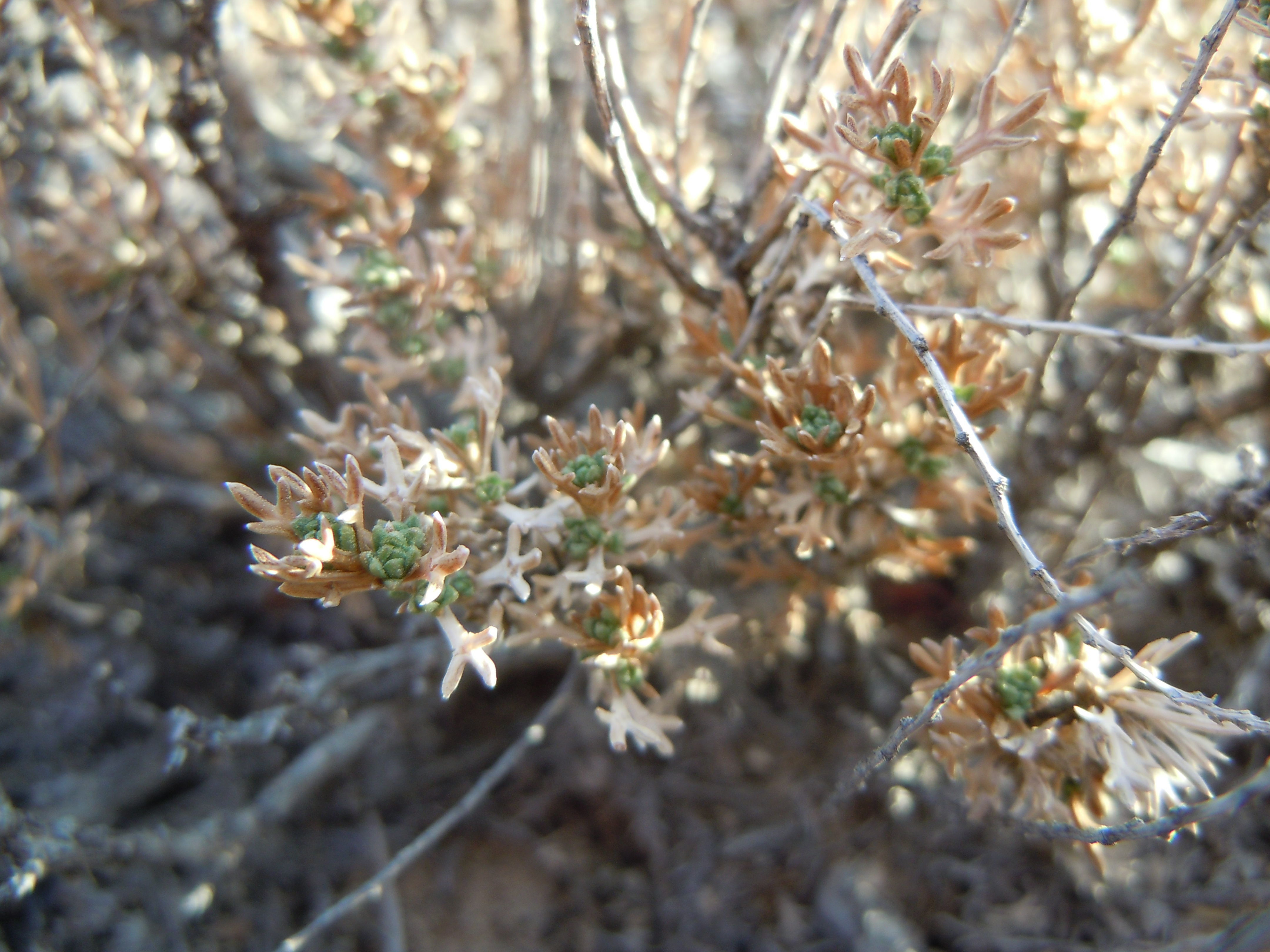
Artemisia pygmaea

## Q
- Artemisia qingheensis G.Z.Jin
- Artemisia qinlingensis  Y.Ling & Y.R.Ling
- Artemisia quettensis  Podlech
- Artemisia quinqueloba  Trautv.

## R
- Artemisia radicans Kupr.
- Artemisia ramosa C.Sm. ex Link
- Artemisia remosa Sugaw.
- Artemisia remotiloba Krasch. ex Poljakov
- Artemisia reptans C.Sm.
- Artemisia rhodantha Rupr.
- Artemisia richardsoniana Besser
- Artemisia rigida (Nutt.) A.Gray
- Artemisia robusta (Pamp.) Y.Ling & Y.R.Ling
- Artemisia rosthornii Pamp.
- Artemisia rothrockii A.Gray
- Artemisia roxburghiana Besser
- Artemisia rubripes Nakai
- Artemisia rupestris L.
- Artemisia ruthiae (A.H.Holmgren, L.M.Shultz & Lowrey) Sòn.Garcia, Garnatje, McArthur, Pellicer, S.C.Sand
- Artemisia rutifolia Stephan ex Spreng.

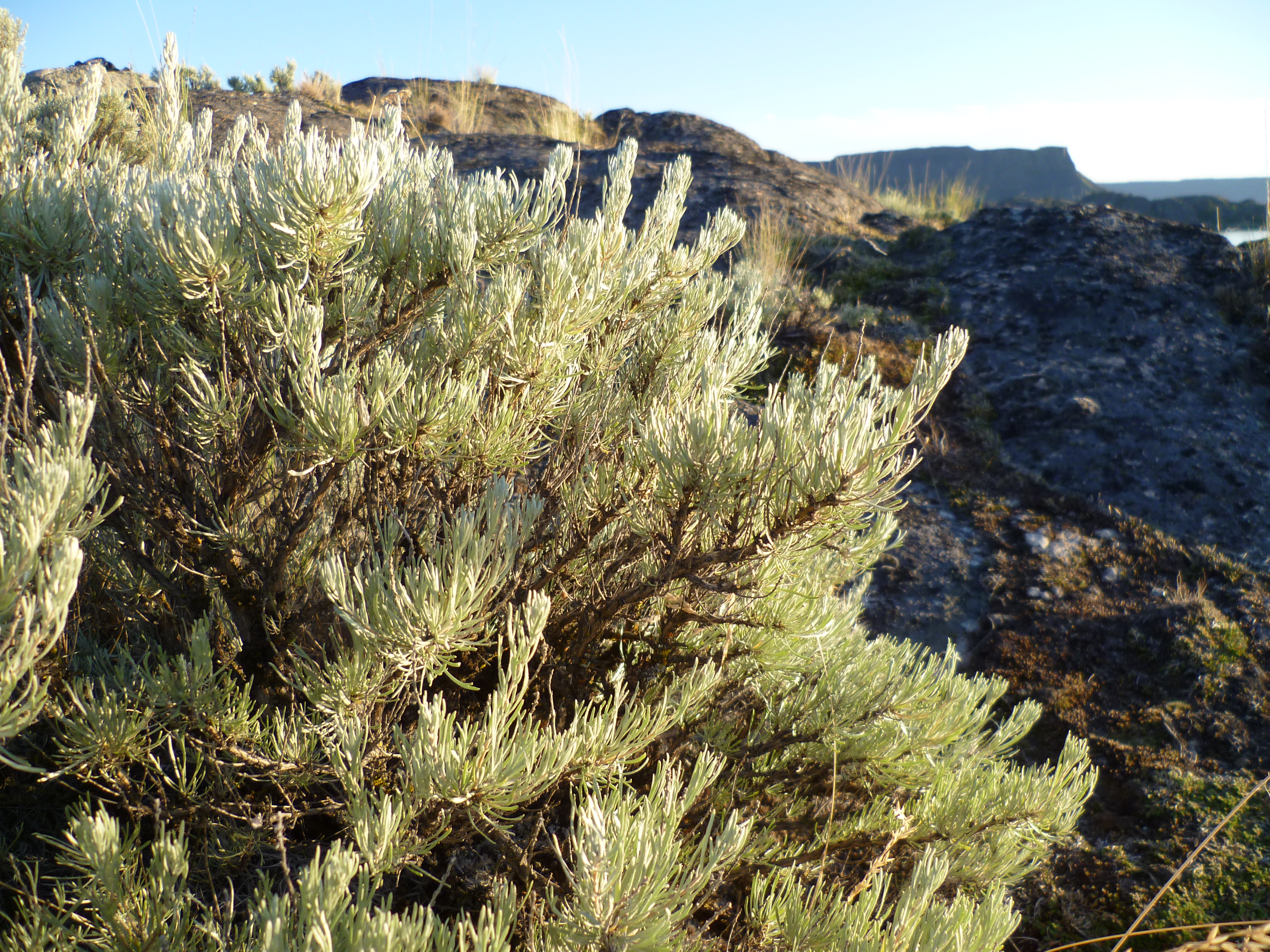
Artemisia rigida
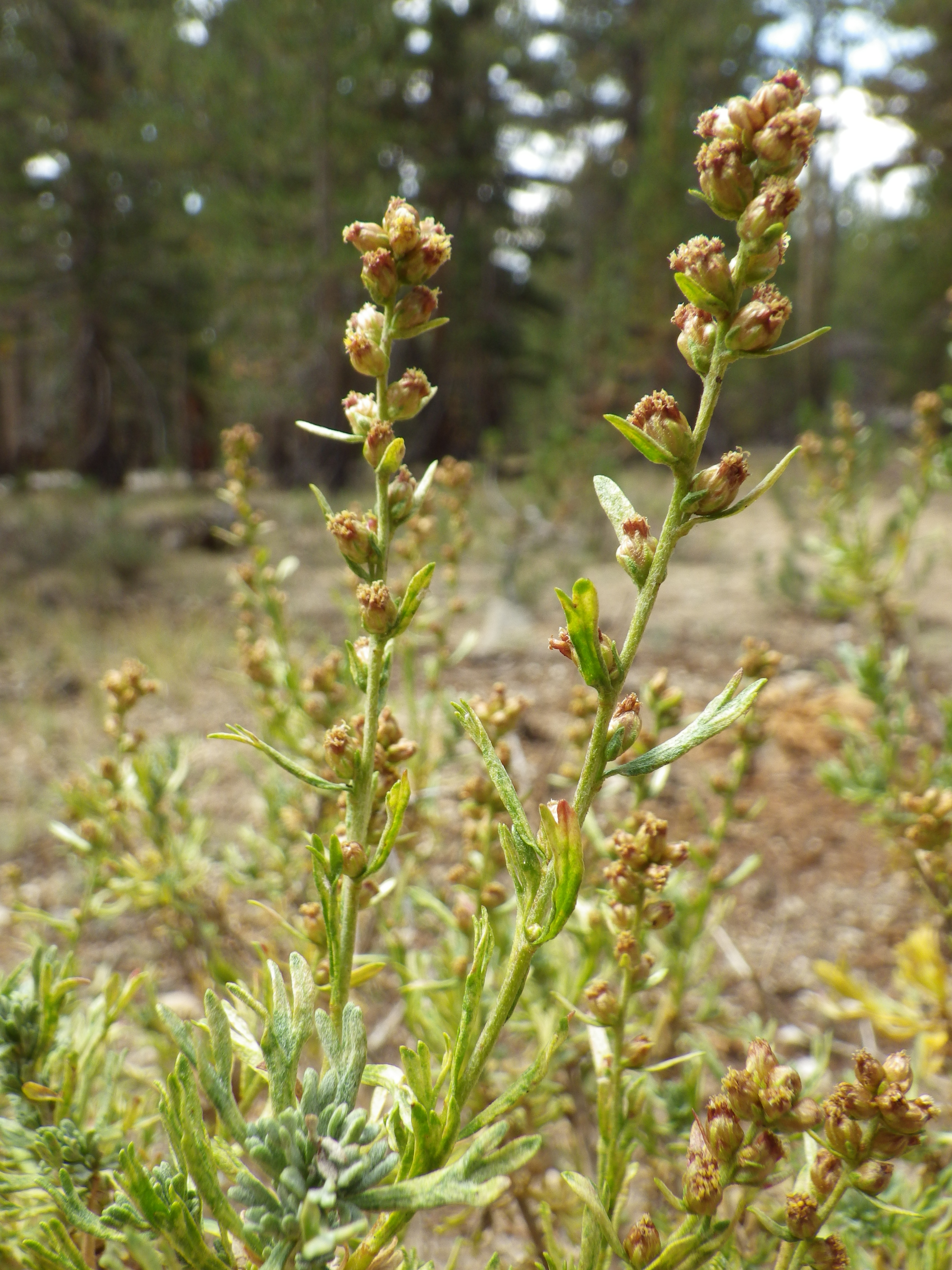
Artemisia rothrockii
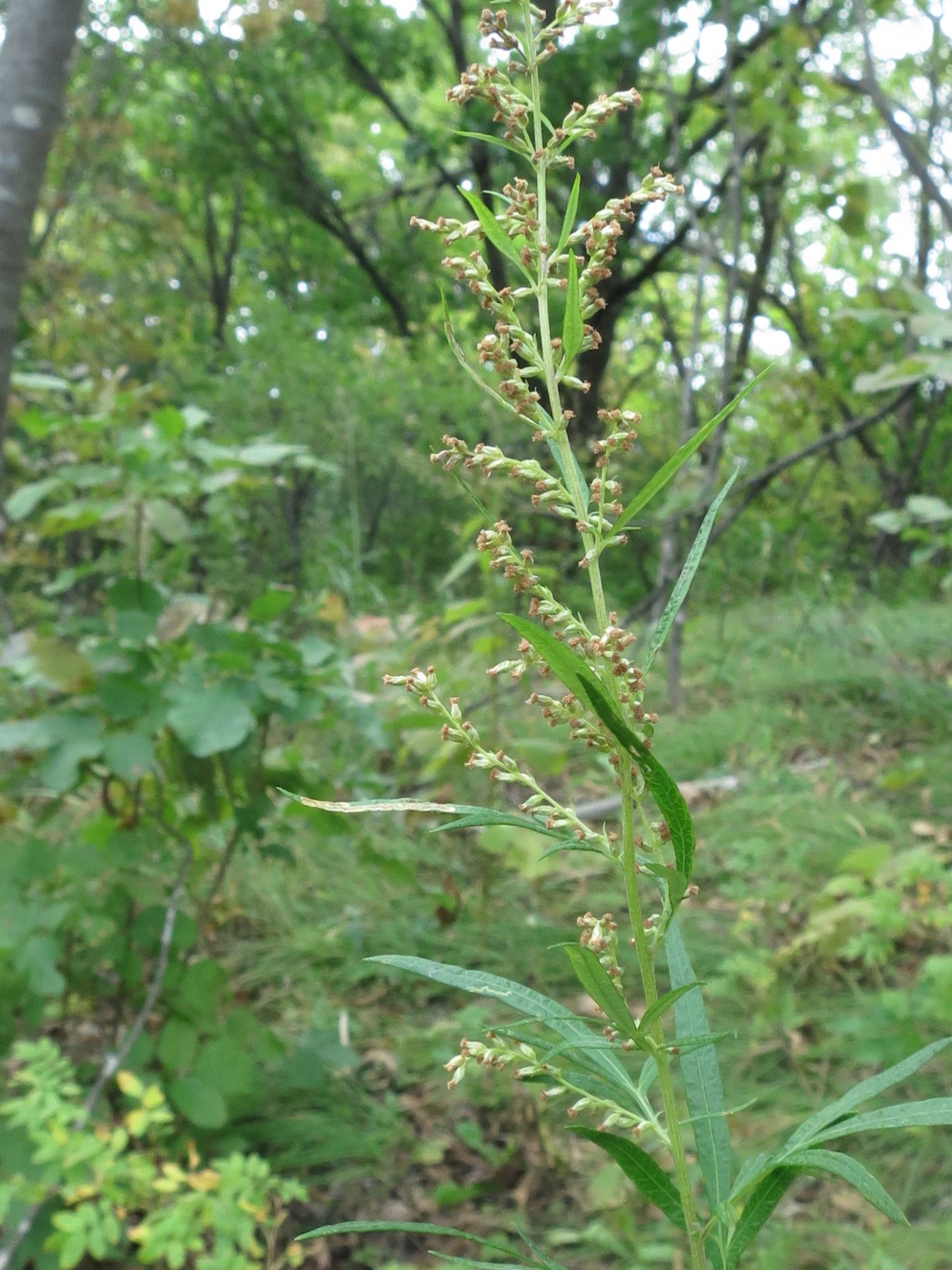
Artemisia rubripes
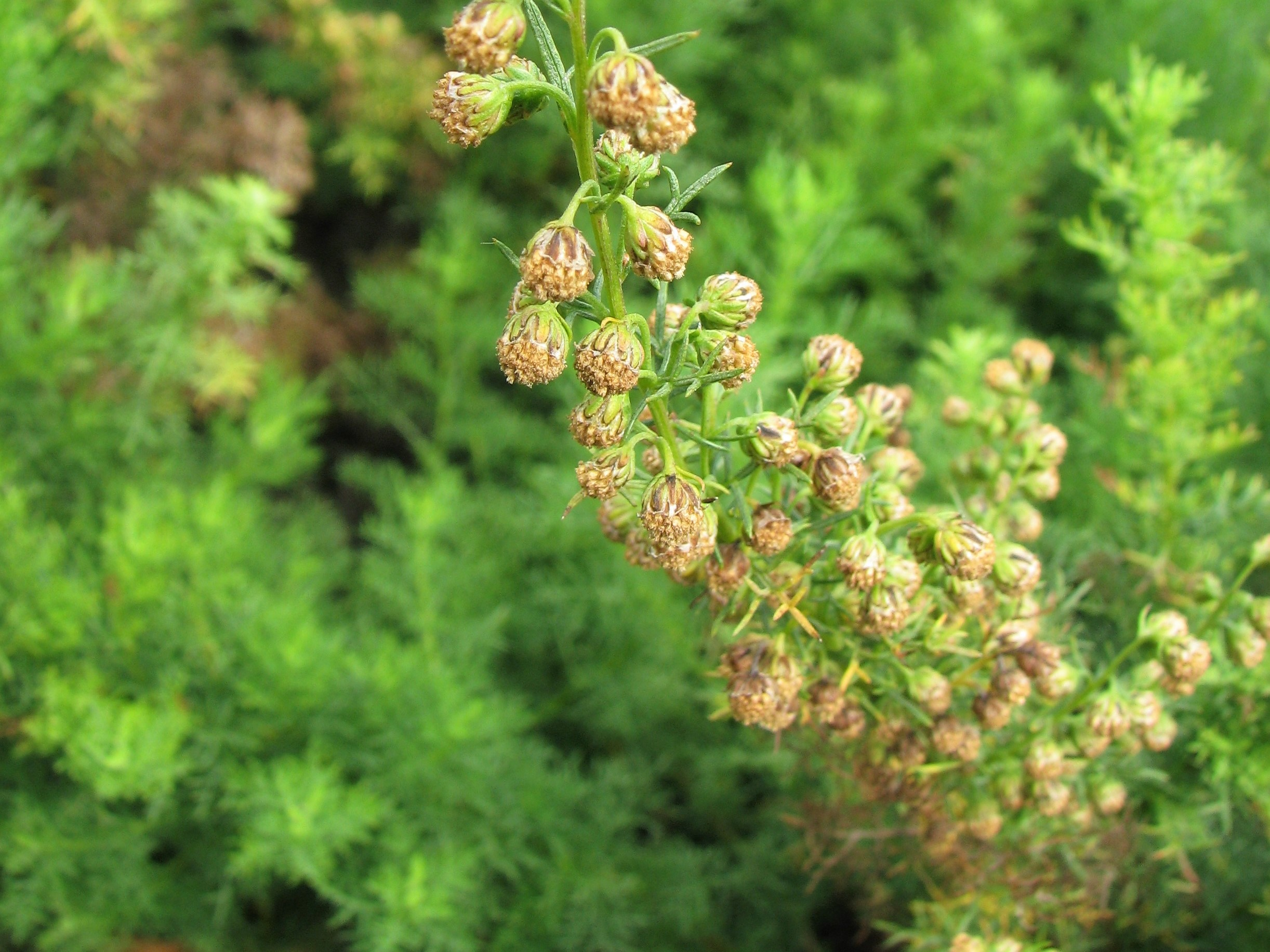
Artemisia rupestris

## S
- Artemisia saharae Pomel
- Artemisia saissanica (Krasch.) Filatova
- Artemisia saitoana Kitam.
- Artemisia salsoloides Willd.
- Artemisia samoiedorum Pamp.
- Artemisia santolina Schrenk
- Artemisia santonicum L.
- Artemisia saposhnikovii Krasch. ex Poljakov
- Artemisia saurensis Kupr.
- Artemisia sawanensis (Y.R.Ling & Humphries) ined.
- Artemisia schimperi Sch.Bip. ex Engl.
- Artemisia schmidtiana Maxim.
- Artemisia schrenkiana Ledeb.
- Artemisia scoparia Waldst. & Kit.
- Artemisia scopiformis Ledeb.
- Artemisia scopulorum A.Gray
- Artemisia scotina Nevski
- Artemisia selengensis Turcz. ex Besser
- Artemisia semiarida (Krasch. & Lavrenko) Filatova
- Artemisia senjavinensis Besser
- Artemisia sericea (Besser) Weber ex Stechm.
- Artemisia serrata Nutt.
- Artemisia shangnanensis Y.Ling & Y.R.Ling
- Artemisia shennongjiaensis Y.Ling & Y.R.Ling
- Artemisia sichuanensis Y.Ling & Y.R.Ling
- Artemisia sieberi Besser
- Artemisia sieversiana Ehrh. ex Willd.
- Artemisia simplex (A.Nelson) Sòn.Garcia, Garnatje, McArthur, Pellicer, S.C.Sand
- Artemisia simulans Pamp.
- Artemisia sinanensis Y.Yabe
- Artemisia skorniakovii C.Winkl.
- Artemisia smithii Mattf.
- Artemisia sodiroi Hieron.
- Artemisia somae Hayata
- Artemisia songarica Schrenk ex Fisch. & C.A.Mey.
- Artemisia speciosa (Pamp.) Y.Ling & Y.R.Ling
- Artemisia sphaerocephala Krasch.
- Artemisia spiciformis Osterh.
- Artemisia spicigera K.Koch
- Artemisia spinescens D.C.Eaton
- Artemisia splendens Willd.
- Artemisia stechmanniana Besser
- Artemisia stelleriana Besser
- Artemisia stenocephala Krasch. ex Poljakov
- Artemisia stipularis Urb. & Ekman
- Artemisia stracheyi Hook.f. & Thomson ex C.B.Clarke
- Artemisia stricta Edgew.
- Artemisia subarctica Krasch.
- Artemisia subchrysolepis Filatova
- Artemisia sublessingiana (B.Keller) Krasch. ex Poljakov
- Artemisia subsalsa Filatova
- Artemisia subulata Nakai
- Artemisia succulenta Ledeb.
- Artemisia succulentoides Y.Ling & Y.R.Ling
- Artemisia suksdorfii Piper
- Artemisia swatensis Podlech
- Artemisia sylvatica Maxim.
- Artemisia szowitziana (Besser) Grossh.

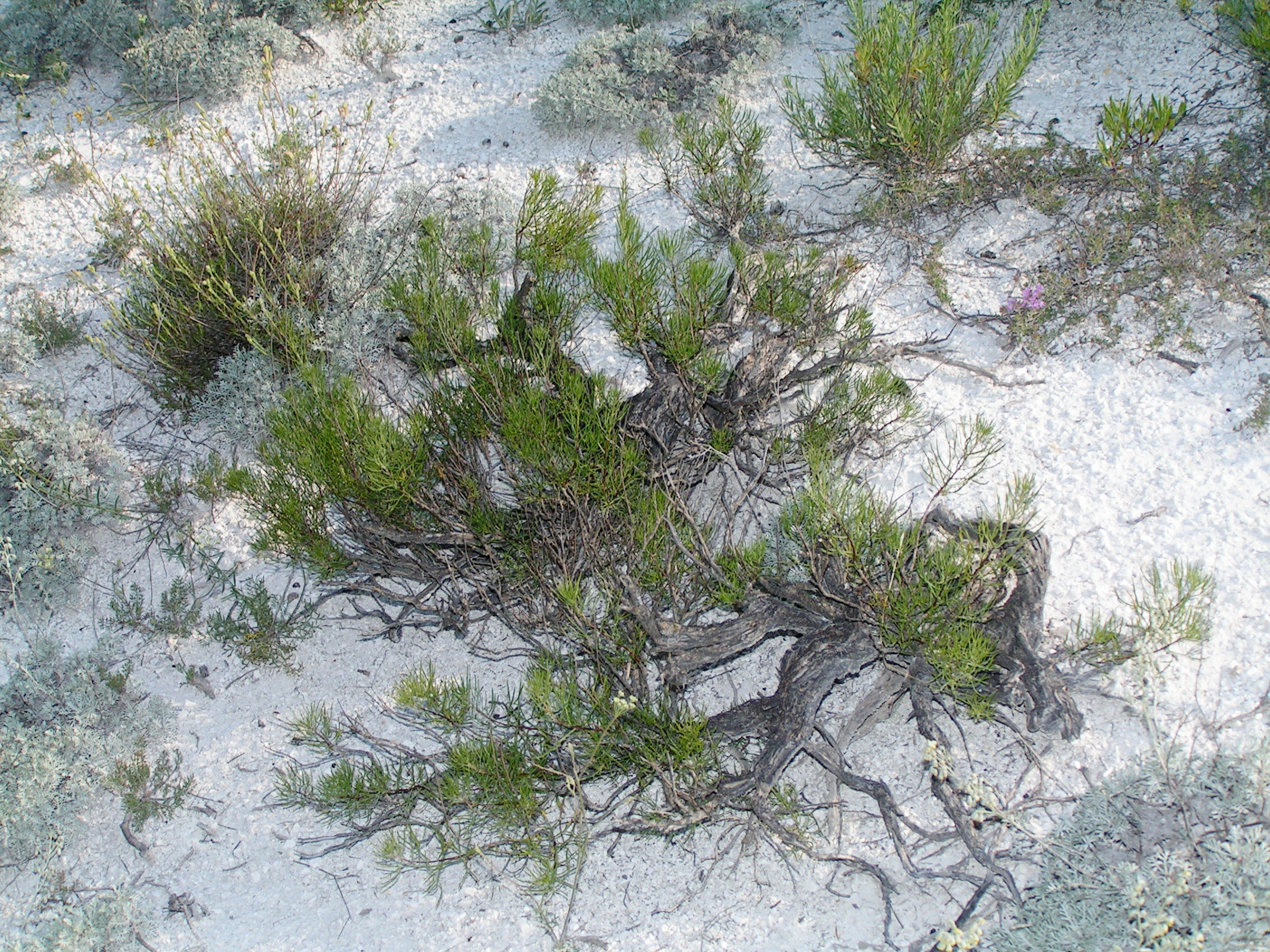
Artemisia salsoloides
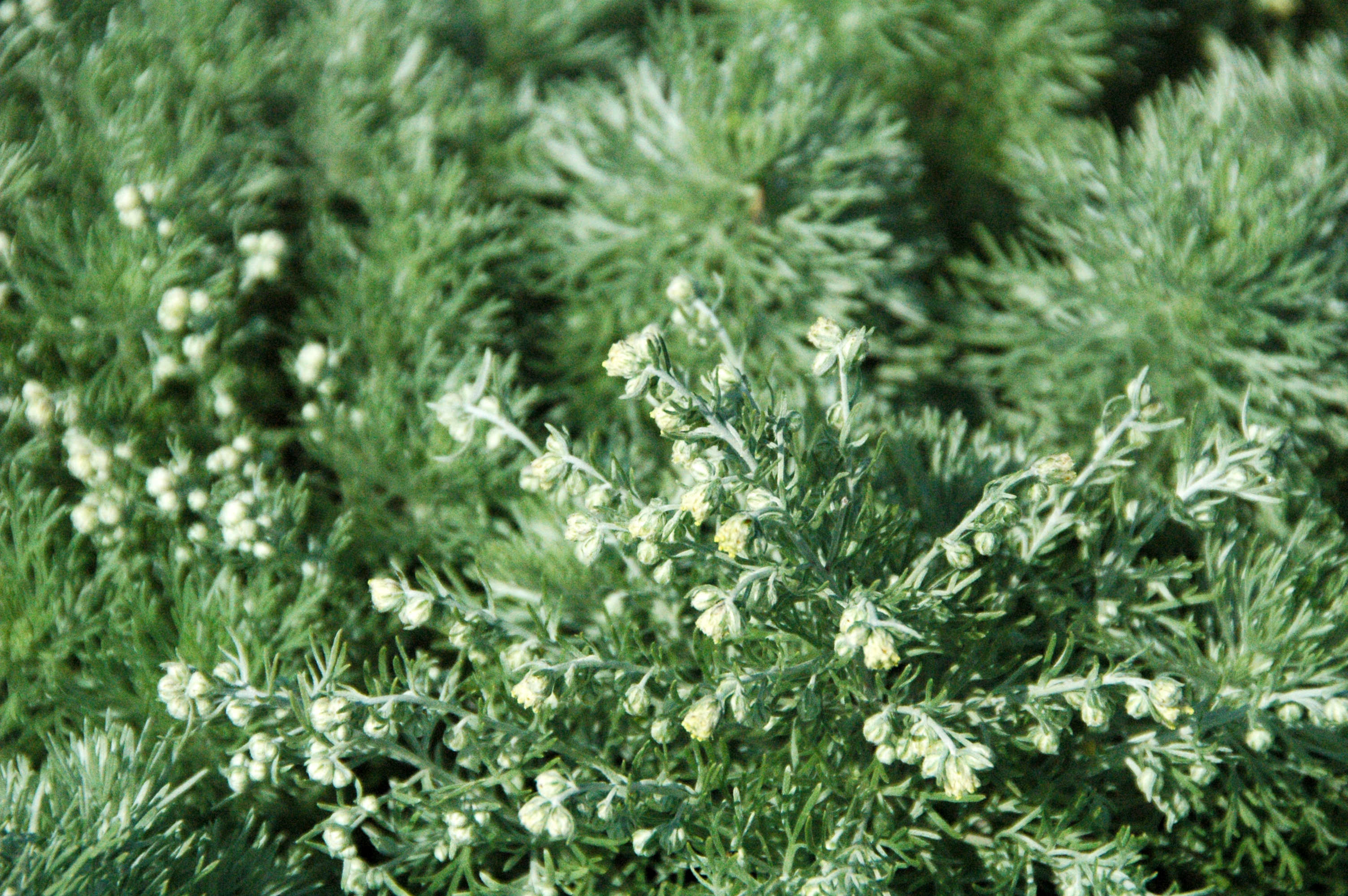
Artemisia schmidtiana
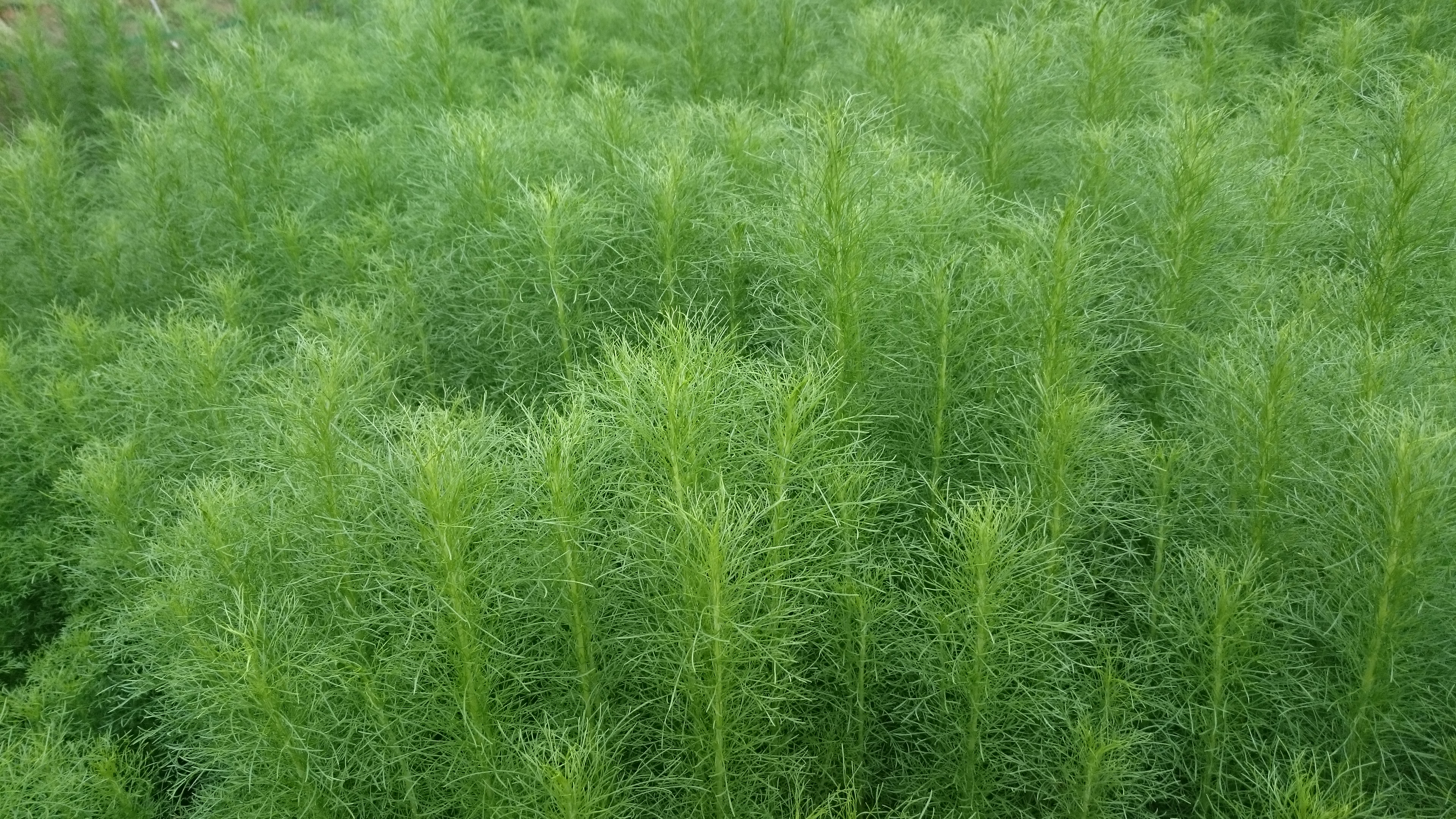
Artemisia scoparia
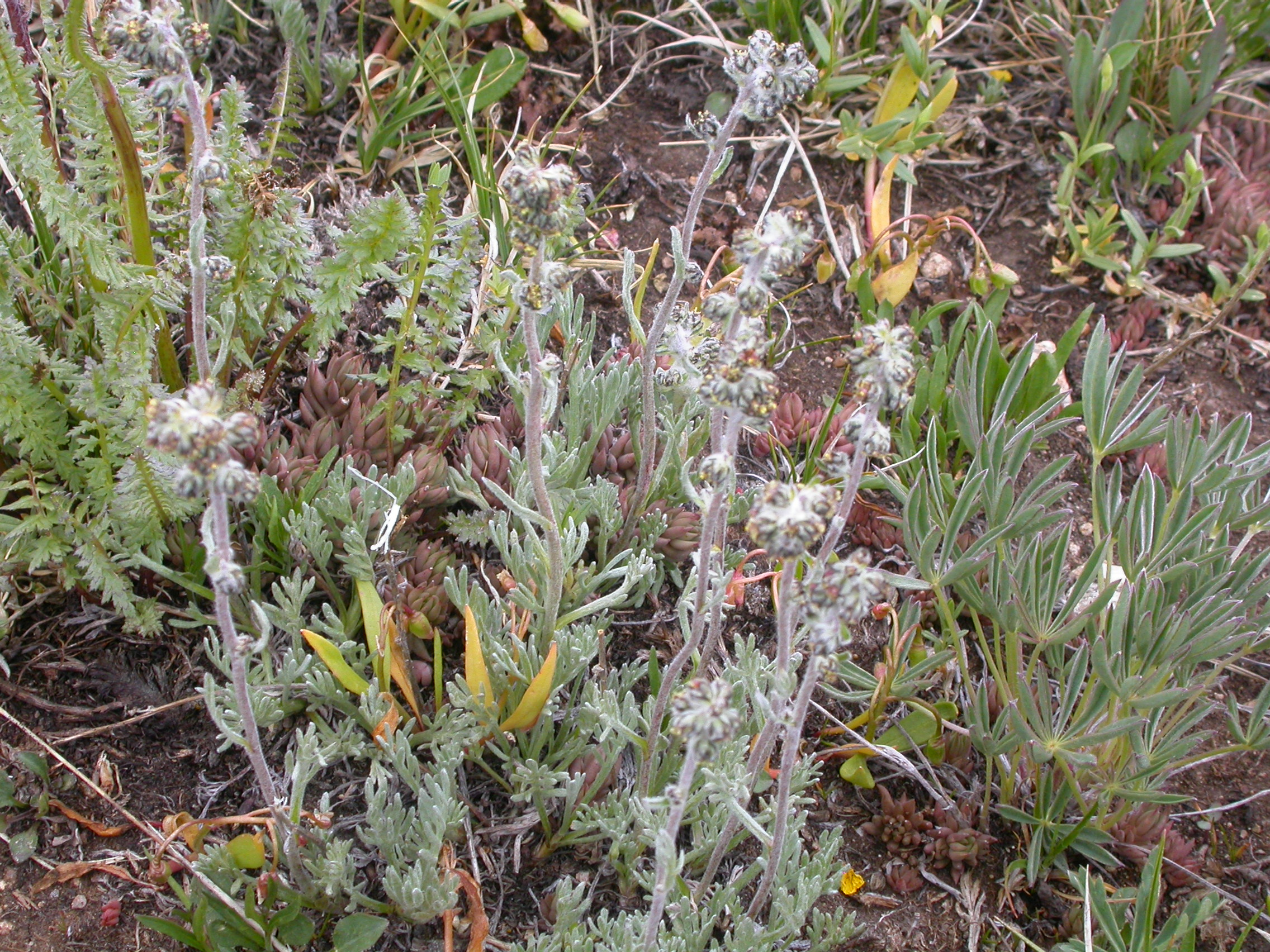
Artemisia scopulorum
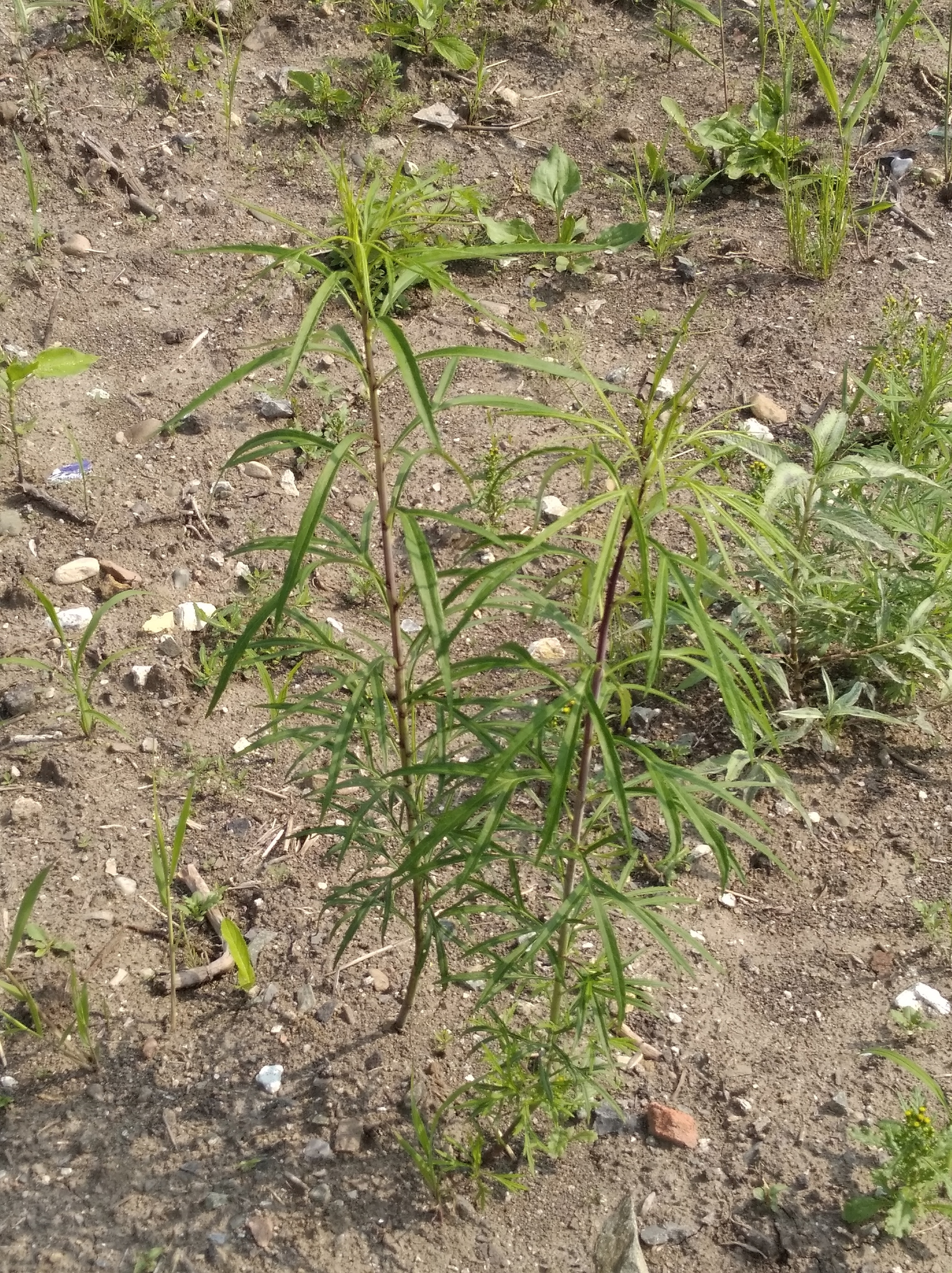
Artemisia selengensis
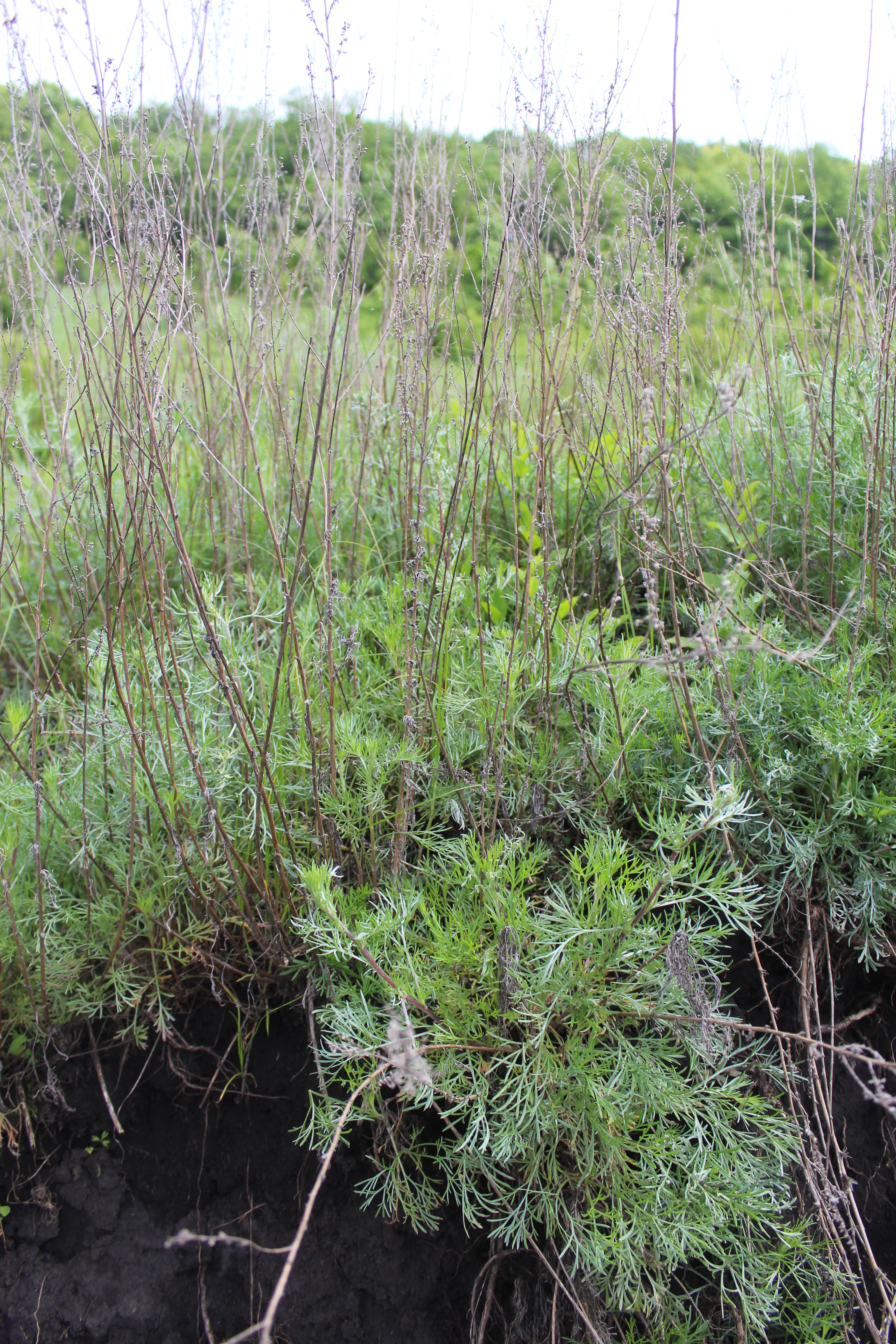
Artemisia sericea
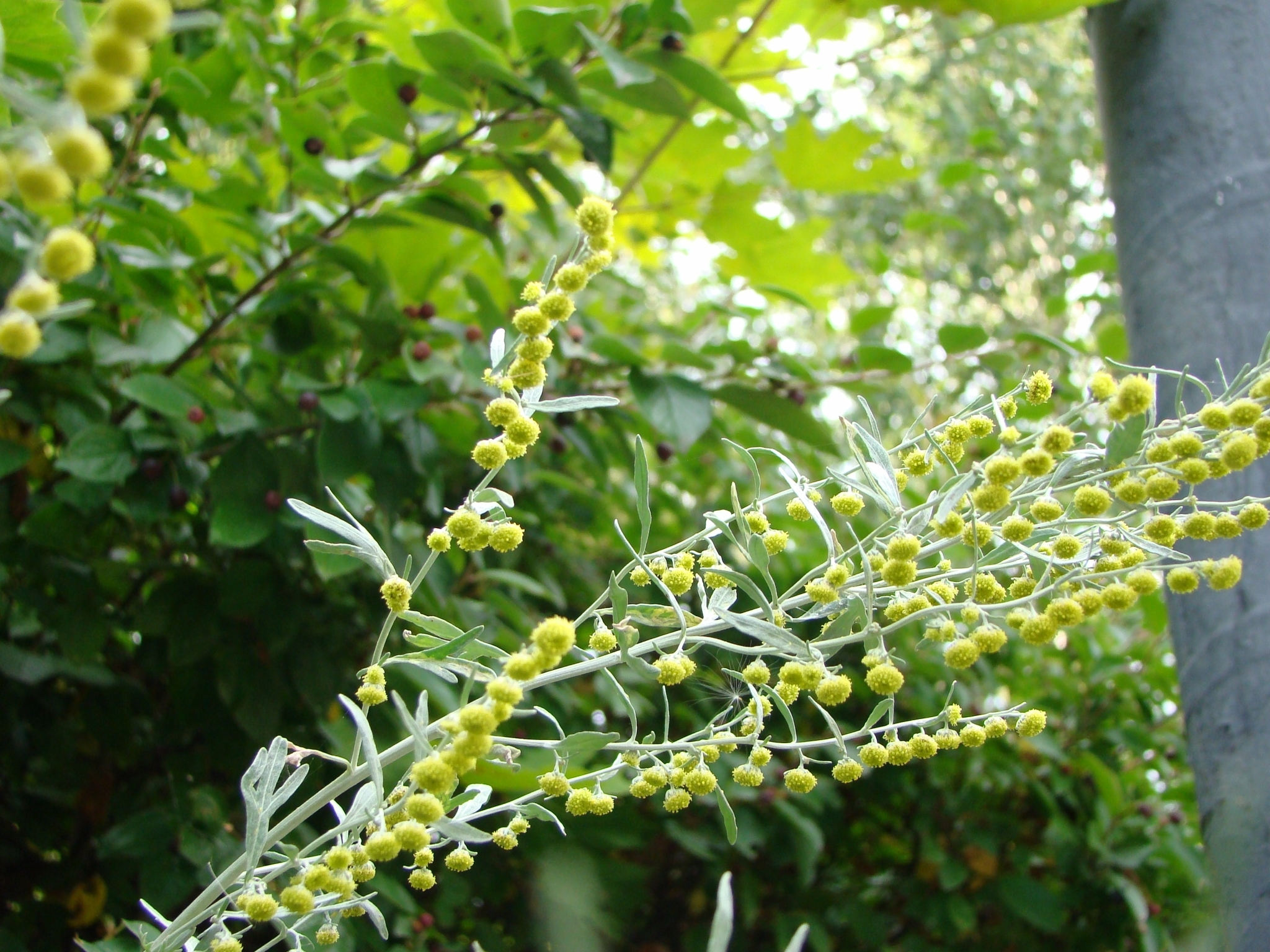
Artemisia sieversiana
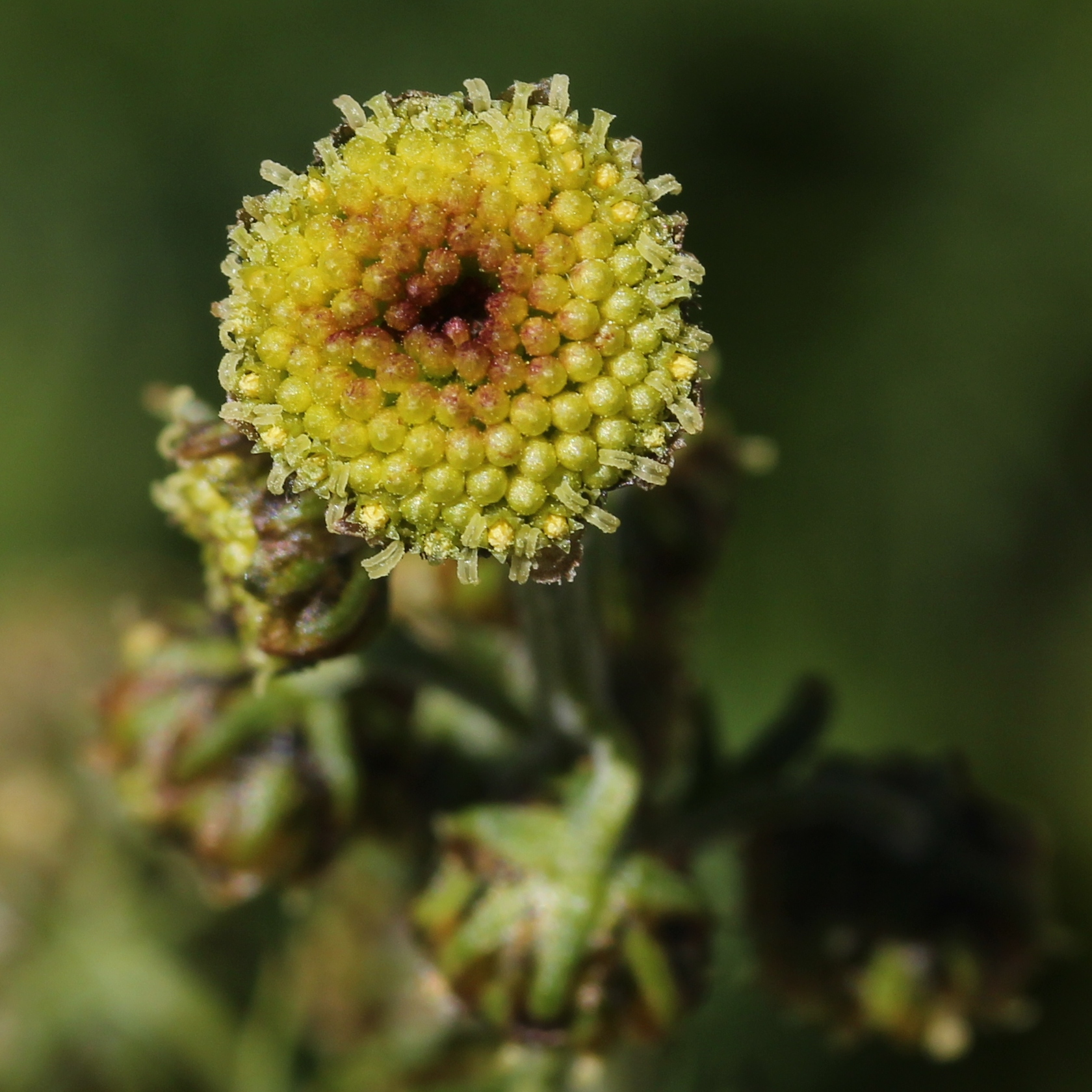
Artemisia sinanensi
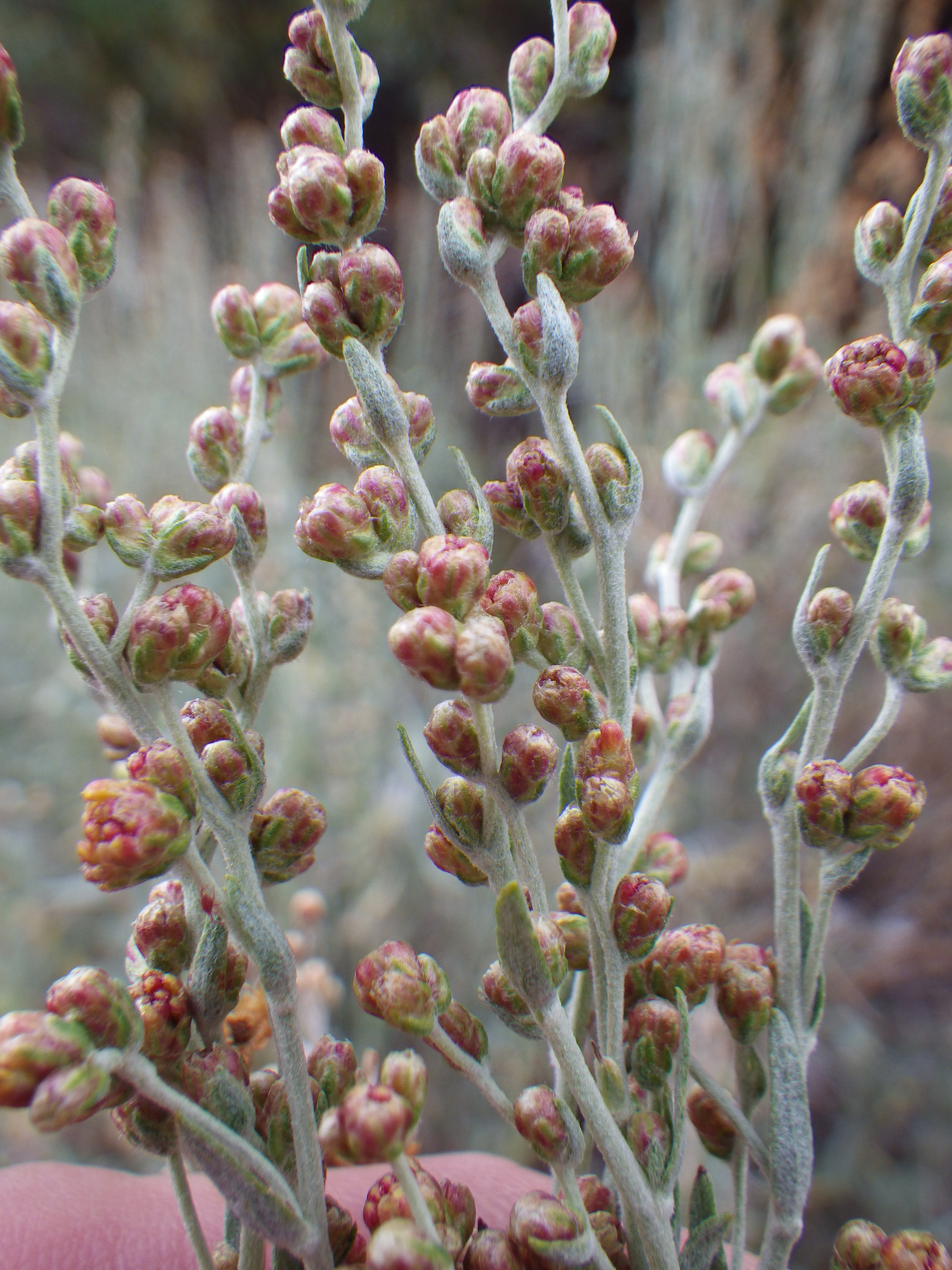
Artemisia spiciformis
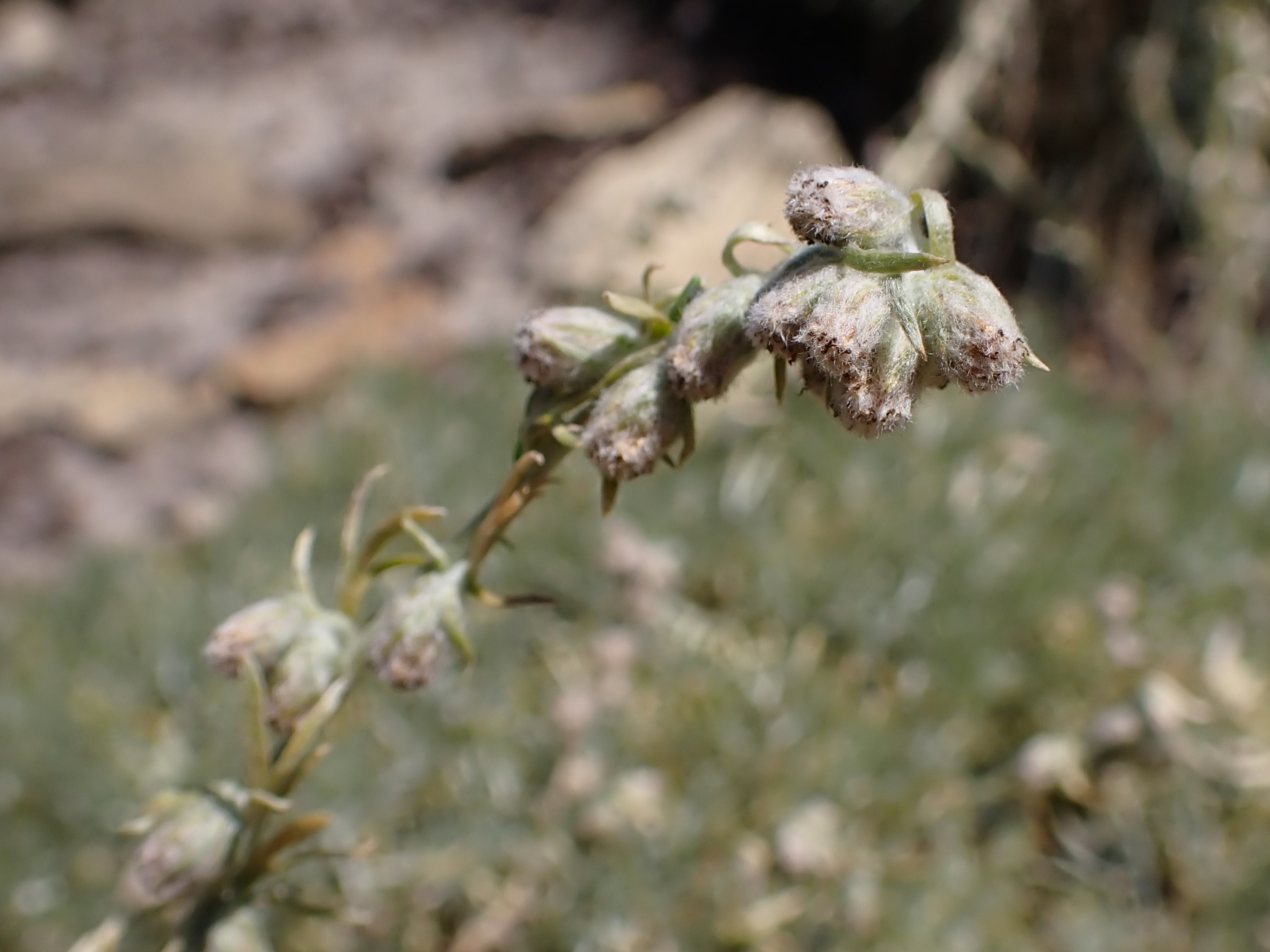
Artemisia splendens
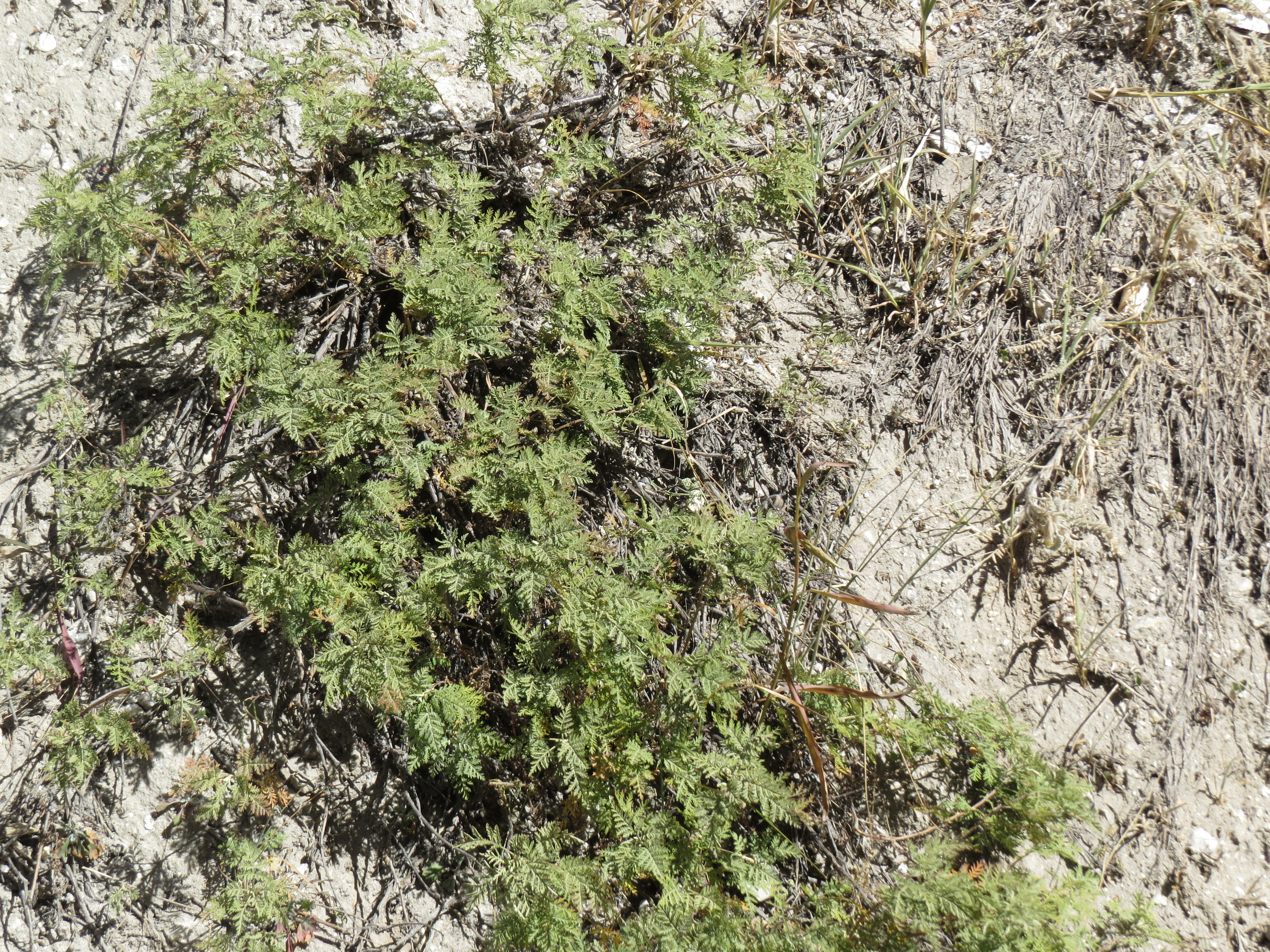
Artemisia stechmanniana
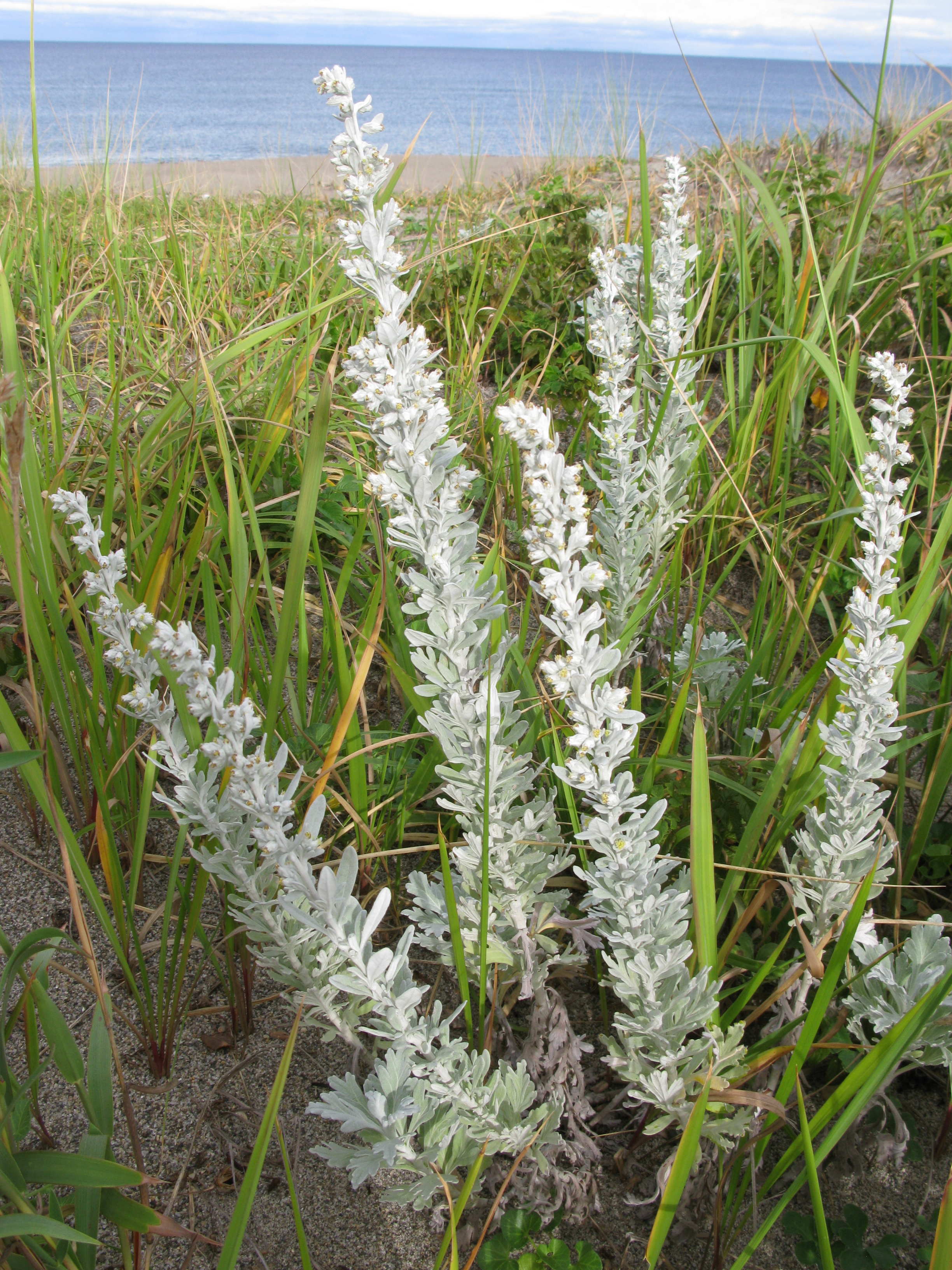
Artemisia stelleriana
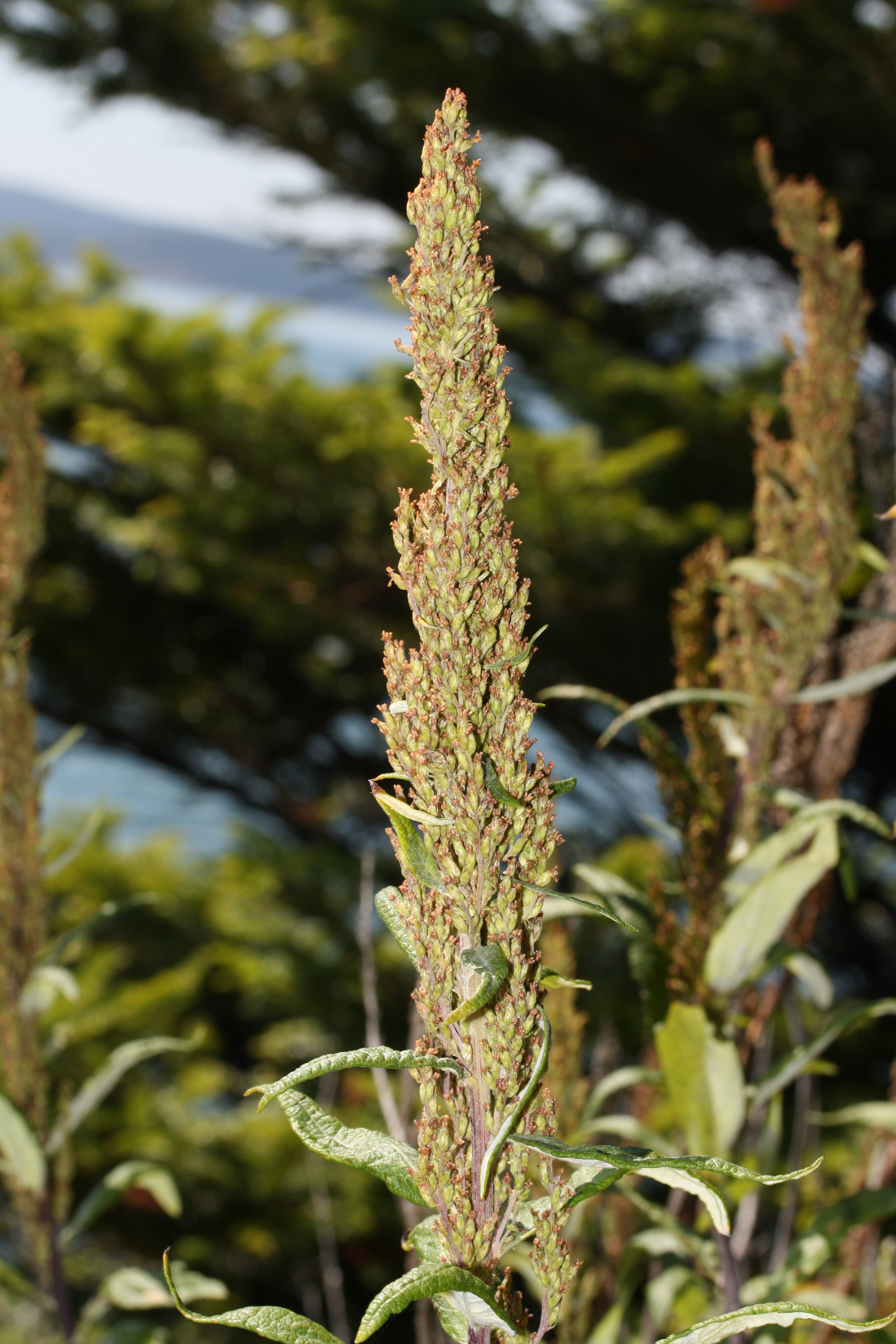
Artemisia suksdorfii

## T
- Artemisia tafelii Mattf.
- Artemisia tainingensis Hand.-Mazz.
- Artemisia tanacetifolia L.
- Artemisia tangutica Pamp.
- Artemisia taurica Willd.
- Artemisia tecti-mundi Podlech
- Artemisia tenuisecta Nevski
- Artemisia terrae-albae Krasch.
- Artemisia thellungiana Pamp.
- Artemisia thomsoniana (C.B.Clarke) Filatova
- Artemisia thuscula Cav.
- Artemisia tianschanica Krasch. ex Poljakov
- Artemisia tilesii Ledeb.
- Artemisia tilhoana Quézel
- Artemisia tomentella Trautv.
- Artemisia tournefortiana Rchb.
- Artemisia transbaicalensis Leonova
- Artemisia transiliensis Poljakov
- Artemisia trautvetteriana Besser
- Artemisia tridactyla Hand.-Mazz.
- Artemisia tridentata Nutt.
- Artemisia tripartita Rydb.
- Artemisia tsugitakaensis (Kitam.) Y.Ling & Y.R.Ling
- Artemisia tukuchaensis Kitam.
- Artemisia turanica Krasch.
- Artemisia turcomanica Gand.

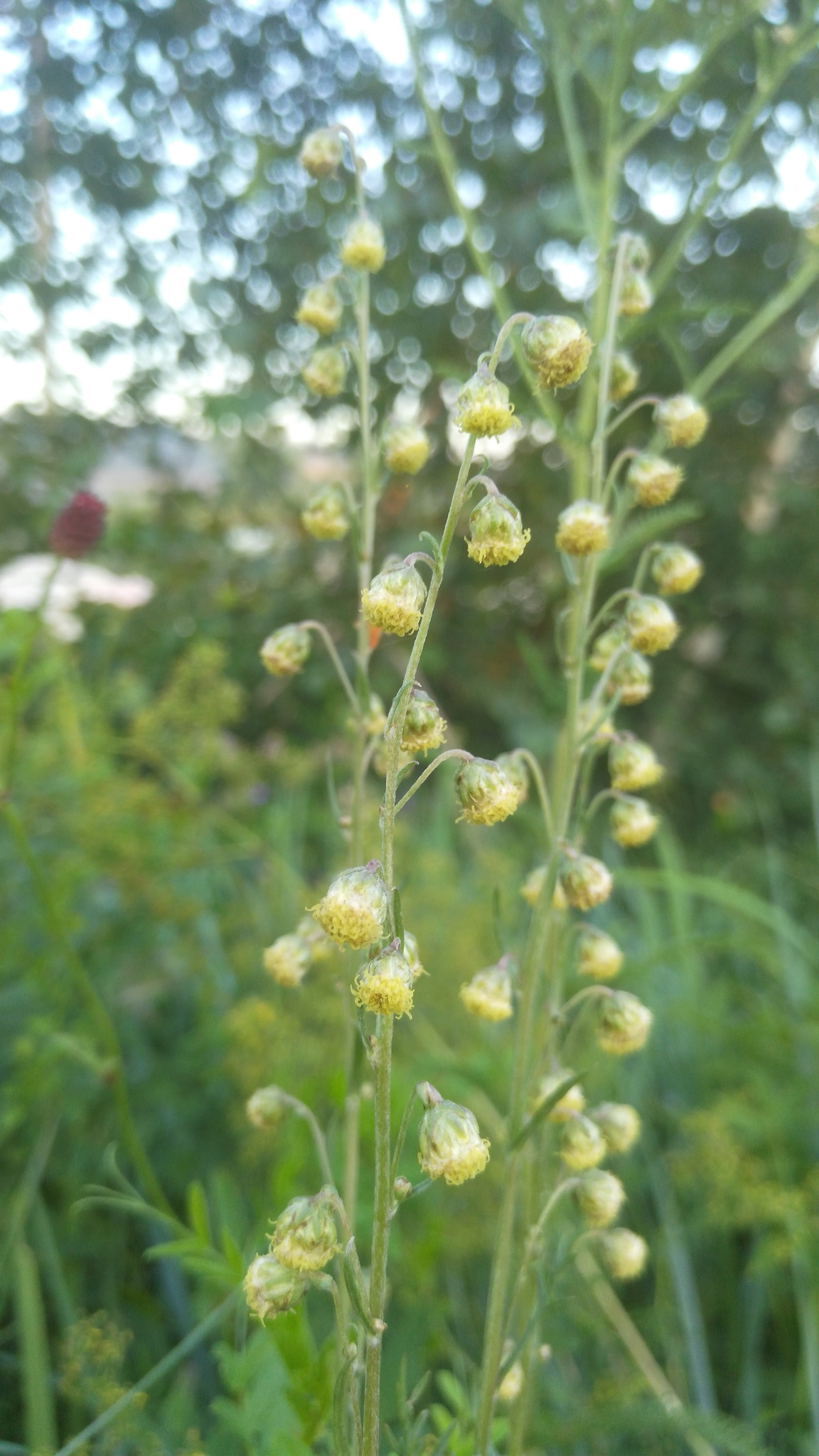
Artemisia tanacetifolia
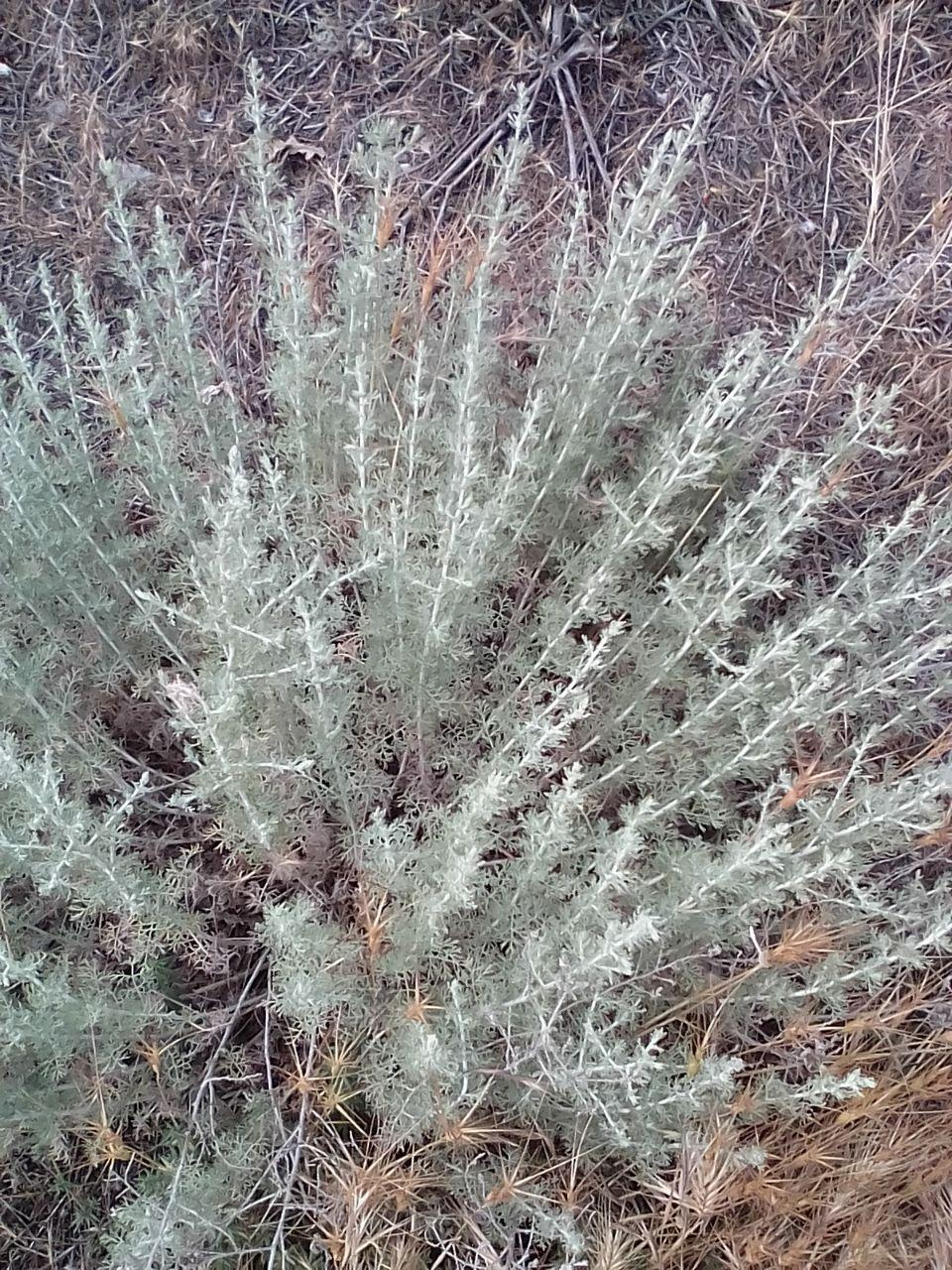
Artemisia taurica
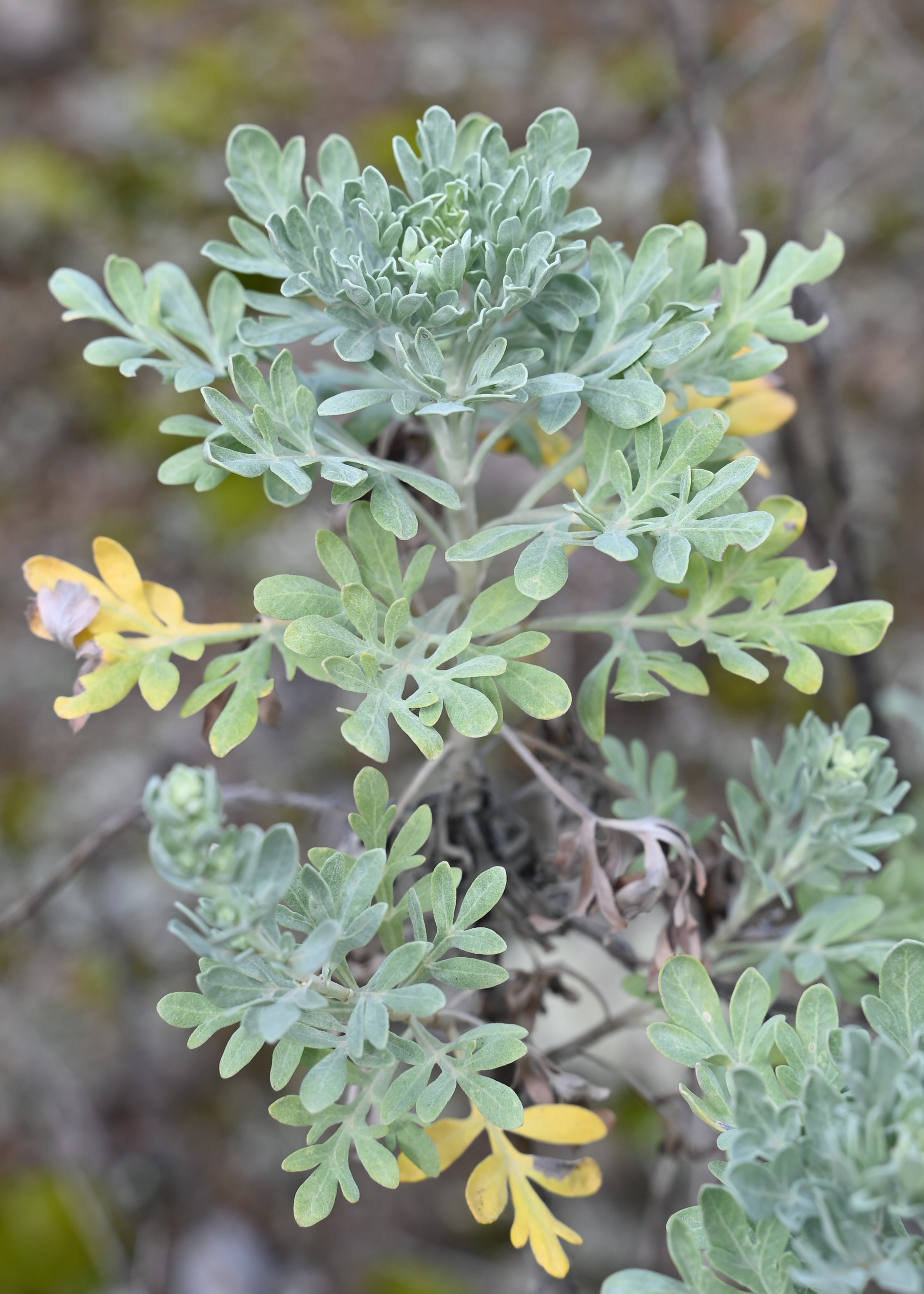
Artemisia thuscula
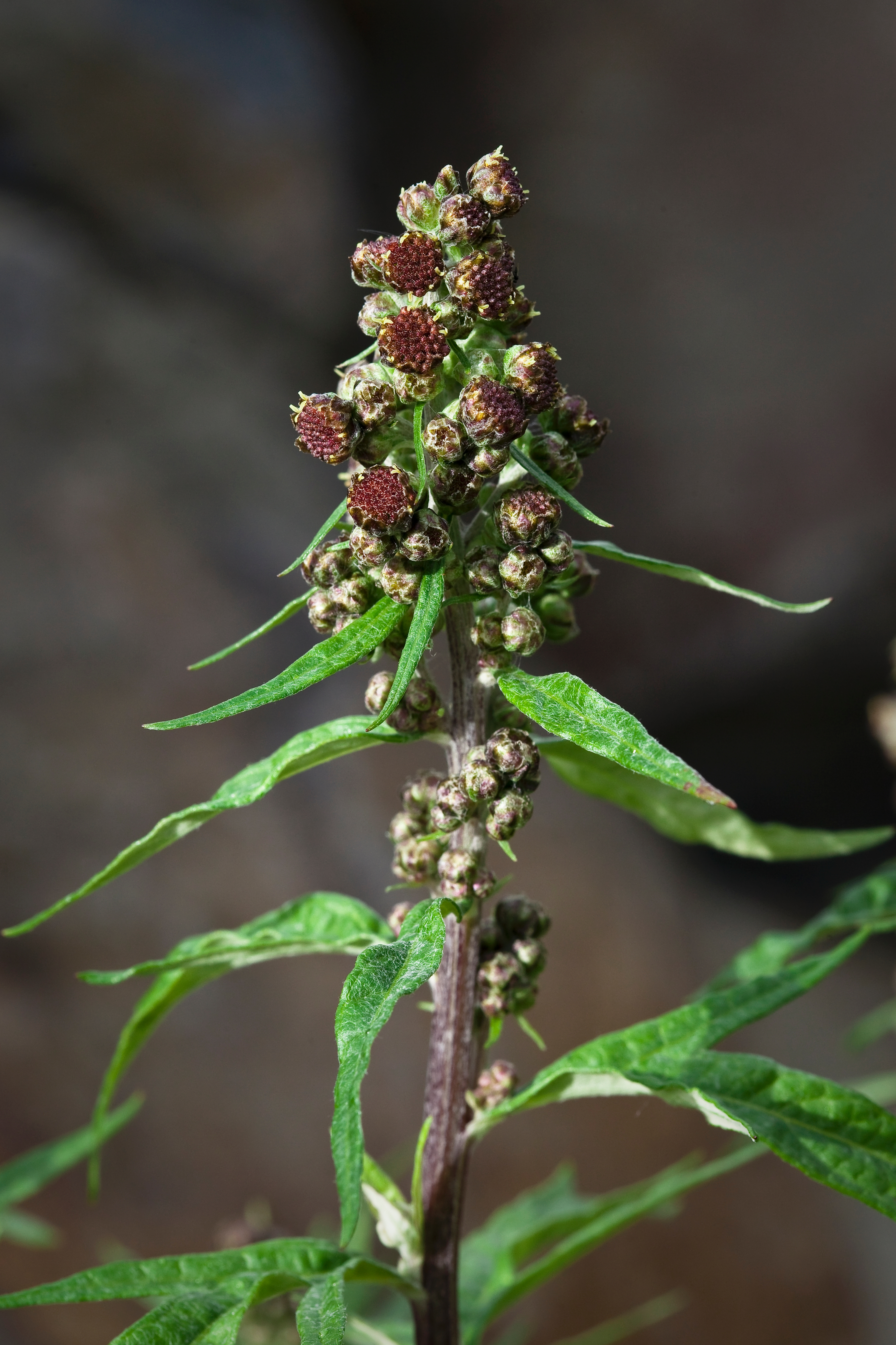
Artemisia tilesii
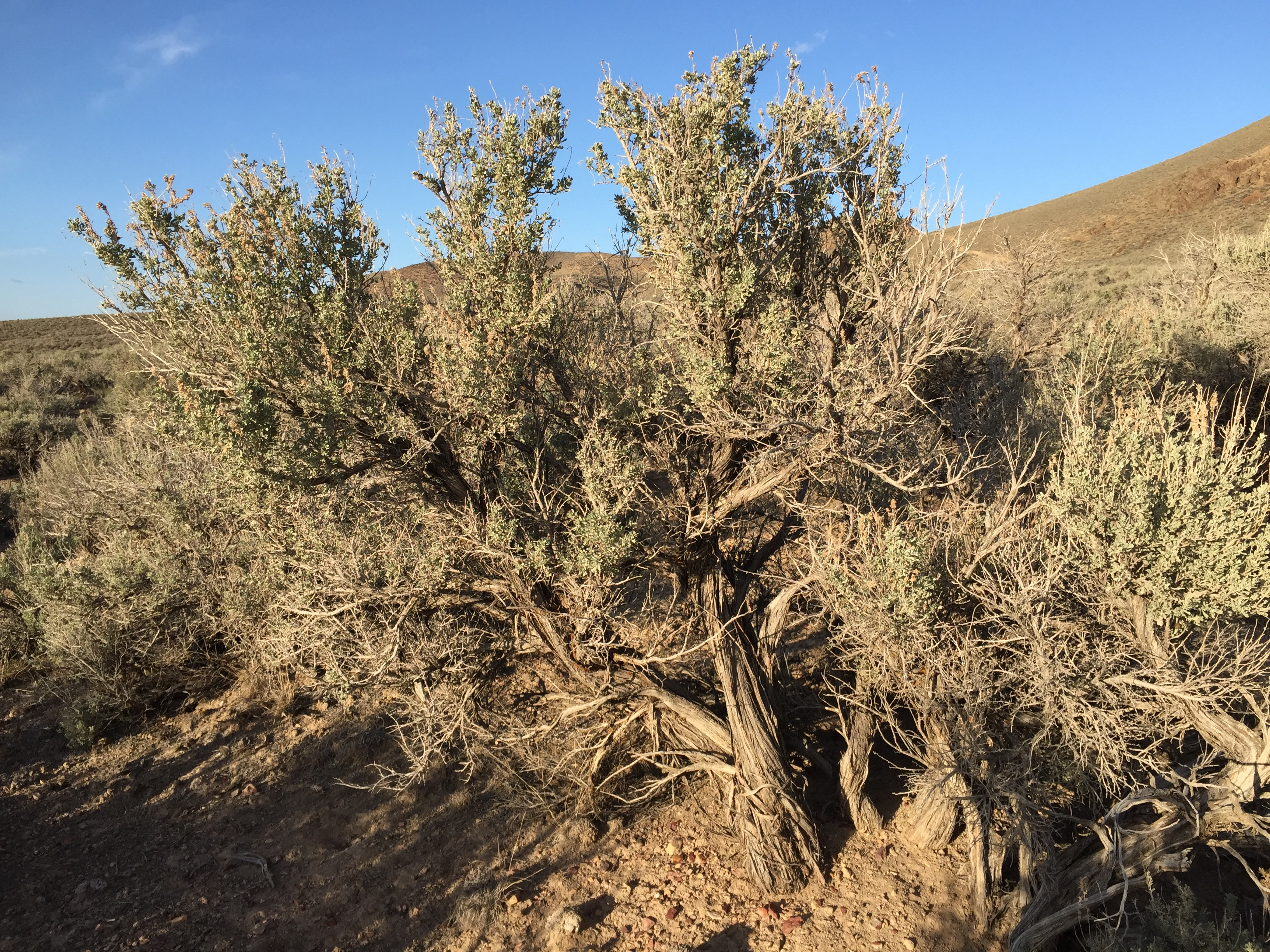
Artemisia tridentata
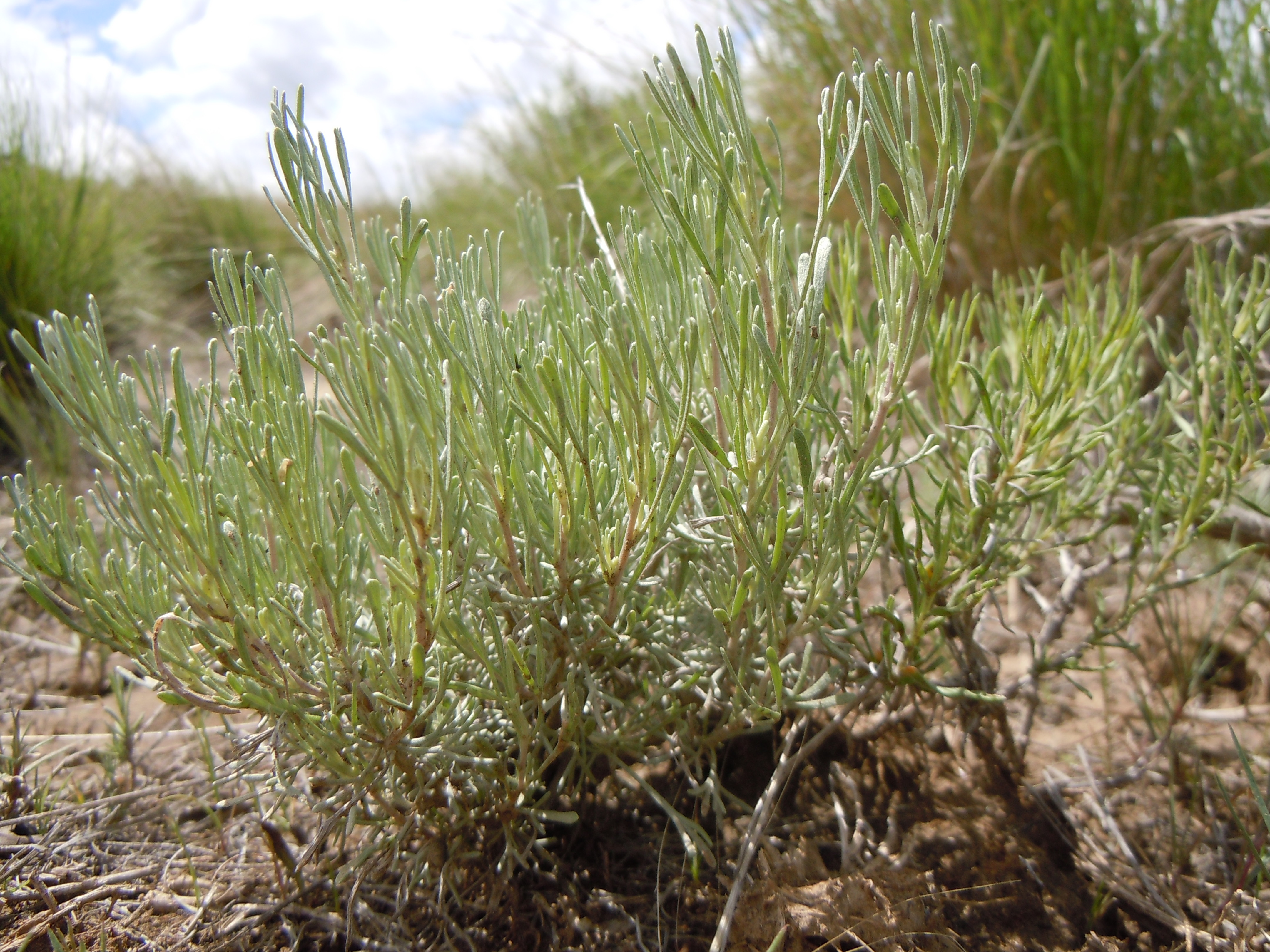
Artemisia tripartita

## U
- Artemisia umbelliformis Lam.
- Artemisia umbrosa (Besser) Turcz. ex Verl.

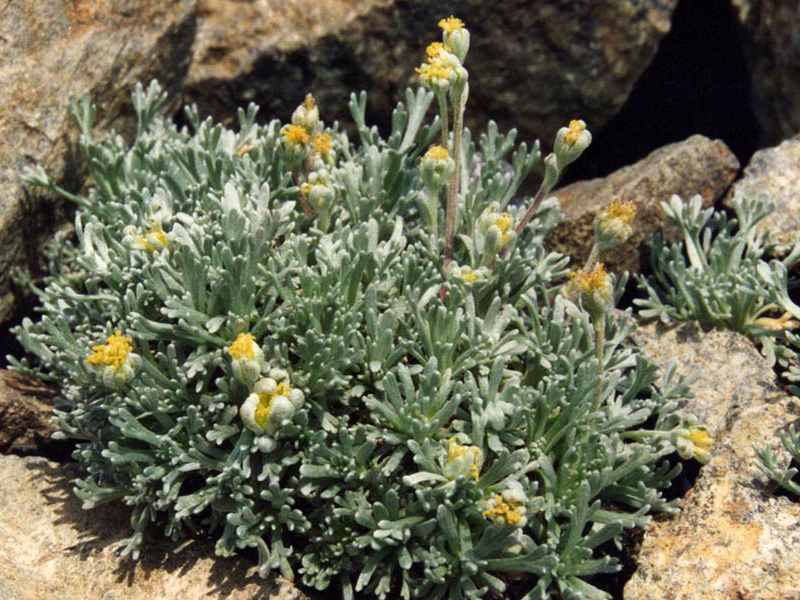
Artemisia umbelliformis

## V
- Artemisia vachanica Krasch. ex Poljakov
- Artemisia valida Krasch. ex Poljakov
- Artemisia vallesiaca All.
- Artemisia velutina Pamp.
- Artemisia verbenacea (Kom.) Kitag.
- Artemisia verlotiorum Lamotte
- Artemisia vestita Wall. ex Besser
- Artemisia vexans Pamp.
- Artemisia viridis Willd. ex DC.
- Artemisia viridisquama Kitam.
- Artemisia viridissima (Kom.) Pamp.
- Artemisia viscida Pamp.
- Artemisia viscidissima Y.Ling & Y.R.Ling
- Artemisia vulgaris L.

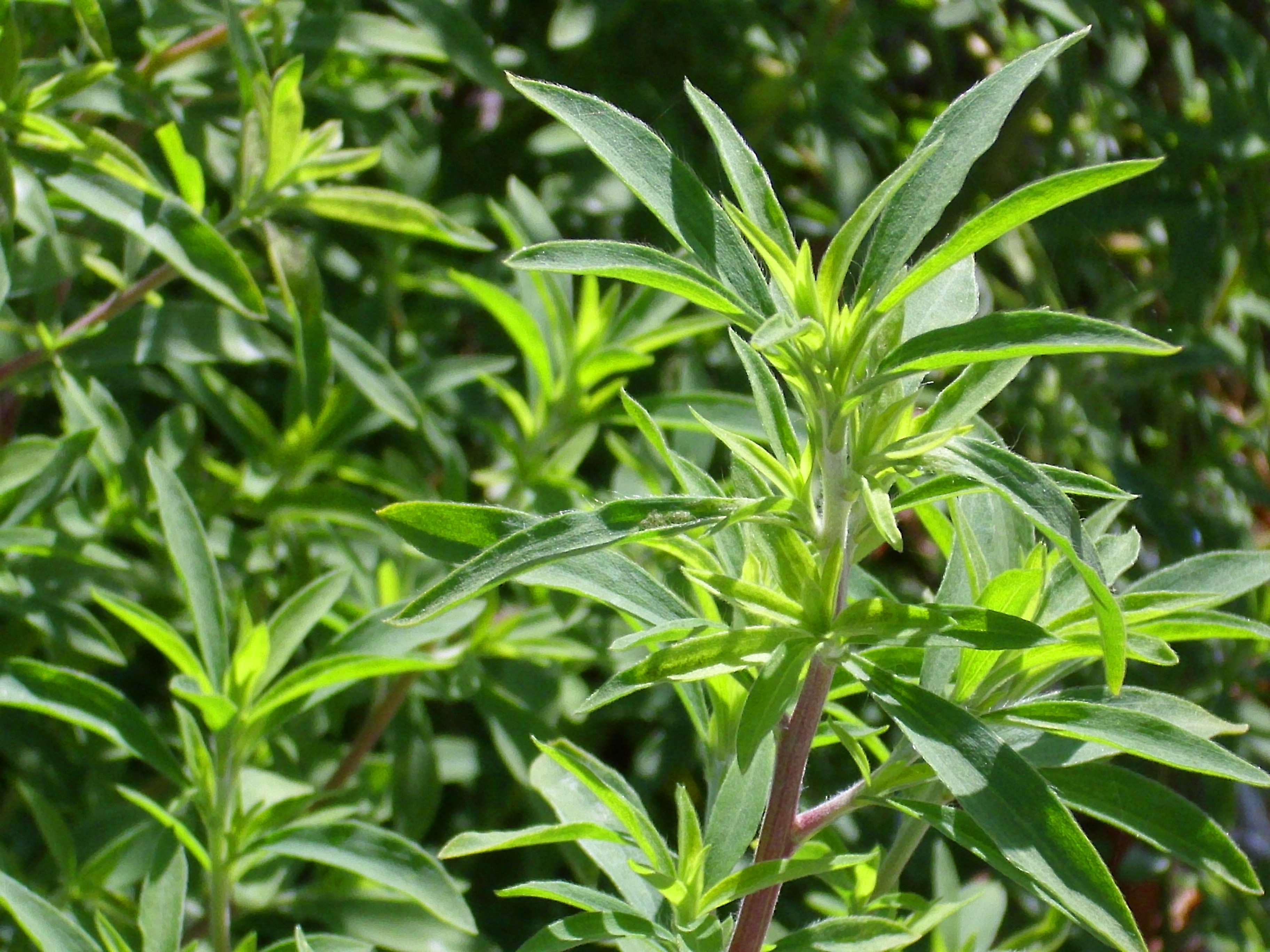
Artemisia campestris
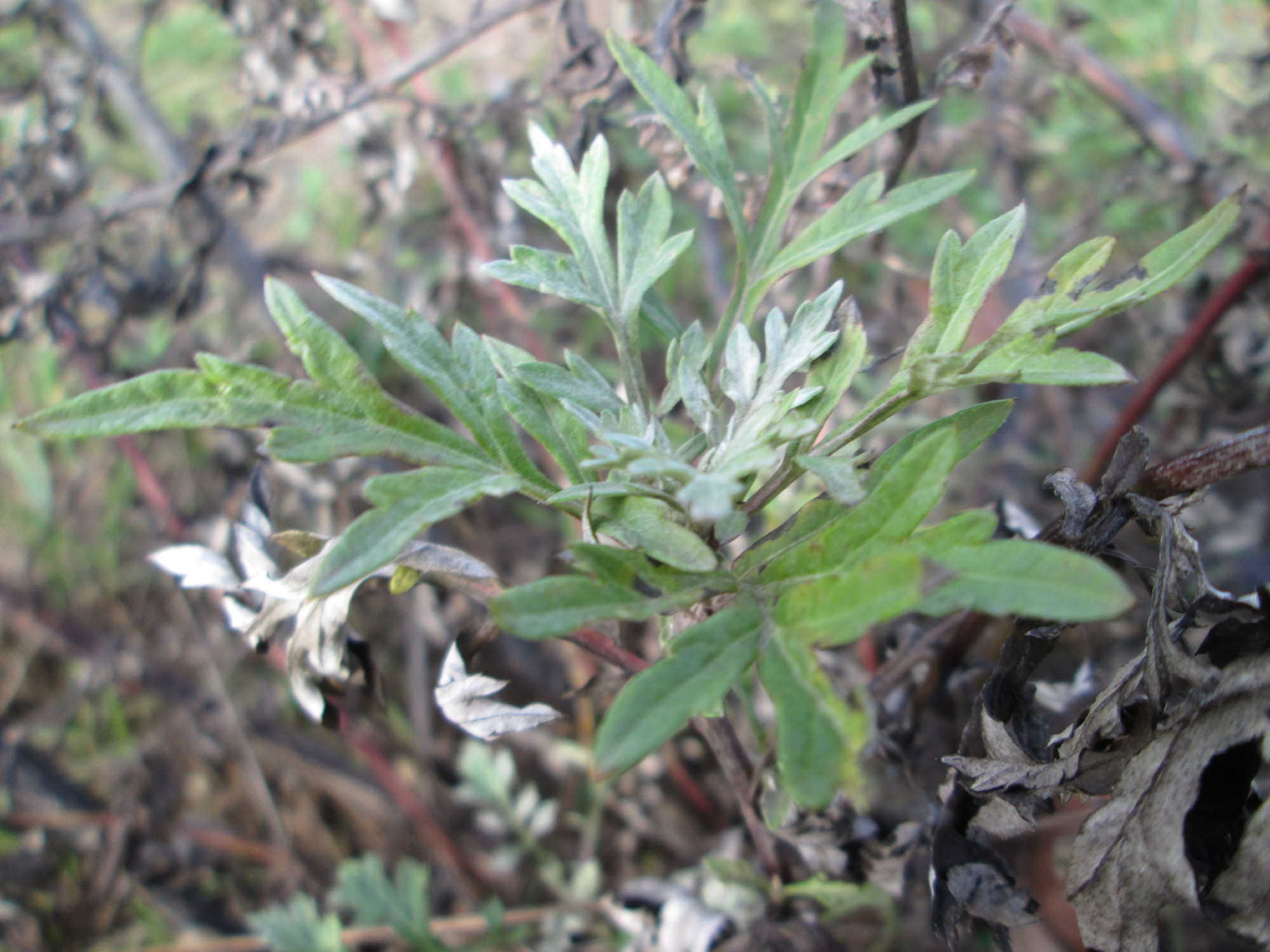
Artemisia vulgaris

## W
- Artemisia waltonii J.R.Drumm. ex Pamp.
- Artemisia woodii (Neilson) C.W.Riggins
- Artemisia wudanica Liou & W.Wang

## X
- Artemisia xanthochroa Krasch.
- Artemisia xerophytica Krasch.
- Artemisia xigazeensis Y.R.Ling & M.G.Gilbert

## Y
- Artemisia yadongensis Y.Ling & Y.R.Ling
- Artemisia yamadae (Kitam.) Hideki Takah. & Barkalov
- Artemisia yongii Y.R.Ling
- Artemisia younghusbandii J.R.Drumm. ex Pamp.
- Artemisia yunnanensis Jeffrey

## Z
- Artemisia zayuensis Y.Ling & Y.R.Ling
- Artemisia zhongdianensis Y.R.Ling

## Specie controverse
In base agli ultimi studi condotti sul genere Artemisia le seguenti specie sono da trasferire ai relativi generi:
- Artemisia stracheyi Hook.f. & Thomson ex C.B.Clarke  in Artemisiella stracheyi (Hook.f. & Thomson ex C.B.Clarke) Ghafoor
- Artemisia eriocarpa Bunge in Mausolea eriocarpa (Bunge) Poljakov
- Artemisia spinescens D.C.Eaton in Picrothamnus desertorum Nutt.
- Artemisia nuttallii (Torr. & A.Gray) Mosyakin, L.M.Shultz & G.V.Boiko in Sphaeromeria argentea Nutt.
- Artemisia albicans Sòn.Garcia, Garnatje, McArthur, Pellicer, S.C.Sand in Sphaeromeria cana (D.C.Eaton) A.Heller
- Artemisia capitata (Nutt.) Sòn.Garcia, Garnatje, McArthur, Pellicer, S.C.Sand in Sphaeromeria capitata Nutt.
- Artemisia constricta Sòn.Garcia, Garnatje, McArthur, Pellicer, S.C.Sand in Sphaeromeria compacta (H.M.Hall) "A.H.Holmgren, L.M.Shultz & Lowrey"
- Artemisia inaequifolia Sòn.Garcia, Garnatje, McArthur, Pellicer, S.C.Sand in Sphaeromeria diversifolia (D.C.Eaton) Rydb.
- Artemisia martirensis (Wiggins) C.R.Hobbs & B.G.Baldwin in Sphaeromeria martirensis (Wiggins) "A.H.Holmgren, L.M.Shultz & Lowrey"
- Artemisia potentilloides A.Gray in Sphaeromeria potentilloides (A.Gray) A.Heller
- Artemisia ruthiae (A.H.Holmgren, L.M.Shultz & Lowrey) Sòn.Garcia, Garnatje, McArthur, Pellicer, S.C.Sand in Sphaeromeria ruthiae "A.H.Holmgren, L.M.Shultz & Lowrey"
- Artemisia simplex (A.Nelson) Sòn.Garcia, Garnatje, McArthur, Pellicer, S.C.Sand in Sphaeromeria simplex (A.Nelson) A.Heller
- Artemisia codringtonii Rech.f. in Turaniphytum codringtonii (Rech.f.) Podlech
- Artemisia eranthema Bunge in Turaniphytum eranthemum (Bunge) Poljakov